# Deutsch-Französischer Krieg
Weißenburg – Spichern – Wörth – Colombey – Straßburg – Toul – Mars-la-Tour – Gravelotte – Metz – Beaumont – Noisseville – Sedan – Sceaux – Chevilly – Bellevue – Artenay – Châtillon – Châteaudun – Le Bourget – Coulmiers – Amiens – Beaune-la-Rolande – Villepion – Loigny und Poupry – Orléans – Villiers – Beaugency – Nuits – Hallue – Bapaume – Villersexel – Le Mans – Lisaine – Saint-Quentin – Buzenval – Paris – Belfort
Der Deutsch-Französische Krieg von 1870/71 war eine militärische Auseinandersetzung zwischen Frankreich einerseits und dem Norddeutschen Bund unter der Führung Preußens sowie den mit ihm verbündeten süddeutschen Staaten Bayern, Württemberg, Baden und Hessen-Darmstadt andererseits. Auslöser des Krieges war der Streit zwischen Frankreich und Preußen um die spanische Thronkandidatur des Prinzen Leopold von Hohenzollern-Sigmaringen. Am 19. Juli 1870 erklärte Frankreich Preußen den Krieg. Entgegen der Erwartung des französischen Kaisers traten die vier süddeutschen Staaten in den Krieg ein. Währenddessen blieben die übrigen europäischen Mächte neutral.
Innerhalb weniger Wochen im Spätsommer 1870 besiegten die deutschen Verbündeten große Teile der französischen Armeen. Nach der Schlacht von Sedan in Nordfrankreich begab sich Kaiser Napoléon III. am 2. September 1870 in die Gefangenschaft des Königs von Preußen. Daraufhin bildete sich in Paris eine provisorische nationale Regierung, welche die Republik ausrief, den Krieg fortführte und neue Armeen aufstellte. Aber auch die neue Regierung vermochte es nicht, das Blatt zu wenden. Nach dem Fall von Paris fand sich die französische Regierung im Februar 1871 zum Vorfrieden von Versailles bereit. Offiziell endete der Krieg am 10. Mai 1871 mit dem Frieden von Frankfurt. Frankreich wurden darin unter anderem Reparationen von fünf Milliarden Francs auferlegt.
Die wichtigsten Ergebnisse des Krieges waren die deutsche Reichsgründung und das Ende des Zweiten Französischen Kaiserreichs. Das besiegte Frankreich musste die als Reichsland Elsaß-Lothringen bezeichneten Gebiete an das Deutsche Reich abtreten. Dies wiederum hatte die Vertiefung der bis zur Mitte des 20. Jahrhunderts währenden „Erbfeindschaft“ zur Folge. In dem Krieg kamen fast 190.000 Soldaten ums Leben, mehr als 230.000 wurden verwundet.
Nach dem Deutsch-Dänischen Krieg 1864 und dem Deutschen Krieg 1866 war der Konflikt mit Frankreich der dritte und letzte der deutschen Einigungskriege. Noch in seinem Verlauf traten Baden, Bayern, Württemberg und Hessen-Darmstadt dem Norddeutschen Bund bei. Dieser Beitritt und die Verfassung vom 1. Januar 1871 konstituierten das Deutsche Kaiserreich. Während des Krieges kam es mit dem Aufstand der Pariser Kommune in Frankreich selbst zu einem Bürgerkrieg; der Aufstand wurde von der französischen Regierung blutig niedergeschlagen.

## Bezeichnung und Einordnung
Der Deutsch-Französische Krieg ist im deutschen Sprachraum auch unter der Bezeichnung Krieg von 1870/71 bekannt. Im englischen Sprachraum wird die Auseinandersetzung nach der Gewohnheit, die kriegserklärende Seite zuerst zu benennen, Franco-Prussian War (Französisch-Preußischer Krieg) genannt. Die britische Bezeichnung betont besonders die Lenkung der deutschen Kriegsseite durch die preußische Regierung, schließt aber die preußischen Verbündeten in Nord- und Süddeutschland nicht mit ein. In der französischen Forschungsliteratur ist die Benennung Guerre Franco-Prussienne (Französisch-Preußischer Krieg) zwar ebenfalls noch vertreten, wird aber zunehmend von der Bezeichnung Guerre Franco-Allemande (Französisch-Deutscher Krieg) verdrängt. In Dänemark wurde der Krieg von Anfang an häufiger als fransk-tyske krig (Französisch-Deutscher Krieg) tituliert.
Der Deutsch-Französische Krieg fand im industriellen Zeitalter statt. Daher wurde er ähnlich wie zuvor der Krimkrieg (1853 bis 1856), der Sardinische Krieg (1859), der Amerikanische Bürgerkrieg (1861–1865) und der Deutsche Krieg (1866) mit waffentechnisch erweiterten Möglichkeiten geführt. Dies fand seinen Ausdruck in hohen Opferzahlen. Im gesamten Deutsch-Französischen Krieg fielen fast 190.000 Soldaten. Das Chassepotgewehr, „Langblei“ – ein Projektil in Form eines langgestreckten Tropfens – und Granaten fügten den Soldaten neuartige, schwere Verwundungen zu. Durch Projektile verursachte Knochenbrüche, Austrittswunden und der Verlust von Gliedmaßen führten zu bis dahin nicht gekannten Kriegsverletzungen.
In seiner zweiten Phase nach der Schlacht bei Sedan entwickelte der Deutsch-Französische Krieg darüber hinaus auf französischer Seite Züge eines Volkskriegs. Die Regierung um Léon Gambetta und Charles de Freycinet hatte nämlich nach der Erklärung Frankreichs zur Republik zu einem „guerre à outrance“ aufgerufen, das heißt zu einem „Krieg bis zum Äußersten“. Sie führte die allgemeine Wehrpflicht ein, stellte neue Massenheere auf und verschärfte den Kampf. Dies führte auf beiden Kriegsseiten zu einer Steigerung der Grausamkeiten. Letztlich gelang es den Politikern jedoch im Unterschied zum Ersten Weltkrieg noch, sich gegen die militärische Führung durchzusetzen und den Krieg nach relativ kurzer Zeit wieder zu beenden. Seit dem Deutsch-Französischen Krieg musste dennoch davon ausgegangen werden, dass Kriege potenziell „nach französischem Vorbild mit der ganzen Volkskraft geführt werden würden“ (Stig Förster).

## Vorgeschichte

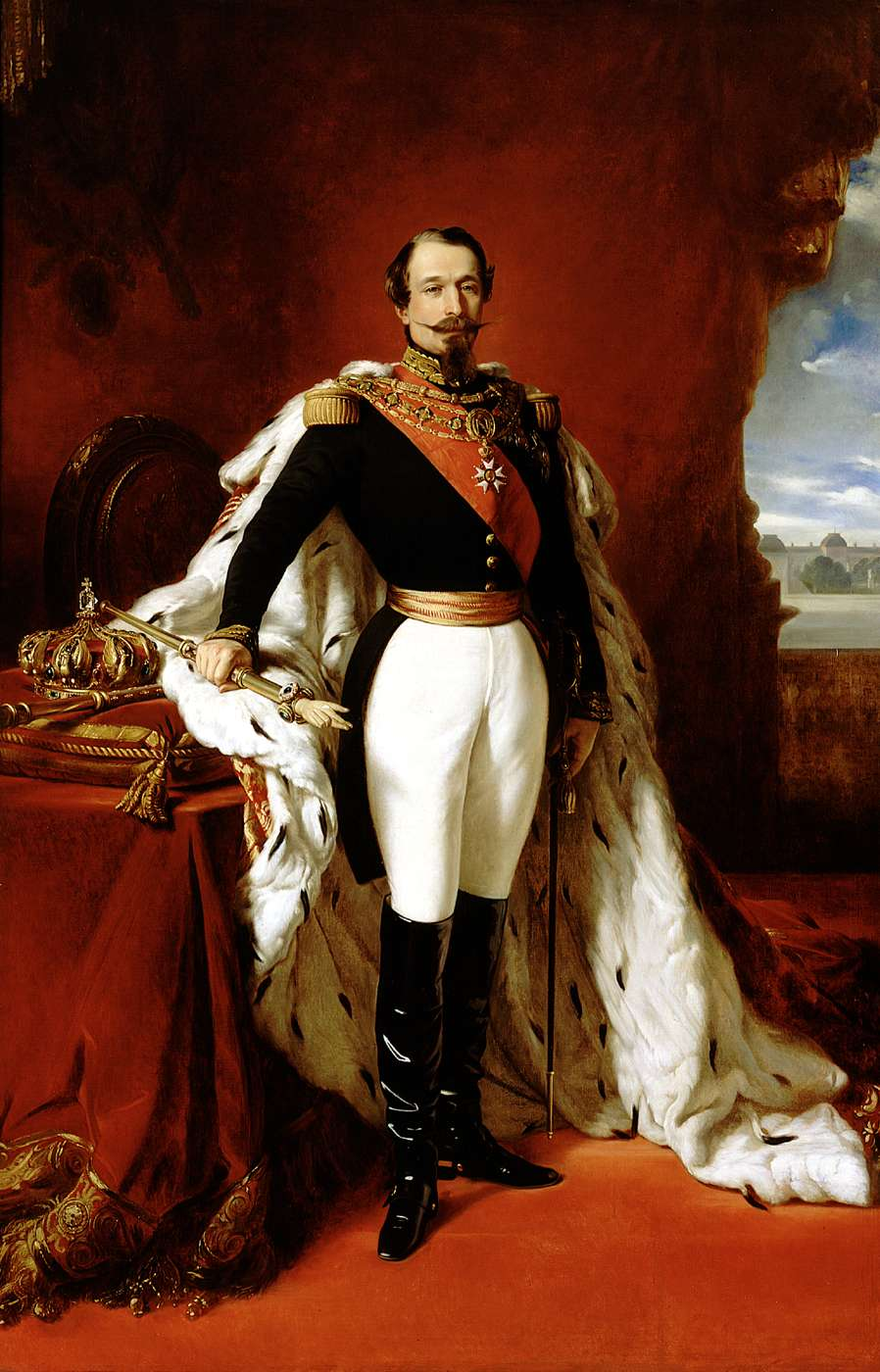
Franz Xaver Winterhalter, Porträtgemälde von Napoleon III., ca. 1853, Napoleon-Museum Rom

Die Ursachen des Deutsch-Französischen Krieges reichten mehrere Jahrzehnte zurück und sind in der Forschung bis heute umstritten. Uneinigkeit besteht vor allem darin, welchen Anteil die beiden Hauptkriegsparteien Preußen und Frankreich an der militärischen Eskalation hatten.

### Entwicklung bis zum Deutschen Krieg
In Frankreich wirkte die Erinnerung an die Niederlage des napoleonischen Kaiserreiches fort. Die territoriale Zurückstufung von 1814/1815 wurde als schwere Demütigung empfunden. Der öffentlichen Erwartung einer Rückgewinnung des alten Einflusses konnten die Bourbonen-Dynastie und die Julimonarchie nicht gerecht werden. Die enttäuschten Hoffnungen auf eine Wiederherstellung der alten Machtposition Frankreichs trug im Jahr 1848 schließlich zur Präsidentenwahl von Louis Napoleon bei, der sich vier Jahre später als Napoleon III. zum Kaiser der Franzosen krönte. Sein außenpolitisches Ziel hatte Napoleon III. bereits während seiner Exilzeit formuliert. In der Schrift Idées Napoléoniennes sah er vor, Russland und Österreich-Ungarn zu schwächen oder aufzulösen. Napoleon III. wollte an ihre Stelle liberale, von Frankreich abhängige Nationalstaaten setzen. In den 1850er Jahren konnte Napoleon III. noch außenpolitische Erfolge (Krimkrieg und Sardinischer Krieg) in dieser Hinsicht vorweisen. In den 1860er Jahren häuften sich dann jedoch die außenpolitischen Rückschläge (die Französische Intervention in Mexiko und der Deutsche Krieg von 1866).
Im Vorfeld des Deutschen Krieges versuchte der preußische Ministerpräsident Bismarck eine französische Neutralität auszuhandeln. Napoleon III. zeigte sich dem nicht abgeneigt, brachte aber als Gegenleistung für das militärische Stillhalten Gebietserweiterungen ins Gespräch (etwa Teile Belgiens, die Saarregion und die Pfalz). Bismarck gab Napoleon III. jedoch keine verbindlichen Garantien für territoriale Kompensationen. Mit Österreich schloss Napoléon III. einen Geheimvertrag, der als Gegenleistung für seine Neutralität vorsah, Frankreich das preußische Rheinland zu überlassen. Napoleon III. und sein Beraterkreis erwarteten einen längeren Krieg zwischen Österreich und Preußen. Daher verzichteten sie darauf, die französischen Truppen für eine schnelle Intervention zusammenzuziehen. Angesichts dieser Lage versuchte Napoleon III. diplomatischen Druck auf Preußen auszuüben. Einen Monat nach der kriegsentscheidenden Schlacht bei Königgrätz forderte er von dem siegreichen Preußen Unterstützung für französische Gebietsgewinne ein. Die Pläne sahen eine Rückgewinnung von Territorien vor, die Frankreich im Ersten Pariser Frieden von 1814 noch hatte behalten dürfen und erst nach der Schlacht bei Waterloo von 1815 an deutsche Staaten hatte abtreten müssen.
Der schnelle Friedensschluss mit Österreich beugte letztlich einer französischen Intervention vor. Gleichzeitig verschob sich das machtpolitische Kräfteverhältnis: Preußen annektierte die norddeutschen Staaten Hannover, Kurhessen, Nassau und die Freie Stadt Frankfurt. Die restlichen norddeutschen Staaten traten 1867 dem neu gebildeten Norddeutschen Bund bei, wodurch das politische Gewicht Preußens weiter anstieg. Noch im Jahr 1860 hatte Preußen weniger als 50 % der französischen Bevölkerungszahl erreicht. Der Norddeutsche Bund von 1867 zählte nun 30 Millionen Einwohner, was der französischen Einwohnerzahl von 37 Millionen näher kam. Darüber hinaus war die Armee des Norddeutschen Bundes aufgrund der allgemeinen Wehrpflicht um ein Drittel größer als ihr französisches Gegenstück. Der Ruf nach „Rache für Sadowa“ (französischer Name der Schlacht von Königgrätz) kam in Frankreich auf. Gemeint war die Enttäuschung in Frankreich, nicht ausreichend für die Neutralität im Deutschen Krieg belohnt worden zu sein. Der französische Kriegsminister kommentierte die französische Wahrnehmung mit dem Satz: „Wir sind diejenigen, die tatsächlich bei Sadowa geschlagen worden sind“ („C’est nous qui avons été battus à Sadowa“).

Territorialbestand des Norddeutschen Bundes in den Jahren 1867 bis 1870, Preußen (blau)

Zumindest bewirkte Frankreich, dass Preußen nur nördlich der Mainlinie den Bundesstaat gründen durfte. Die süddeutschen Staaten Württemberg, Baden und Bayern bewahrten zunächst ihre staatliche Unabhängigkeit. Aus französischer Perspektive war dies nicht unwesentlich. Die drei süddeutschen Länder konnten in einem potenziellen Krieg weitere 200.000 Soldaten aufbieten und grenzten zum Teil direkt an Frankreich. Die nationalstaatliche Ausklammerung von Süddeutschland war jedoch letztlich politisch wertlos, denn noch im August 1866 war es Bismarck gelungen, geheime Schutz- und Trutzbündnisse (gegenseitige Verteidigung im Falle eines Angriffskriegs) mit Bayern, Württemberg und Baden abzuschließen. Grund für die Verträge waren die neuen Grenzziehungen, welche die um ihre staatliche Souveränität bangenden süddeutschen Regierungen in eine Notlage brachten. Sie befanden sich geographisch zwischen den Großmächten Österreich, Frankreich und dem Norddeutschen Bund. Die erstarkende Nationalbewegung ließ nur eine außenpolitische Orientierung an den Norddeutschen Bund zu.

### Luxemburgkrise und Annäherung zwischen Frankreich, Österreich und Italien
Nachdem im August 1866 die preußisch-französischen Verhandlungen über umfangreiche territoriale Kompensationen gescheitert waren, wich die französische Regierung von ihrer ursprünglichen Zielsetzung ab. Sie forderte von Preußen nun, es bei der Annexion des Großherzogtums Luxemburg zu unterstützen. Im März 1867 nahm die französische Regierung Verhandlungen mit dem über Luxemburg herrschenden niederländischen König Wilhelm III. auf. Dieser zeigte sich damit einverstanden, Luxemburg gegen eine finanzielle Entschädigung (5 Millionen Gulden) Frankreich zu übergeben. Er machte den Verkauf aber auch von der Billigung des preußischen Monarchen Wilhelm I. abhängig. Bismarck ließ daraufhin die bisher geheim gehaltenen Schutz- und Trutzverträge mit den süddeutschen Staaten im Preußischen Staats-Anzeiger drucken. Die Veröffentlichung des Bündnisses stärkte in den deutschen Staaten eine nationalistische Empörung gegenüber Frankreich. Davon beeindruckt weigerte sich der niederländische König, den Vertrag mit Frankreich zu unterzeichnen. Bismarck appellierte zusätzlich an die anderen europäischen Großmächte, sich für eine friedliche Beilegung der Luxemburgkrise einzusetzen. So kam es im Mai 1867 zu einer Konferenz in London. Frankreich musste im Zuge dessen seine Ansprüche auf Luxemburg dauerhaft aufgeben. Preußen war dazu gezwungen, seine Garnison aus der Festung abzuziehen.
Die Luxemburgkrise bewirkte eine Annäherung zwischen Frankreich und Österreich. Beide Großmächte versuchten, ein gegen Preußen gerichtetes Bündnis ins Leben zu rufen. Die französische Diplomatie sah zeitweise eine Erweiterung der geplanten Allianz um Italien vor. Allerdings traten unüberwindbare Interessengegensätze zwischen den drei Mächten zu Tage. So forderte die italienische Regierung in Florenz (1865–1871 Hauptstadt Italiens) unter Berufung auf die Septemberkonvention den Abzug französischer Truppen aus Rom, die den Kirchenstaat vor einer italienischen Annexion schützten. Des Weiteren beanspruchte die italienische Regierung österreichische Gebiete wie das Isonzotal und Triest für sich. Wien wiederum misstraute Paris. Es war nicht bereit, französische Gebietserweiterungen in den Raum des ehemaligen Deutschen Bundes zu unterstützen. Die französische Regierung hoffte ihrerseits, dass – obwohl ein Bündnisvertrag mit Österreich und Italien letztlich nicht zustande kam – sie Rückendeckung in einem möglichen Krieg gegen Preußen erhalten würde. Diese Einschätzung ermutigte Paris darin, in der Frage der spanischen Thronfolge einen diplomatischen Konfrontationskurs mit Preußen zu suchen.
Nach Meinung des US-amerikanischen Militärhistorikers Geoffrey Wawro hätte es auch schon wenige Jahre vor 1870 zu einem Krieg kommen können. Letztlich sei Napoleon III. aber noch daran interessiert gewesen, Zeit für Armeereformen zu gewinnen. Seit 1869 stand die französische Regierung zudem unter massivem Druck der Öffentlichkeit. Sie hatte an Popularität verloren und wurde von der liberalen Presse massiv kritisiert. Ein möglicher militärischer Sieg über Preußen schien ihr daher die Chance zu bieten, innenpolitische Anerkennung zurückzugewinnen und die liberale Opposition in Frankreich verstummen zu lassen. Insbesondere Außenminister Gramont sei an einem Krieg interessiert gewesen. Er bekam Unterstützung von Kaiserin Eugénie de Montijo, die eine Abneigung gegenüber Preußen hegte. Eugénie war der festen Überzeugung, dass nur ein militärischer Triumph über Berlin ihrem Sohn Napoléon Eugène Louis Bonaparte den Thron sichern könnte.

### Spanische Thronfolgekrise und Kriegserklärung

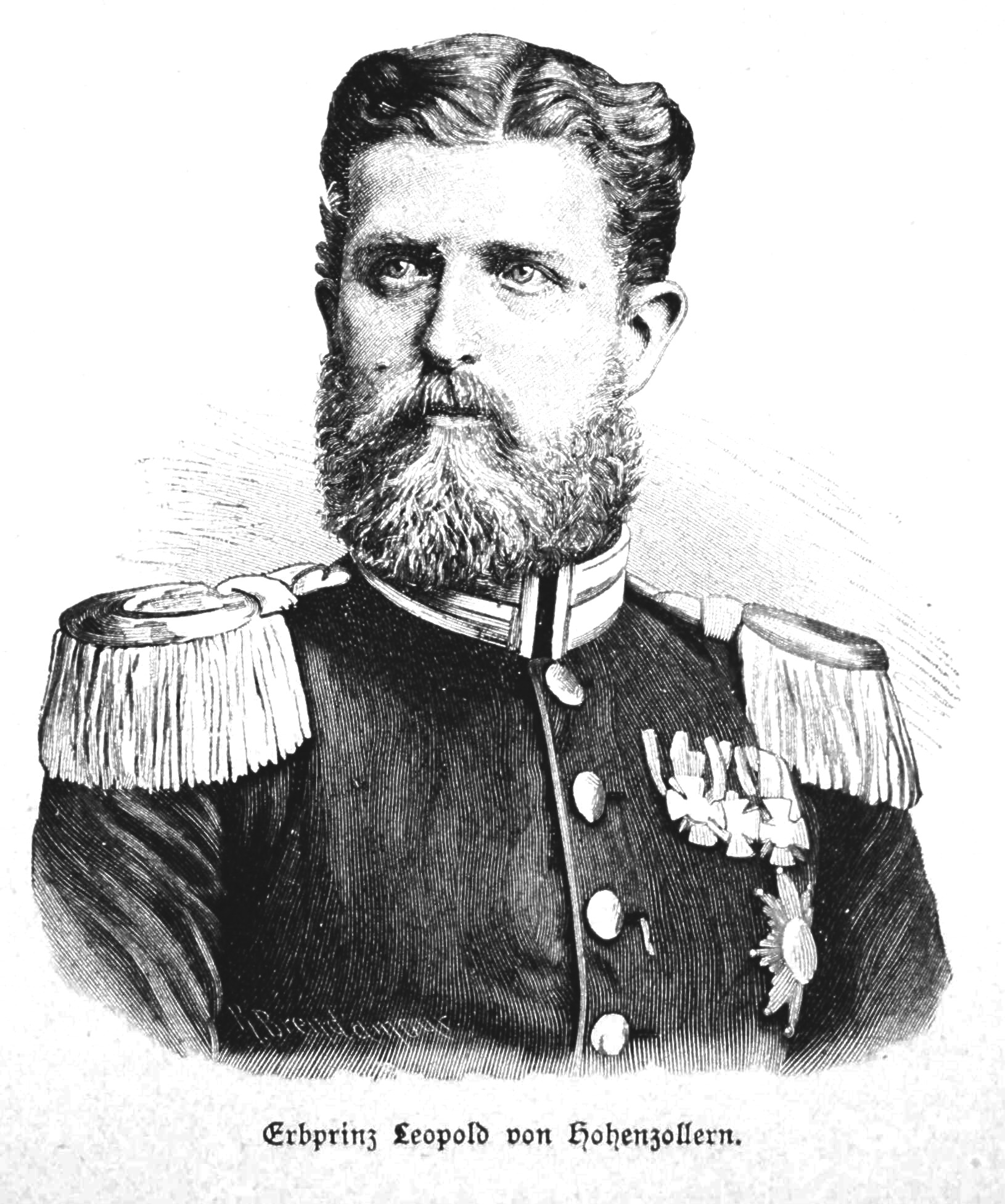
Erbprinz Leopold von Hohenzollern in einer Darstellung des Druckers Richard Brend’amour

Zum unmittelbaren Auslöser des Deutsch-Französischen Krieges entwickelte sich die Frage um die spanische Thronfolge. Im September 1868 putschte das Militär Königin Isabella II. vom spanischen Thron. Die Führer des Putsches suchten anschließend bei den europäischen Herrscherhäusern nach einem neuen König für Spanien. Nach mehreren Absagen aus Italien und Portugal wandte sich der spanische Regierungschef Juan Prim im Februar 1870 schließlich an die Sigmaringer Linie der Hohenzollern. Die Entscheidung fiel auf Prinz Leopold von Hohenzollern, den Sohn eines ehemaligen preußischen Ministerpräsidenten und Angehörigen der katholischen Nebenlinie des in Berlin regierenden Königs von Preußen. Berlin und Madrid sahen ursprünglich vor, ihr gemeinsames Projekt gegenüber der Öffentlichkeit geheim zu halten. Erst nach der Bestätigung Leopolds als König durch das spanische Parlament sollte das politische Paris über die Königskandidatur in Kenntnis gesetzt werden. Die Strategie schlug fehl, da sich bei der Entschlüsselung eines Telegramms aus Berlin ein Fehler einschlich. Die spanische Regierung ging nun fälschlicherweise davon aus, dass die parlamentarische Abstimmung über die Königskandidatur erst am 9. Juli 1870 stattfinden sollte. Vorgesehen war aber eigentlich schon der 26. Juni – ein Termin zwei Wochen früher. Der Dechiffrierfehler hatte zur Folge, dass die Regierung das Parlament verfrüht in die Sommerpause entließ. Als Juan Prim von dem Missverständnis erfuhr, musste er das Parlament zurückrufen. Bei diesem Anlass rechtfertigte er seine Entscheidung mit der spanischen Thronkandidatur, wodurch die Angelegenheit öffentlich bekannt wurde.
Eine mögliche Inthronisation Leopolds als spanischer König weckte in Frankreich Ängste vor einer neuen dynastischen Umklammerung, wie sie durch Habsburger-Monarchen im 16. und 17. Jahrhundert schon einmal bestanden hatte. Angesichts einer ohnehin starken Opposition der Republikaner im Parlament mussten der Kaiser und seine Regierung ihren Sturz befürchten. Am 6. Juli 1870 hielt der französische Außenminister Gramont eine Rede vor der gesetzgebenden Versammlung, dem Corps législatif. Er beschuldigte die preußische Regierung, hinter dem spanischen Projekt zu stehen und erklärte, dass dies einer Ehrverletzung Frankreichs gleichkäme. Obwohl Gramont mit keinem Wort direkt von Krieg sprach, ließ sich seine Rhetorik als Kriegsdrohung an Preußen interpretieren. Am 7. Juli 1870 ordnete Gramont die Reise des französischen Botschafters in Preußen, Vincent Benedetti, nach Bad Ems an. In der Stadt hielten sich König Wilhelm I. und seine höfische Gefolgschaft zur Kur auf. Benedetti sollte den König auffordern, die Kandidatur Leopolds zurückzuziehen. Am 9. Juli 1870 erklärte Wilhelm I. dem französischen Botschafter, die Kandidatur lediglich als Oberhaupt der Hohenzollern, nicht aber als preußischer König unterstützt zu haben. Es sei eine rein dynastische Angelegenheit. Diese Aussage Wilhelms I. stärkte Gramonts diplomatische Position in Europa: Er konnte nun nach außen zweifelsfrei beweisen, dass die preußische Regierung mit Bismarck an der Spitze in das spanische Projekt involviert war. So ließ etwa Prinz Reuß, der preußische Botschafter in Russland, Wilhelm telegraphisch mitteilen, dass Zar Alexander II. ihm empfohlen habe, die Kandidatur aufzugeben. Am 10. Juli 1870 schickte Wilhelm I. schließlich einen Sondergesandten nach Sigmaringen. Dessen Aufgabe bestand darin, Karl Anton, den Vater Leopolds, von einem Verzicht zu überzeugen. Am 12. Juli verzichtete Karl Anton stellvertretend für seinen Sohn auf die spanische Krone. Paris hatte damit einen großen diplomatischen Erfolg errungen.

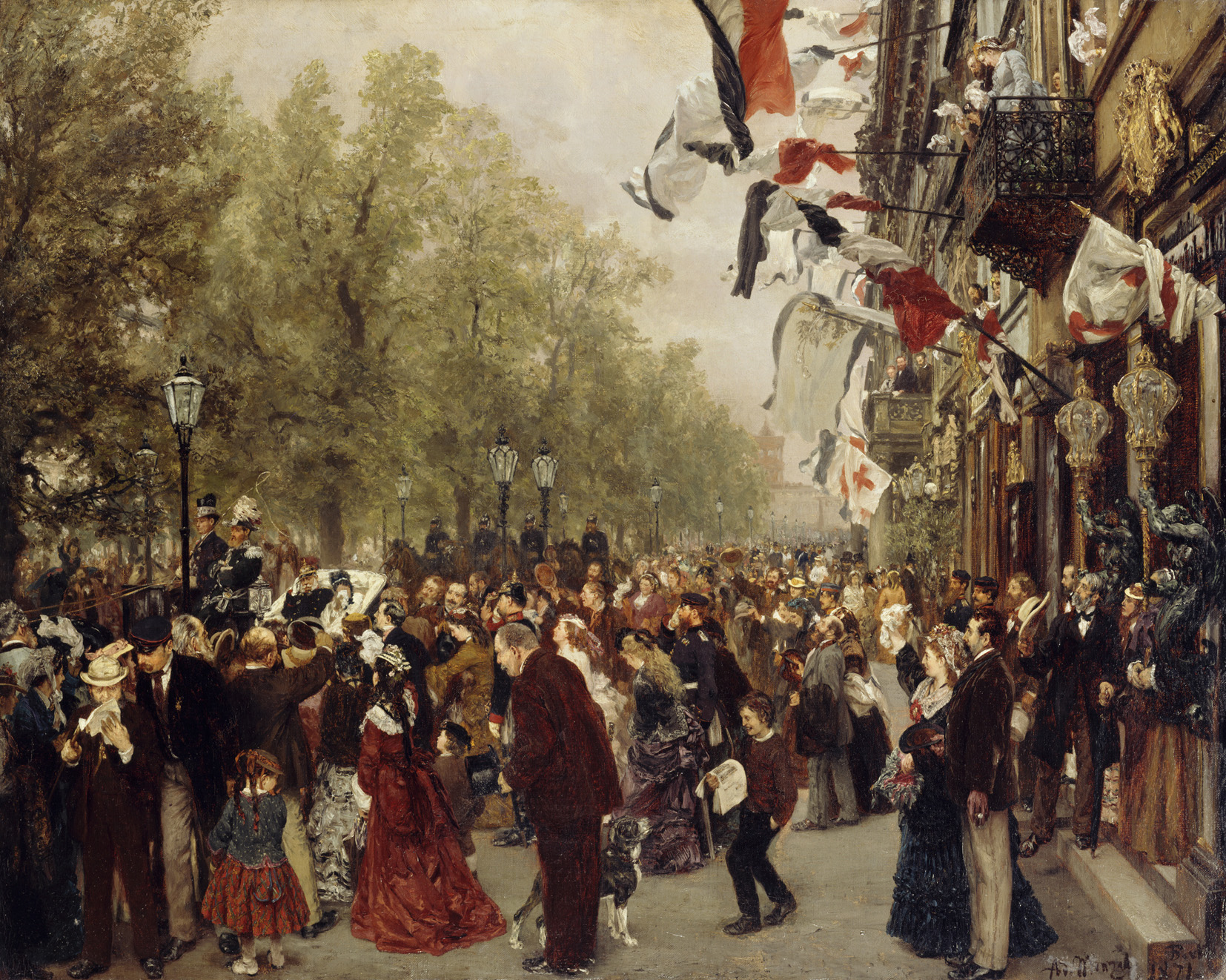
Adolph von Menzel, Abreise König Wilhelms I. zur Armee am 31. Juli 1870, 1871, Alte Nationalgalerie, Berlin

Gramont reichte der diplomatische Sieg jedoch nicht aus. Die unterzeichnete Verzichtserklärung erwähnte nämlich die preußische Teilhabe an dem spanischen Thronfolgeprojekt nicht. Aus diesem Grund forderte Gramont eine öffentliche Entschuldigung Preußens. Botschafter Benedetti sollte dem preußischen Monarchen die verbindliche Zusage entlocken, auch in aller Zukunft keine spanische Hohenzollern-Kandidatur mehr zu fördern. Am 13. Juli 1870 passte Benedetti den König auf der Bad Emser Kurpromenade ab. Wilhelm I. reagierte auf die Forderung zwar höflich, aber wies sie doch entschieden zurück, denn er fürchtete einen Gesichtsverlust für Preußen. Solange nur ein nicht-regierendes Mitglied der Hohenzollern-Dynastie die Kandidatur öffentlich zurückzog, konnte die Krise das Ansehen des preußischen Staates nicht schädigen; anders hätte es sich verhalten, hätte er selbst als preußischer Monarch eine entsprechende Erklärung offiziell abgegeben. Wilhelm I. war daher nicht bereit, „auf immer und ewig“ die Thronbesteigung eines Hohenzollern in Spanien zu untersagen. Als Benedetti Gramont über die Zurückweisung der französischen Forderung in Kenntnis setzte, ordnete der Außenminister noch am selben Tag eine weitere Unterredung mit Wilhelm I. an. Der Monarch verweigerte dem französischen Botschafter allerdings eine Audienz und ermächtigte das preußische Außenministerium damit, sowohl die Presse als auch die preußischen Botschafter über seine Begegnung mit Benedetti zu informieren.
Wilhelms Ablehnung und die Art, wie der spätere Reichskanzler Bismarck diese in einer Presseerklärung („Emser Depesche“) veröffentlichte, die den Eindruck erweckte, Benedetti sei vom König zurechtgewiesen worden, löste Empörung in Frankreich und nationale Begeisterung in Deutschland aus. Bismarck stellte es in seiner Autobiografie Gedanken und Erinnerungen rückblickend so dar, als sei die Emser Depesche hauptsächlich der Anlass für den Krieg gewesen. Diese Meinung wird von vielen Historikern bis heute vertreten. Allerdings folgen Wissenschaftler wie Josef Becker einer anderen überlieferten Version der Geschehnisse. So schrieb der Historiker Leopold von Ranke in seinem Tagebuch, dass die Entscheidung für den Krieg bereits am 12. Juli 1870 in Berlin getroffen worden sei: Am Abend dieses Tages kamen in der Wohnung des preußischen Ministerpräsidenten der Generalstabschef Helmuth von Moltke, Kriegsminister Albrecht von Roon und Bismarck zusammen. Sie sollen sich bei einem Gespräch auf einen Waffengang geeinigt haben.
Der australische Historiker Christopher Clark widerspricht einer solchen Zuweisung der Kriegsschuld an Preußen. Bismarck habe „eine Politik mit offenem Ausgang verfolgt“, dabei eine kriegerische Konfrontation mit Frankreich lediglich nicht ausgeschlossen; Voraussetzung für einen Krieg sei jedoch eine französische Erstinitiative gewesen. Andererseits hätte Bismarck sich auch mit einem diplomatischen Sieg Frankreichs in der Thronkandidaturfrage abfinden können, denn die Reaktionen aus Paris mussten in Süddeutschland als außenpolitische Bedrohung wahrgenommen werden, was Bismarcks Ziel einer Union der süddeutschen Staaten mit dem Norddeutschen Bund begünstigt hätte. Verantwortlich für den Krieg war demnach laut Clark vor allem das französische Bestreben, „keine Gefährdung [seiner] privilegierten Stellung […] im europäischen internationalen System“ zu akzeptieren. Christoph Nonn meint sogar, Bismarck könnte das spanische Projekt vor allem zur Friedenssicherung betrieben haben. Immerhin hätte ein Hohenzollern-König auf dem spanischen Thron Frankreich vor einem Krieg mit Preußen zurückschrecken lassen können oder Frankreich zumindest zusätzlich dazu gezwungen, Truppen zum Schutz seiner Südwestgrenze zusammenzuziehen.
Die bis heute zentrale Auseinandersetzung in der Kriegsschuldfrage begannen die Historiker Eberhard Kolb und Josef Becker. In seiner 1970 erschienenen Monografie Der Kriegsausbruch 1870 vertrat der Historiker Eberhard Kolb die These, dass das Vorgehen des preußischen Ministerpräsidenten Otto von Bismarck im Vorfeld des Deutsch-Französischen Krieges eher defensiver Natur war. Während der spanischen Thronfolgekrise hätten, so Kolb, auf Seiten der französischen Regierung „irrational-emotionale Faktoren eine dominierende Rolle“ gespielt. Die französische Überreaktion auf die Hohenzollernkandidatur sei für Bismarck nicht vorhersehbar gewesen. Kolb verweist auch auf den Umstand, dass andere Regierungschefs die Situation ebenfalls falsch einschätzten und nicht mit derart scharfen Äußerungen und einer Kriegserklärung der französischen Regierung rechneten. Eine deutsche Einigung sei aus Bismarcks Sicht langfristig auch ohne Krieg denkbar gewesen, wenn auch unter veränderten politischen Verhältnissen in Frankreich. Eine Voraussetzung hierfür habe der Kanzler in dem absehbaren Ableben des bereits todkranken Napoleons III. gesehen.
Gegen Kolbs These wandte sich 1971 der Historiker Josef Becker. In seinem Aufsatz Zum Problem der Bismarckschen Politik in der spanischen Thronfolge 1870 argumentiert er, dass Bismarck absichtlich einen Krieg mit Frankreich provozierte, um die deutsche Einigung zu verwirklichen und die starken süddeutschen Vorbehalte dagegen zu überwinden. Um eine Intervention anderer Großmächte zu verhindern, sei es Bismarcks Ziel gewesen, nach außen hin fälschlich den Eindruck eines deutschen Verteidigungskrieges zu erwecken. Laut Becker „hieße es Bismarck eine ungewöhnliche Fehleinschätzung zu unterstellen, wollte man annehmen, dass er die Möglichkeiten der Reaktionen in Paris wesentlich anders eingeschätzt hätte“. In seinen zwischen 2003 und 2007 erschienenen drei Quelleneditionen „Bismarcks spanische Diversion 1870 und der preußisch-deutsche Reichsgründungskrieg. Quellen zur Vor- und Nachgeschichte der Hohenzollern-Kandidatur für den Thron in Madrid 1866–1932“ entwickelt Becker seine These weiter, wobei er auch mit breitem Quellenmaterial nachzeichnet, wie Bismarck und sein Umfeld bewusst versucht hätten, die wahren Umstände des Kriegsausbruches zu vertuschen. Dies habe die „Legende vom attackierten Preußen“ (Hans-Ulrich Wehler) erst so langlebig werden lassen.
Der US-amerikanische Historiker David Wetzel (2005) beschreibt die Vorgeschichte des Deutsch-Französischen Krieges als eine personengeschichtliche Konfrontation zwischen dem Bundeskanzler des Norddeutschen Bundes und dem französischen Kaiser. Neben den beiden für Wetzel zentralen Protagonisten (Bismarck und Napoleon III.) spielte aber auch deren Umgebung eine wichtige Rolle für die Auslösung des Krieges. Der Autor nennt hier vor allem den preußischen König Wilhelm I., die französische Kaiserin Eugénie, den französischen Ministerpräsidenten Émile Ollivier und den französischen Außenminister Gramont. Vor allem Ollivier und Gramont werden von Wetzel als die für den Krieg hauptverantwortlichen Akteure angesehen. Bismarck hingegen arbeitete – so die Einschätzung von Wetzel – nicht auf einen Krieg mit Frankreich hin. Vielmehr habe Bismarck mit der spanischen Thronkandidatur versucht, Frankreichs Aufmerksamkeit von seiner deutschen Einigungspolitik abzulenken. Die französische Regierung habe auf das spanische Projekt weit aggressiver reagiert, als es Bismarck vorhersehen konnte. Steffen Bruendel wirft Wetzels Darstellung vor, strukturelle Faktoren (z. B. die öffentliche Meinung) zu sehr außen vor zu lassen.
Noch am Abend des 14. Juli 1870 versammelten sich jedenfalls tausende Menschen auf den Straßen und Plätzen von Paris, um für den Krieg zu demonstrieren. Chöre wie „Nach Berlin“ und „Nieder mit Preußen“ waren zu hören. Am 15. Juli 1870 votierten die Abgeordneten des französischen Parlaments nach einer elfstündigen Debatte mit 245 gegen 10 Stimmen für die Aufnahme von Kriegskrediten. Vier Tage später, am 19. Juli 1870, erfolgte die französische Kriegserklärung an Preußen. In der Kriegserklärung rechtfertigte die französische Regierung ihr Handeln damit, dass „das Projekt, einen preußischen Prinzen auf den spanischen Thron zu erheben, eine gegen die territoriale Sicherheit Frankreichs gerichtete Unternehmung“ sei.

## Außenpolitische Ausgangslage und Kriegsziele

### Süddeutsche Staaten
Das diplomatische Geschehen in Bad Ems bewirkte in den süddeutschen Staaten einen Stimmungsumschwung zu Gunsten Preußens. Die Öffentlichkeit zeigte sich mehrheitlich empört über die aus ihrer Sicht zu weitgehenden französischen Forderungen an den preußischen König. Die bayerische und die württembergische Regierung ließen dennoch zunächst offen, ob sie in dem bevorstehenden Krieg ihren vertraglichen Bündnisverpflichtungen gegenüber dem Norddeutschen Bund tatsächlich nachkommen würden. Nur die Regierung des Großherzogtums Baden sprach von Beginn an Preußen seine militärische Unterstützung aus.
In Bayern führte der Ministerrat am 14. Juli 1870 – nur fünf Tage vor der französischen Kriegserklärung – eine hitzige Debatte über die Rolle des Landes in dem sich abzeichnenden Krieg. Einen Tag später einigte sich die Regierung in München dann doch darauf, auf preußischer Seite zu kämpfen. Am 16. Juli 1870 befahl der bayerische König Ludwig II. die Mobilmachung der Bayerischen Armee. München hoffte, durch die aktive Beteiligung an dem Waffengang möglichst wenig Souveränitätsrechte abtreten zu müssen.
Der bayerische Außenminister Bray-Steinburg fasste die politischen Optionen Bayerns wie folgt zusammen:

„Gehen wir mit Preußen und gewinnt dieses den Krieg, so ist Preußen gezwungen, den Bestand Bayerns zu achten. Unterliegt Preußen, so verlieren wir vielleicht die Pfalz, aber mehr kann uns nicht geschehen, denn Frankreich muss die Selbständigkeit der deutschen Einzelstaaten immer begünstigen; das Gleiche tritt ein, wenn wir neutral geblieben sind und Frankreich siegt. Siegt aber Preußen, obwohl wir es gegen den Vertrag im Stiche gelassen haben, dann erwartet uns das Schicksal Hannovers.“

Auch die württembergische Regierung hegte Vorbehalte gegen einen Kriegseintritt: Während der Krise in der spanischen Thronfolge hatte der württembergische Ministerpräsident Karl von Varnbüler mit der Hilfe des französischen Botschafters in Stuttgart noch versucht, auf die französische Regierung mäßigend einzuwirken. Diese sollte davon abgebracht werden, die rein dynastische Angelegenheit zu einem nationalen Vorfall zu machen. Erst die weitere diplomatische Zuspitzung in Bad Ems veranlasste Varnbüler in Absprache mit der bayerischen Regierung zu einer Anerkennung des Bündnisfalls. Auch auf Druck der Straße ließ König Karl I. daraufhin die Württembergische Armee mobilmachen. Das Parlament stimmte den Kriegskrediten fast einstimmig zu.
Das Großherzogtum Baden grenzte direkt an Frankreich. Die Regierung in Karlsruhe war daher darum bemüht, Paris während der spanischen Thronfolgekrise nicht zu reizen. Nachdem sich der Krieg aber abzeichnete, schienen nur Preußen und dessen norddeutsche Verbündete in der Lage, eine französische Besetzung des Landes zu verhindern. Seit der preußischen Niederschlagung der Badischen Revolution im Jahr 1849 stand die badische Dynastie überdies den Hohenzollern sehr nahe. Bereits am 15. Juli lief die badische Mobilmachung an. Für Empörung gegen Frankreich sorgte auch der Kommentar von Gramont, Baden sei lediglich eine „Zweigstelle Berlins“, die politisch zerstört werden müsse.

### Europäische Großmächte
Die Emser Depesche erfüllte den von Bismarck beabsichtigten Zweck: Frankreich stand isoliert als Aggressor da, denn in den Augen der Weltöffentlichkeit war der Kriegsanlass nichtig, und Frankreich hatte sich durch überhöhte Forderungen unnötig in Zugzwang gebracht. Diese Einschätzung spiegelte sich auch in der Londoner Times. Diese schrieb am 16. Juli 1870: „Über das Eine kann gegenwärtig kein Zweifel herrschen, dass aller Welt Sympathien sich jetzt dem angegriffenen Preußen zuwenden“.

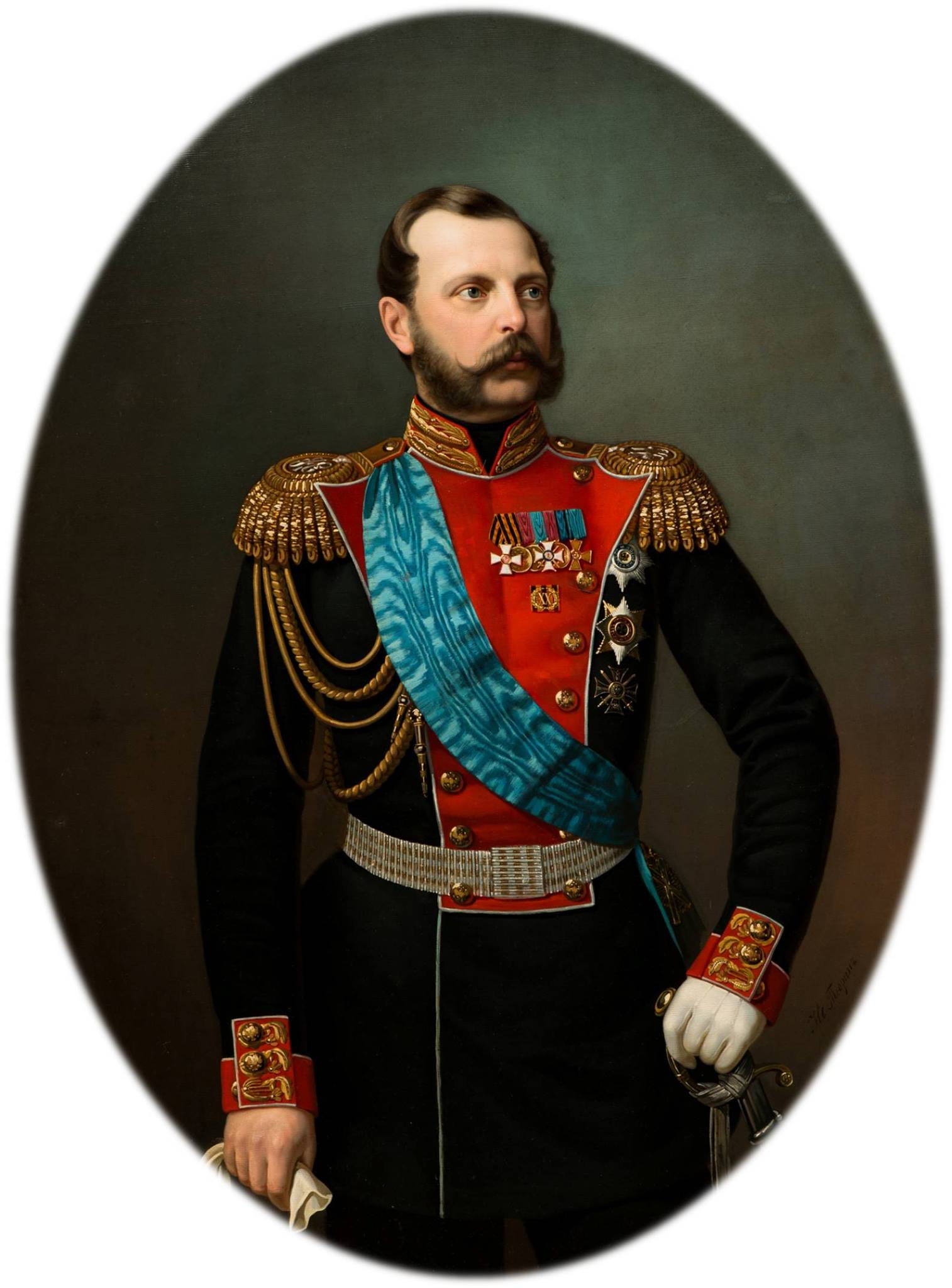
Zar Alexander II. von Russland

Bei Kriegsbeginn stand Frankreich so weiterhin ohne einen echten Bündnispartner da. Russland gewann Bismarck durch das Versprechen, dessen Politik der Revision des Pariser Friedens von 1856 zu unterstützen. Im Gegenzug duldete Sankt Petersburg nicht nur den preußischen Waffengang gegen Frankreich, sondern erhöhte auch den Druck auf Österreich, ebenfalls neutral zu bleiben. Zar Alexander II. teilte der österreichischen Regierung mit, andernfalls Truppen ins österreichische Galizien zu entsenden. Mit Wilhelm I. von Preußen, seinem Onkel, sah sich der Zar dynastisch verbunden. Darüber hinaus ging Sankt Petersburg davon aus, dass ein französisch-österreichischer Sieg Unabhängigkeitsunruhen in den von Preußen und Russland besetzten polnischen Gebieten nach sich ziehen würde. Im Resultat konnte Russland seine schrittweise Revisionspolitik mit Bismarcks Hilfe auf der Pontuskonferenz im März 1871 vorantreiben.

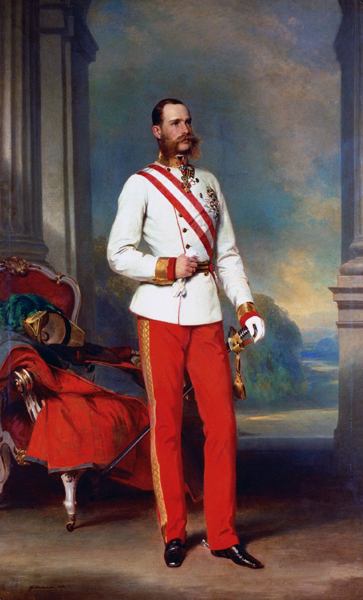
Kaiser Franz Joseph I. von Österreich

Die Bemühungen um ein österreichisch-französisches Bündnis waren 1870 gescheitert. Im Juni – noch vor der französischen Kriegserklärung an Preußen – reiste zwar der französische General Barthélémy Louis Joseph Lebrun nach Wien, konnte aber der österreichischen Regierung kaum Zusagen abringen. Kaiser Franz Joseph erklärte, nur dann militärisch einzugreifen, wenn für Österreich die Chance bestünde, von den süddeutschen Regierungen als Befreier wahrgenommen zu werden. Genau jenes Szenario trat allerdings nicht ein; die süddeutschen Staaten bekannten sich im Juli 1870 zu ihrem Bündnis mit dem Norddeutschen Bund. Die österreichische Neutralität ermöglichte es, alle deutschen Truppen an die französische Grenze zu verlegen. Die einzige Ausnahme hiervon bildete die preußische 17. Division, welche die schleswig-holsteinische Küste gegen französische Attacken von See verteidigen sollte.

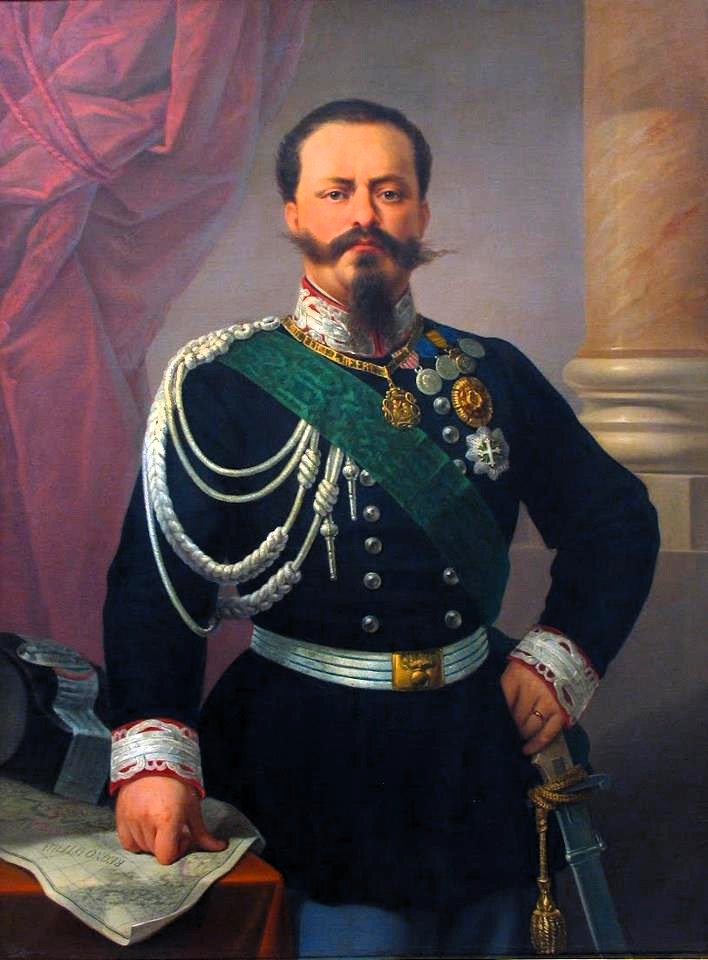
König Viktor Emanuel II. von Italien

Mit militärischer Hilfe konnte Paris auch von Italien nicht rechnen. Streitpunkt war weiterhin die sogenannte Römische Frage: Um sich die Sympathie der katholischen Bevölkerung und der Geistlichkeit in Frankreich zu sichern, bestand Napoleon III. auf dem Fortbestand des päpstlichen Kirchenstaates. Die Regierung in Florenz pochte dagegen auf die Inbesitznahme Roms durch italienische Truppen. Rom sollte ihrer Meinung nach die Hauptstadt Italiens werden. Diesem Ziel standen allerdings die französischen Schutztruppen im Weg, welche die politische Souveränität des Papstes sicherstellten. In dem sich abzeichnenden Deutsch-Französischen Krieg bot sich Italien plötzlich die Chance, Rom zu besetzen: Noch kurz vor ihrer Kriegserklärung an Preußen einigte sich die französische Regierung darauf, die Truppen aus dem Vatikan abzuziehen. Damit machte Paris ungewollt den Weg für die italienische Eroberung Roms frei. Die französisch-italienische Diplomatie im Vorfeld des Krieges wirkte sich auch deshalb nicht für Frankreich in dem gewünschten Umfang aus, da der italienische König Viktor Emanuel II. Paris nur versicherte, keine Verhandlungen mit anderen Mächten aufzunehmen. Die französische Regierung sah hierin fälschlicherweise eine Beistandserklärung. Italien griff jedoch – anders als erwartet – nicht in den Konflikt ein.
Großbritannien war zu dieser Zeit kaum daran interessiert, sich an einem bewaffneten Konflikt auf dem europäischen Festland zu beteiligen. Bedrohlicher als die bisherigen Erfolge Preußens wurde in London die veränderte geopolitische Lage in Nordamerika wahrgenommen. Dort hatten erst 1867 die Vereinigten Staaten von Amerika dem russischen Zarenreich Alaska abgekauft, was potenziell die Interessen der britischen Kolonie Kanada tangieren konnte. Außerdem sah das politische London in Preußen ein mögliches Gegengewicht zu den expansionistischen Ambitionen Frankreichs. Mit einem möglichen französischen Sieg verband die britische Politik die Furcht vor einer erneuten Vorherrschaft von Paris in Europa, ähnlich wie zur Zeit Napoleons I. London schreckte daher vor einem militärischen Eingriff zu Gunsten Frankreichs, des ehemaligen Partners im Krimkrieg, zurück. Die größte Sorge der liberal dominierten britischen Regierung betraf die aufgrund des Krieges zu erwartende Störung des Handels. Sie bemühte sich daher zunächst darum, eine Abrüstung beider Länder zu erreichen. Hierfür wurden auch die dynastischen Verbindungen des britischen Königshauses zu den Hohenzollern genutzt. Kronprinz Friedrich war immerhin mit einer Tochter von Königin Victoria von Großbritannien verheiratet. Die Vermittlungsversuche schlugen allerdings fehl, was nicht zuletzt an der abgerüsteten und vergleichsweise begrenzten Truppenstärke Großbritanniens lag.

### Dänemark und Belgien
Wie Großbritannien entschied sich auch Dänemark für die Neutralität. Obwohl Kopenhagen im Krieg von 1864 die Herzogtümer Schleswig, Holstein und Lauenburg an Preußen und Österreich verloren hatte, wollte es nicht das Risiko eines Revanchismus eingehen. Die dänische Regierung fürchtete, dass in einem solchen Krieg gegen Preußen deutsche Truppen noch vor dem Auftauchen der französischen Verstärkung Jütland einnehmen würden. Anfangs auf sich gestellt hätte Dänemark den deutschen Vorstoß mit den eigenen militärischen Kräften nicht stoppen können. Neben diesen Bedenken spielte auch außenpolitischer Druck eine Rolle für die Neutralität Dänemarks: Der russische Zar sprach sich gegen einen dänischen Kriegseintritt aus, denn ein französisch-dänischer Erfolg an der Küste hätte womöglich Aufstände in Polen nach sich ziehen können. Neben der dänischen Neutralität trug aber auch der Umstand einer schnellen Bindung der französischen Kräfte im eigenen Land zu einer Beschränkung des Seekrieges bei. Für den Verlauf der Auseinandersetzung sollte der Kriegsschauplatz in Nord- und Ostsee militärisch völlig bedeutungslos bleiben.
Belgien war seit dem Londoner Protokoll 1831 zu einer Neutralität in Europa verpflichtet. König Leopold II. von Belgien hielt an diesem Standpunkt fest. Um Verletzungen der Neutralität begegnen zu können, wurden die belgischen Truppen mobilgemacht. Der Umstand, nicht in den Deutsch-Französischen Krieg verwickelt worden zu sein, trug dazu bei, dass die belgische Öffentlichkeit 1914 bei dem Beginn des Ersten Weltkrieges irrtümlicherweise abermals auf die Sicherheit ihrer Neutralität vertraute.

### Kriegsziele
Mit dem Krieg verfolgte Paris aus machtpolitischen Beweggründen das Ziel, eine deutsche Einigung zu verhindern. Preußisches Machtstreben sollte künftig eingedämmt werden und Frankreich die vorherrschende Nation auf dem europäischen Kontinent bleiben. Gleichzeitig schien der Krieg für die Regierung Napoleons III. ein Mittel zu sein, um die innenpolitische Opposition mit einem militärischen Erfolg zum Schweigen zu bringen.
Zu Beginn des Krieges wurden auch die territorialen Kriegsziele Frankreichs festgelegt. So sollte das von Preußen annektierte Königreich Hannover wiederhergestellt, Schleswig an Dänemark zurückgegeben und der Deutsche Bund wiedererrichtet werden. Vor allem aber wurde auf den Besitz von Teilen der preußischen Rheinprovinz für Frankreich gepocht (Rheingrenze).
Im Prager Frieden von 1866 hatte Frankreich noch einen Beitritt der deutschen Staaten südlich der Maingrenze zu dem Norddeutschen Bund verhindern können. So spekulierte Bismarck bereits 1866 darauf, „im Kriegsfall mit Frankreich sofort die Mainschranke [zu] durchbrechen und ganz Deutschland in den Kampf [zu ziehen]“. Ein erfolgreicher Waffengang gegen Paris würde außerdem die vorhergegangenen Eroberungen des Deutsch-Dänischen Krieges und des Deutschen Krieges absichern.
Im August 1870 – bereits im Krieg mit Frankreich – einigte sich das Große Hauptquartier um König Wilhelm I. auf die Annexion des Elsass und Lothringens. Hintergrund dieser Entscheidung war, Frankreich machtpolitisch dauerhaft schwächen zu wollen und zum Schutz Süddeutschlands vor möglichen künftigen französischen Feldzügen eine Pufferzone zu schaffen. Die Forderung nach Gebietsabtretung, die Bismarck am 19. September 1870 dem französischen Unterhändler vortrug, wurde von diesem zunächst noch zurückgewiesen. Die preußischen Kriegsziele verlängerten damit den Krieg.

## Verlauf

### Strategische Planungen im Vorfeld (1867–1870)

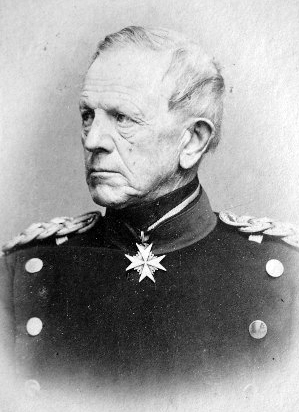
Generalstabschef Helmuth von Moltke

Auf der Seite des Norddeutschen Bundes und der süddeutschen Staaten galt nominell König Wilhelm I. als oberster Befehlshaber. In der Praxis überließ der Monarch jedoch dem Chef des Generalstabes, Helmuth von Moltke, die Planung der militärischen Operationen. Moltke hatte sich bereits seit 1867 mit Planungen für einen möglichen Krieg gegen Frankreich beschäftigt. Der Generalstabschef sah vor, die zahlenmäßige Überlegenheit an Truppen zu nutzen. Eine rasche Mobilmachung sollte, verbunden mit den Transportkapazitäten der Eisenbahnstrecken, den Feldzug möglichst schnell auf französischen Boden verlagern. Zwischen Metz und Straßburg wollte er dann eine schnelle Entscheidungsschlacht erzwingen. Moltkes Strategie beruhte auf der Vorstellung eines modernen Kabinettskrieges. Darunter ist zu verstehen, dass er die gegnerischen Truppen nicht nur schwächen, sondern komplett zerschlagen wollte. Strategisch wichtige Orte Frankreichs sollten eingenommen werden. Zuvor ging es in der Kriegsführung meist nur darum, den Gegner gerade so weit zu schlagen, dass er bestimmten Friedensbedingungen zustimmt. Moltke erwartete, dass Frankreich versuchen würde, in Richtung Main vorzustoßen und so einen Keil zwischen den Norddeutschen Bund und seine süddeutschen Verbündeten zu treiben. Um dieses Szenario zu verhindern, ließ er drei deutsche Armeen in der Pfalz zusammenziehen. Ein Truppenteil marschierte schließlich in Richtung Trier, ein zweiter in Richtung Saarbrücken und ein dritter in Richtung Landau in der Pfalz.
Auf französischer Seite herrschte die Einschätzung vor, einen leichten und schnellen Sieg erringen zu können. Der Kriegsminister Marschall Edmond Lebœuf setzte seine Hoffnungen auf einen schnellen offensiven Erfolg, den Frankreich durch eine rasche Mobilisierung und Aufstellung gewinnen sollte. Seiner Einschätzung folgten sowohl Napoléon III. als auch die überwiegende Mehrheit des Generalstabs. In der internationalen europäischen Presse wurde mit einer militärischen Überlegenheit Frankreichs gerechnet. Noch während der Luxemburgkrise 1867 hatte Marschall Niel einen offensiven Plan vorgelegt. Er wollte an der Front zwischen Thionville und Trier nach Osten vorstoßen und Preußen von seinen süddeutschen Verbündeten abschneiden. Das Vorhaben hätte aufgrund der vorhandenen Eisenbahnstrecken und französischen Festungen in der Umgebung gute Aussichten gehabt. Allerdings wurde Niels Plan nach dem Ende der Luxemburgkrise nicht weiterverfolgt. Der französische General Charles Auguste Frossard brachte 1868 eine andere, defensive Überlegung ins Spiel. Truppenteile sollten in die Städte Straßburg, Metz und Châlons verlegt werden und von dort zunächst einen preußischen Angriff abwehren.
Im Februar 1870 änderte dann Napoleon III. auf Anraten von General Lebrun die militärische Strategie Frankreichs erneut, da er nach dem Besuch des österreichischen Feldmarschalls in Paris mit einer militärischen Rückendeckung durch Österreich rechnete. Einen Teil seiner Armee verlegte Napoleon III. daher nach Metz, den anderen nach Straßburg. Der Kaiser hoffte, vor allem von Straßburg aus Süddeutschland besetzen und deren Regierungen auf seine Seite ziehen zu können. Danach würden die französischen Soldaten – so die Überlegung – von Truppen des österreichischen Kaisers verstärkt werden. Beim Kriegsausbruch wurde schließlich versucht, auf Elemente aller drei Pläne zurückzugreifen. So spaltete Napoleon III. seine Armee im Wesentlichen in drei Truppenverbände auf. Die Rheinarmee wurde von ihm selbst geführt und bezog Stellung in Metz. Die beiden anderen Truppenteile hatten ihren vorläufigen Stützpunkt im Elsass und in Châlons. Die unzureichende Vorbereitung des Feldzuges bremste das Tempo des französischen Aufmarsches und die Mobilisierung und Aufstellung der Truppen. Die zahlenmäßig überlegenen Kräfte der deutschen Armeen erhielten so genug Zeit, sich zu formieren. Die geplante Offensive der französischen Armee über den Rhein war unter diesen Voraussetzungen nicht mehr ohne Weiteres möglich.
In dem Deutsch-Französischen Krieg kam es wesentlich darauf an, hunderttausende Soldaten, Pferde, Ausrüstung und Verpflegung an die Front bewegen zu können. Im Laufe des Krieges wurden auf beiden Seiten nahezu 3 Millionen Soldaten eingezogen. In den deutschen Staaten galt dabei die aktive Wehrpflicht. Im Alter von 17 bis 45 Jahren konnte theoretisch jeder männliche Bürger für den Kriegsdienst verpflichtet werden. Aufgrund fehlender Kapazitäten der Wehrstellen entschied jedoch ein Losverfahren über den tatsächlichen Einsatz. Sozial besser gestellte Männer konnten sich häufig von ihrem Dienst freikaufen. Die französische Armee bestand hauptsächlich aus Berufssoldaten. Eine allgemeine Wehrpflicht existierte nicht. Die französischen Soldaten waren wegen ihres Einsatzes im Krimkrieg und dem Sardinischen Krieg kampferfahren und mit dem hocheffizienten Chassepotgewehr ausgerüstet.

### Aufmärsche (Juli, August und September 1870)

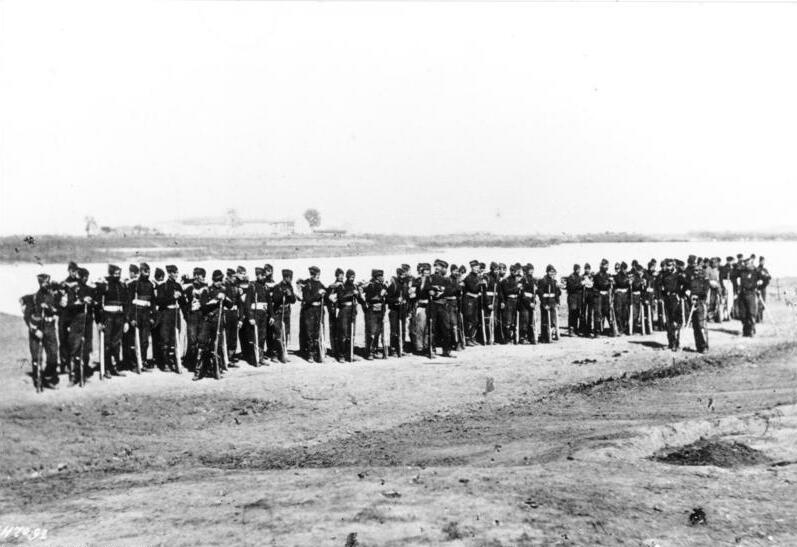
Exerzieren französischer Soldaten im Lager Ile Chambrière bei Metz, 1870

Allerdings zählte die französische Armee zu Beginn des Krieges nur 336.000 Soldaten. Sie war zahlenmäßig unterlegen. Wegen der geringeren Einwohnerzahl Frankreichs konnten die deutschen Staaten langfristig etwas mehr Soldaten rekrutieren. Bereits am 31. Juli 1870 standen auf deutscher Seite 460.000 Männer in Grenznähe bereit. 900 Züge waren notwendig gewesen, um sie zu ihren Zielorten zu transportieren. Insgesamt transportierten 1.500 Züge innerhalb von nur drei Wochen bis zum 12. August 640.000 Soldaten, 170.000 Pferde und beinahe 1.600 Geschütze an die Front. Auf französischer Seite waren kaum Vorkehrungen für die bevorstehenden Truppenverlegungen getroffen worden. Es fehlte zunächst an Unterbringungsmöglichkeiten und Zelten. An Lebensmitteln standen den Soldaten anfangs nur ihre selbst mitgebrachten Rationen zur Verfügung. Zwar transportierten 900 Züge die Einheiten rasch an Rhein und Mosel, jedoch war die erforderliche Ausrüstung noch in den Depots. Die Waffenmagazine waren im ganzen Land verteilt, sodass die Reservisten, welche die Ausstattung zu ihren Einheiten bringen sollten, zuerst quer durch Frankreich reisten. Anschließend mussten sie noch ihre jeweiligen Einheiten an der Front finden. Selbst als die Kampfhandlungen bereits begonnen hatten, fehlten den französischen Truppenverbänden teilweise noch im September 1870 Ausrüstung und Männer.
Die Eisenbahn spielte besonders zu Beginn des Deutsch-Französischen Krieges eine wesentliche Rolle. Ihr Potenzial als Transportmittel hatte die preußische Seite bereits früh erkannt. Seit den 1840er Jahren band das preußische Kriegsministerium sie in militärische Planungen mit ein. Seit den 1860er Jahren war die Eisenbahn bereits ein fester Bestandteil von Truppenübungen. 1869 gründete sich innerhalb des Generalstabes eine Eisenbahnabteilung, die über Kontakte zu den Eisenbahngesellschaften verfügte. Auf diese Weise lagen bereits im Frühjahr 1870 Fahrpläne nach Frankreich vor. Derartige Absprachen zwischen der militärischen Leitung und den Eisenbahngesellschaften wurden auf der französischen Seite nicht getroffen. So kam es vor, dass Züge trotz des besser ausgebauten französischen Eisenbahnnetzes unterwegs wieder umkehren mussten, weil die ihnen zugeordneten Truppenteile noch nicht vollständig zugestiegen waren.

### Erste Kriegsphase bis zu der Schlacht von Sedan

Verlauf der ersten Kriegsphase bis zur Schlacht von Sedan am 1. September 1870

Die Kampfhandlungen begannen am 2. August 1870 mit einem Vorstoß französischer Truppenteile der Rheinarmee unter General Frossard. Sie nahmen das strategisch eher isolierte und nur von wenigen preußischen Truppen geschützte Saarbrücken ein. Am 5. August räumte Frossard Saarbrücken, da er starke gegnerische Truppenverbände in der Nähe vermutete. Diese schlugen ihn am 6. August in der Schlacht bei Spichern. Mit seinem Rückzug ging die Initiative auf die drei deutschen Armeen über, geführt von Karl Friedrich von Steinmetz (1. Armee), Prinz Friedrich Karl von Preußen (2. Armee) und Kronprinz Friedrich Wilhelm (3. Armee). Weitere französische Niederlagen in den Grenzschlachten von Weißenburg am 4. August und der Schlacht bei Wörth bannten vorerst die Möglichkeit einer französischen Invasion. Es zeichnete sich ab, dass Frankreich zum Hauptkriegsschauplatz werden sollte.

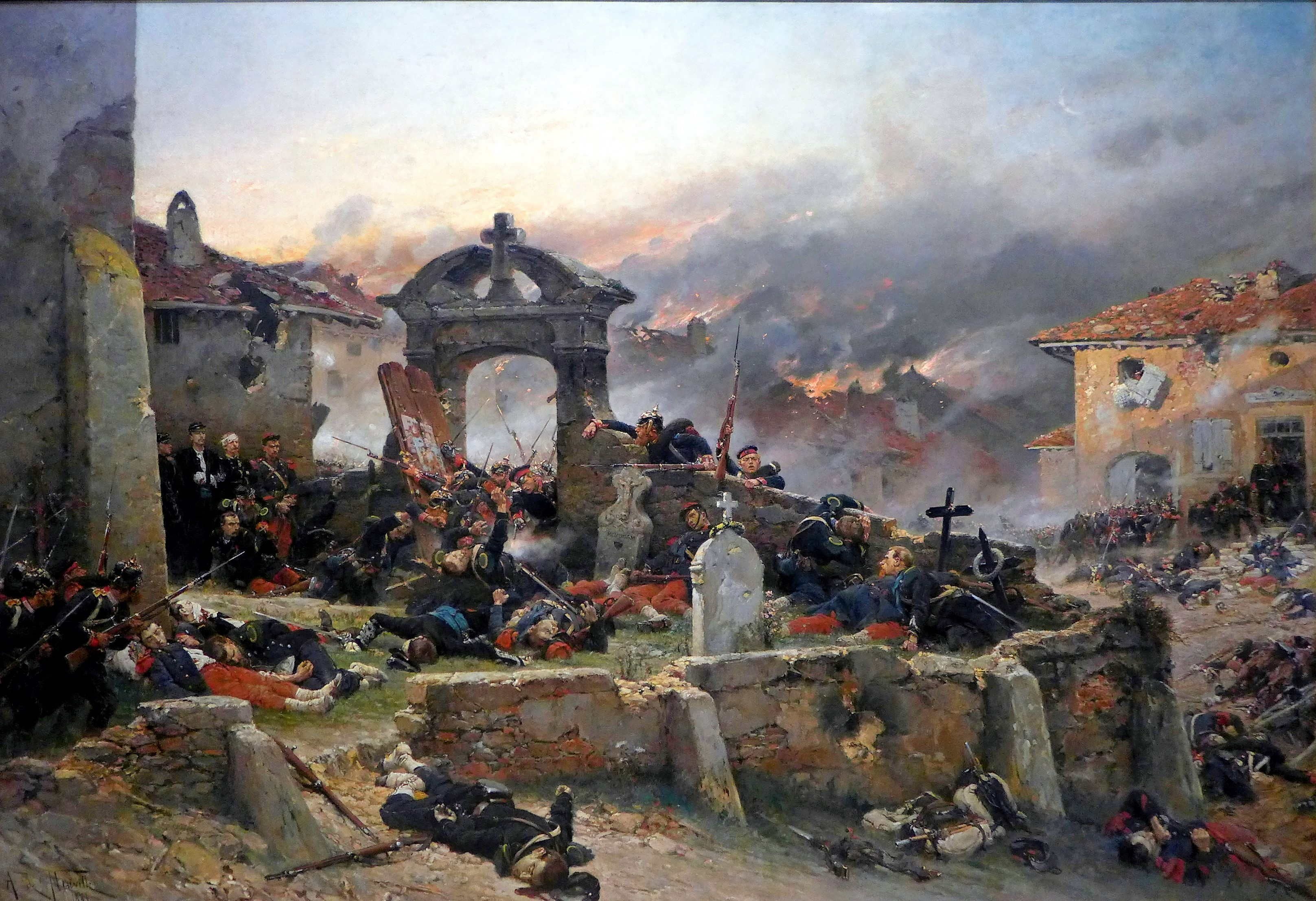
Kämpfe am 18. August 1870 auf dem Dorffriedhof von Saint-Privat bei Gravelotte nahe Metz.

Die ersten Siege waren mit hohen Verlusten verbunden. Allein in Wörth starben mehr deutsche Soldaten als im Krieg zwischen Deutschland und Österreich 1866. Die deutschen Offiziere befahlen den Fußtruppen zu Beginn des militärischen Konfliktes häufig noch traditionelle Frontalangriffe auf die Stellungen der Franzosen. Dabei setzten sie die Soldaten dem Beschuss durch das Chassepotgewehr aus. Da die preußischen Zündnadelgewehre nur eine halb so große Schussweite (600 Meter) wie ihre französischen Gegenstücke aufwiesen, mussten die deutschen Truppen mehrere hundert Meter vorrücken, ehe sie das Feuer erwidern konnten. Die an Schussfrequenz und Schussweite überlegene deutsche Artillerie wurde zu Beginn des Krieges häufig erst eingesetzt, nachdem ihr die Infanterie unter hohen Verlusten eine günstige Position verschafft hatte.
Die von der Grenze zurückgedrängten Truppenteile der Franzosen marschierten nach Nancy und Straßburg, um sich dort neu zu formieren. Die von Marschall François-Achille Bazaine geführte Rheinarmee hielt ihre Stellung weiterhin in Metz. Um die Stadt herum sollte es zwischen dem 14. und 18. August zu drei Schlachten kommen: Die erste Begegnung mit der Rheinarmee bei Colombey-Nouilly (14. August) endete unentschieden. In der zweiten Schlacht bei Mars-la-Tour (16. August) gelang es den deutschen Truppen, Bazaines Armee den Weg in das schwer befestigte Verdun abzuschneiden. Damit war eine Vereinigung mit der Armee Napoleons III. vereitelt worden. Am 18. August kam es bei Gravelotte zu der größten und verlustreichsten Schlacht des gesamten Krieges. Die Rheinarmee zog sich in Folge der Schlacht hinter die Festungsmauern von Metz zurück und konnte so letztlich eingekesselt werden. Die eingeschlossene Rheinarmee – immerhin der größte Truppenverband Frankreichs – war somit nicht mehr in der Lage, eine Verteidigung des Landes zu gewährleisten.

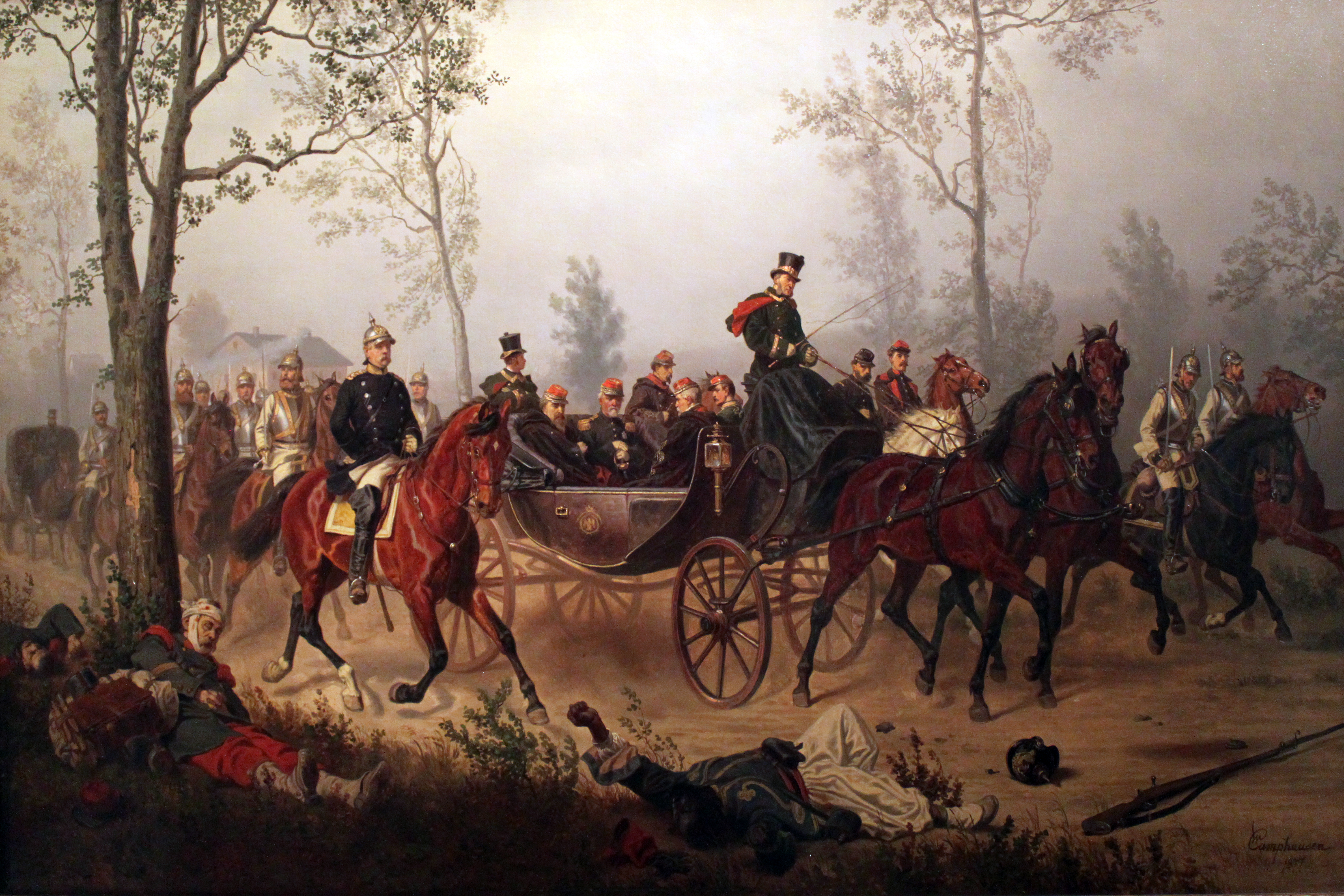
Am Morgen nach der Schlacht von Sedan ging Kaiser Napoleon III. in Kriegsgefangenschaft.

Um die Belagerung von Metz aufzuheben, wurden die unter dem Kommando von Marschall Mac-Mahon im Lager von Châlons zusammengezogenen Verbände in Marsch gesetzt. Allerdings setzten die 3. Armee des preußischen Kronprinzen und die Maasarmee Mac-Mahon nach. Nach der verlorenen Schlacht bei Beaumont (30. August) nahm der französische General vorerst endgültig Abstand von dem Plan, die Festung Metz zu entsetzen. Er ließ seine Armee weiter in Richtung der belgischen Grenze abdrängen, nach Sedan. Die Stadt liegt in einem Tal, umgeben im Osten und Norden von Anhöhen. Diese Erhebungen machten es der deutschen Artillerie am 1. September möglich, die Stadt und Festung von oben herab zu beschießen. Zum ersten Mal im Deutsch-Französischen Krieg fungierten Geschütze als die Hauptwaffe. Nicht mehr nur feindliche Artillerie wurde unter Beschuss genommen, sondern systematisch vor allem die gegnerische Infanterie. Am 2. September 1870 kapitulierte die nun ebenfalls eingekesselte Armée de Chalons. Kaiser Napoleon III. geriet in preußische Gefangenschaft. Als Paris am 3. September die Nachricht von der Niederlage erreichte, begann das kaiserliche Regime endgültig zusammenzubrechen. Noch in der Nacht zum 4. September plädierten 28 Abgeordnete des Parlamentes dafür, über die Abschaffung der Monarchie zu entscheiden. Dem kamen jedoch im Laufe des 4. Septembers Unruhen in Paris zuvor. Eine aufständische Menschenmenge besetzte das Parlament und forderte die Gründung einer Republik. Dem öffentlichen Druck gaben Abgeordnete um Léon Gambetta nach. Sie proklamierten am Rathaus die Dritte Französische Republik und riefen eine „provisorische Regierung der nationalen Verteidigung“ ins Leben, die den Krieg fortführte. Die folgenden Monate bis zum Friedensschluss musste der entmachtete Napoleon im Exil, in Schloss Wilhelmshöhe bei Kassel, verbringen.

### Fortsetzung des Krieges und zweite Kriegsphase

Verlauf der zweiten Kriegsphase (Teil 1 – 1. September bis 30. November)

Verlauf der zweiten Kriegsphase (Teil 2 – 1. Dezember bis Kriegsende)

Den formalen Gepflogenheiten des Kabinettskrieges entsprechend war Frankreich nach der Schlacht von Sedan besiegt. Die französische Berufsarmee geriet größtenteils entweder in Kriegsgefangenschaft (Sedan) oder blieb zunächst in der belagerten Festung von Metz eingeschlossen. Die provisorische Regierung in Paris sah sich trotzdem nicht im Stande, Frieden zu schließen, denn dies hätte bedeutet, den inzwischen von der deutschen Seite erhobenen Forderungen nach einer Abtretung des Elsass und Lothringens zuzustimmen. Ein solcher Gebietsverlust hätte erneute Unruhen in Paris ausgelöst und wohl zum Sturz der neuen Regierung geführt. Verhandlungsgespräche zwischen Bismarck und dem französischen Außenminister Jules Favre scheiterten daher. Die neue Regierung setzte auf eine Massenaushebung in den unbesetzten Landesteilen und versuchte so, neue Armeen aufzustellen. Faktisch wurde damit die Wehrpflicht in Frankreich wieder eingeführt.

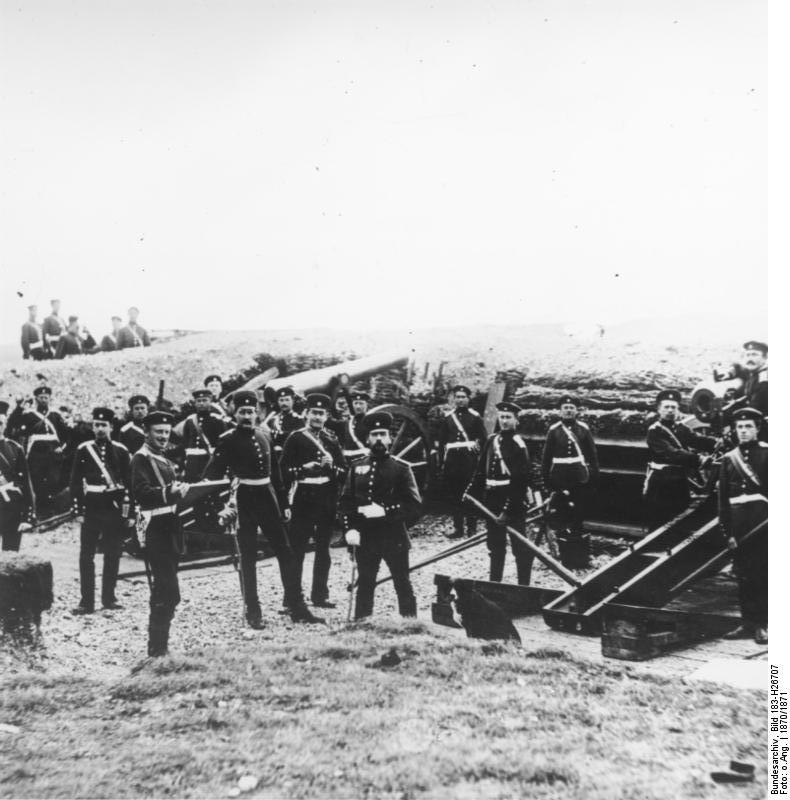
Preußische Batterie vor Paris, Fotografie von 1870/1871

Der deutsche Generalstab seinerseits plante, den Krieg durch einen Vorstoß auf Paris zu beenden. Die französische Hauptstadt konnte am 19. September 1870 eingeschlossen werden. Für eine Erstürmung der Stadt waren jedoch nicht genug Truppen vorhanden. Gegen eine Erstürmung sprachen auch die massiven Festungsanlagen von Paris und ein zu erwartender Straßenkampf. Moltke hoffte, dass die Vorräte in der belagerten Stadt nach acht Wochen aufgebraucht sein würden und die französische Regierung dann um Frieden bitten müsse. Tatsächlich aber gelang es der nach Tours und später Bordeaux geflüchteten französischen Regierung, noch etwa eine Million Männer zu rekrutieren. An der Loire, im Nordwesten und Südosten Frankreichs bildeten sich zur geplanten Befreiung von Paris neue Armeen, wenngleich unzureichend ausgebildet und schlecht bewaffnet. Der Generalstab konnte auf diese Entwicklung erst nennenswert reagieren, nachdem sich die Festung von Metz am 27. Oktober 1870 ergeben hatte und die I. und II. Armee abgezogen werden konnten.

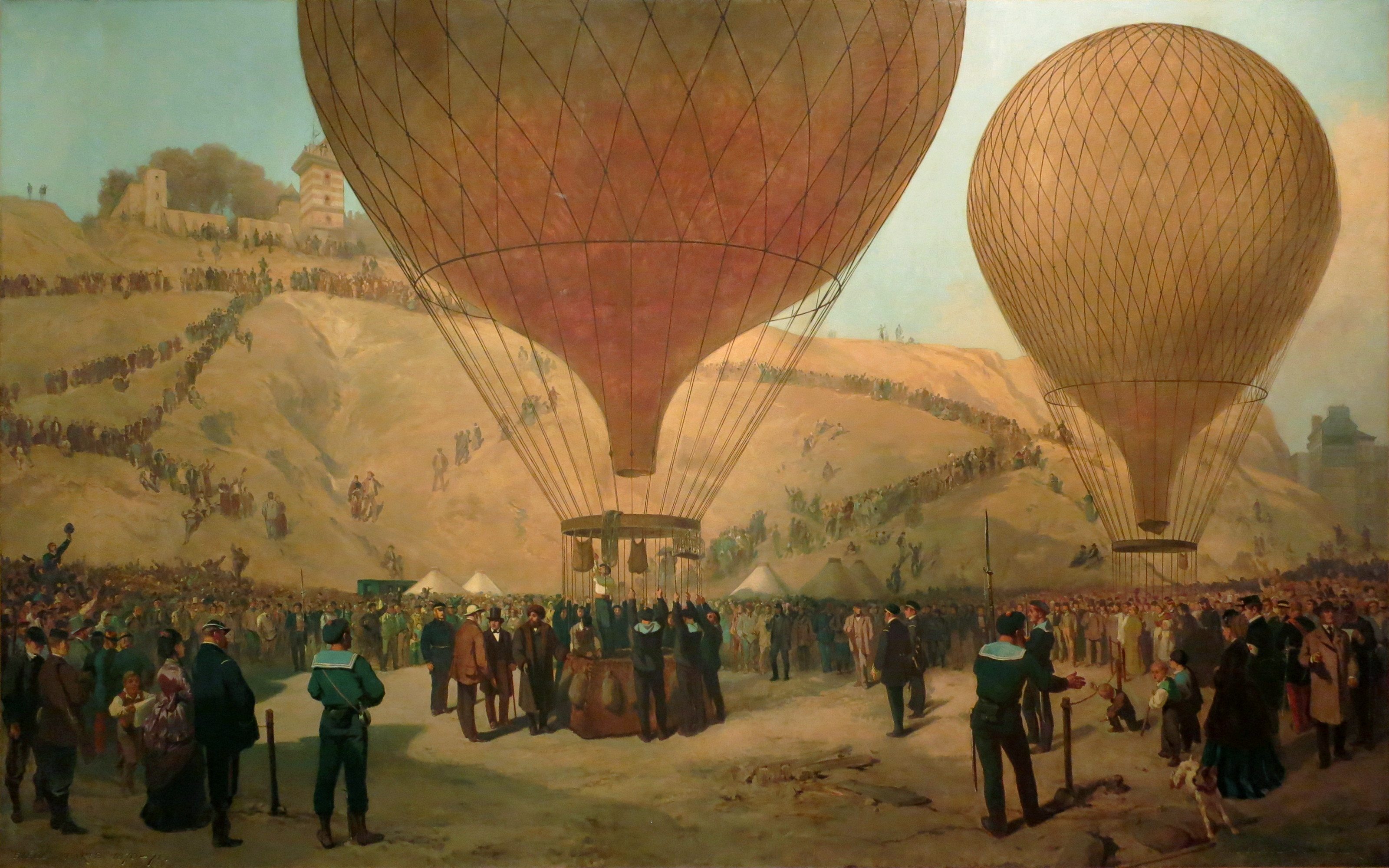
Der französische Innenminister Gambetta flüchtete am 7. Oktober 1870 mit dem Gasballon Armand-Barbès aus dem belagerten Paris

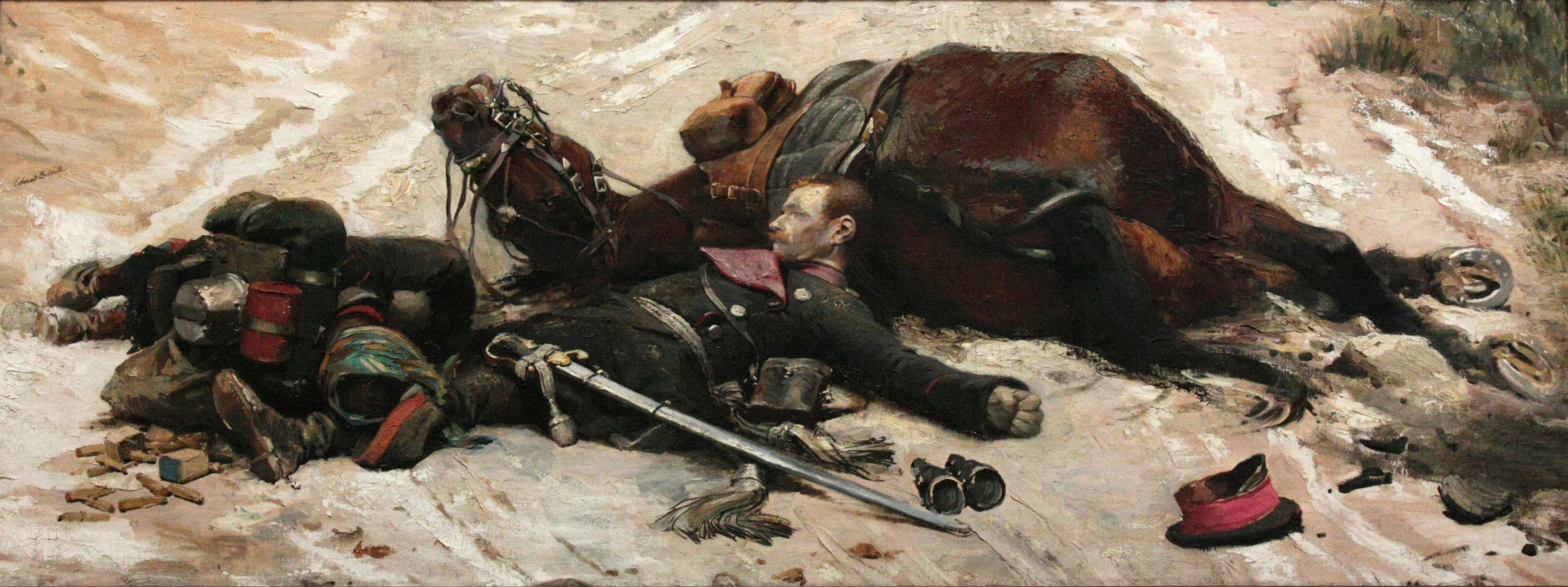
Ein getöteter deutscher Offizier neben seinem sterbenden Pferd.

Derweil startete der Pariser Festungsgouverneur Louis Jules Trochu mehrere Versuche, den Belagerungsring der Deutschen zu durchbrechen. Dies war etwa am 30. September bei Chevilly, am 13. Oktober bei Châtillon und am 28. Oktober im Vorstadtdorf Le Bourget der Fall. Die Aktionen waren jeweils schlecht organisiert und blieben erfolglos. Den Einwohnern von Paris machten im Winter 1870 zunehmend Hunger, Seuchen (Typhus, Ruhr, Pocken) und Kälte das Leben schwer. Insbesondere für die ärmeren Schichten war kaum noch Brennholz zum Heizen der Häuser verfügbar. 40.000 Pariser sollten die verschärften Lebensbedingungen in der Stadt nicht überleben. Hinzu kamen seit dem Jahreswechsel 1870/1871 noch Opfer durch Artilleriebeschuss. In drei Wochen schlugen 7000 Granaten in Paris ein. Der Beschuss der französischen Hauptstadt erfolgte auf Drängen von Bismarck, der die Kapitulation Frankreichs beschleunigen wollte. Als Kanzler des Norddeutschen Bundes fürchtete er, dass die anderen europäischen Großmächte im Falle eines sich lange hinziehenden Krieges einen Friedenskongress einberufen könnten. So sprach der britische Premierminister William Ewart Gladstone von einer „tiefen Schuld gegenüber Frankreich“, die Preußen und seine Verbündeten auf sich laden, wenn sie tatsächlich das Elsass und Lothringen annektieren würden. Der Beschuss von Paris beförderte zudem den Widerstandswillen in der Stadt und schadete dem Ruf der deutschen Entscheidungsträger im Ausland.
Eine unmittelbare potenzielle Gefährdung der Pariser Belagerung ging von den drei neu aufgestellten französischen Armeen aus: der Loirearmee, der Ostarmee um Besançon und der Nordarmee um Rouen. Moltke musste an verschiedenen Fronten Abwehrkämpfe führen. Besonders an der Loire fanden in der Region um Orléans mehrere Schlachten statt. Am 10. Oktober 1870 zwang ein von Paris abgezogenes bayerisches Korps in dem Gefecht bei Artenay französische Kräfte zum Rückzug. Orléans wurde am Tag darauf besetzt. Die zahlenmäßig deutlich unterlegene Truppe setzte sich jedoch am 9. November in der Schlacht bei Coulmiers nicht gegen die Loirearmee unter der Führung von General Paladines durch. Orléans fiel vorerst wieder in die Hände der französischen Truppen. Am 3. Dezember traf mit der aus Metz abgezogenen 2. Armee deutsche Verstärkung in der Region ein und versprengte die Loirearmee. Bei Le Mans wurde die Armee schließlich vom 10. bis zum 12. Januar 1871 vollends geschlagen. Damit bestand de facto kaum noch die Möglichkeit einer Befreiung von Paris.
Auch von anderen Regionen aus vermochten es die militärischen Operationen der Franzosen nicht, den Pariser Belagerungsring zu erreichen: Moltke schickte Mitte November 1870 die 1. Armee unter dem Kommando des Edwin von Manteuffel in die Region nördlich der Somme. Die Truppen sollten dort gegen die kampffähig gewordene Nordarmee vorgehen. In der Schlacht bei Amiens kam es am 27. November 1870 zu einem ersten Zusammentreffen zwischen den neu aufgestellten französischen Einheiten und der Armee Manteuffels. Die unzureichend vorbereitete französische Armee wurde zurückgedrängt, nicht zuletzt auch aufgrund des auf deutscher Seite weiterreichenden Artilleriefeuers. Die deutschen Truppen rückten kurz darauf auf Rouen vor und besetzten die Stadt am 5. Dezember 1870. Der geplante Vorstoß bis nach Le Havre scheiterte allerdings, da es dem inzwischen von der französischen Regierung zum Oberbefehlshaber der Nordarmee ernannten Louis Faidherbe gelang, die Festung in Ham zurückzuerobern. Damit kontrollierten die französischen Einheiten kurzzeitig wieder die Eisenbahnlinie von Reims nach Amiens, was die Nachschubwege von Manteuffels Armee in Richtung Rouen unterbrach. Durch die Siege in den folgenden Schlachten an der Hallue – einem Nebenfluss der Somme bei Amiens – und bei Saint-Quentin konnte Manteuffel jedoch letztlich die französische Nordarmee weiter von Paris abdrängen.

### Zivilisten im Krieg
In den besetzten Gebieten Frankreichs führte die preußische Führung eine Militärregierung ein, die sich auf die verordnete Kooperation der verbliebenen französischen Kommunalverwaltungen stützte. Die Zivilbevölkerung wurde für die Unterbringung und Versorgung der fremden Truppen requiriert. Durch das Verbot französischer Presse gab es auch keine Informationen aus deren Perspektive mehr. Lokale französische Kommunalpolitiker wurden mitunter Opfer von Repressalien aus der eigenen Bevölkerung. Für Unmut sorgten organisierte Requisitionen durch deutsche Truppen, die in den Augen der Bevölkerung stellenweise Plünderungen von Privateigentum nahekamen. Die Städte waren von solchen Maßnahmen weniger betroffen als die ländlichen Gebiete.
Im Deutsch-Französischen Krieg kämpften nicht nur reguläre Armeen gegeneinander. Auf französischer Seite griffen auch Zivilisten in die Kampfhandlungen ein. Sie schlossen sich Freischärlerverbänden, sogenannten Francs-tireurs an. Noch die kaiserliche Regierung Napoleons III. hatte ihre Bildung aus Schützengesellschaften angeregt. Aus Verbitterung über Einquartierungen und Verpflegung der deutschen Besatzer verstärkten weitere französische Zivilisten bald die Verbände. In den von den deutschen Armeen besetzten Gebieten Frankreichs führten sie Aktionen durch, die erstens die Versorgung der gegnerischen Soldaten beeinträchtigen und zweitens deren Kampfmoral treffen sollten. Attackiert wurden hauptsächlich kleinere Abteilungen, Posten und Kuriere, aber auch Eisenbahn-, Telegrafen- und Brückenverbindungen. Die militärische Wirkung hielt sich in Grenzen. „Nur“ etwa 1.000 deutsche Soldaten starben in Auseinandersetzungen mit den Freischärlern.
Die deutschen Offiziere und Soldaten erkannten die bewaffneten Zivilisten nicht als Kombattanten bzw. rechtmäßige Kampfteilnehmer an. Der rechtliche Status der Francs-tireurs war faktisch kaum geregelt, da die Erste Genfer Konvention von 1864 sich im Wesentlichen nur auf den Schutz verwundeter Soldaten beschränkte. Diese rechtliche Lücke begünstigte schwere Ausschreitungen auf beiden Seiten. Neben der Teilnahme von nicht uniformierten Verbänden an den Kämpfen ereigneten sich Fälle des „Missbrauch[es] von Geiseln als menschliche Schutzschilder und […] Hinrichtungen widerspenstiger Zivilisten“ (Heidi Mehrkens). Die Exzesse des Krieges begünstigten eine Erweiterung der Genfer Konventionen in den folgenden Jahrzehnten. Zu besonderer Bekanntheit brachten es Kämpfe um Bazeilles bei Sedan. Am 1. September 1870 erschossen bayerische Soldaten in dem Dorf über 30 Einwohner und brannten den Ort nieder. General von Senden ließ im Dezember 1870 in einer Proklamation verkünden:

„Jede Person, die nicht zur regulären Truppe oder zur Mobilgarde gehört und unter der Bezeichnung Freischärler oder einem anderen Namen mit Waffen angetroffen wird, in dem Augenblick, wo sie bei der Ausübung von feindseligen Handlungen gegen unsere Truppen in flagranti gefasst wird, als Verräter angesehen und ohne jedes weitere Prozessverfahren gehängt oder erschossen […] alle Häuser oder Dörfer, die den Freischärlern Unterschlupf bieten und in deren Schutz diese die deutschen Truppen angreifen, werden in Brand gesteckt oder beschossen […]“

Die Furcht vor Francs-tireurs blieb in der militärischen Führung noch lange nach dem Deutsch-Französischen Krieg präsent. So rechtfertigte das deutsche Militär die Zerstörung Löwens im Ersten Weltkrieg sowie gleichzeitige präventive Maßnahmen gegen die Zivilbevölkerung in Frankreich damit, einen angeblichen „Franctireurskrieg“ unterdrücken zu müssen.

### Reichsgründung

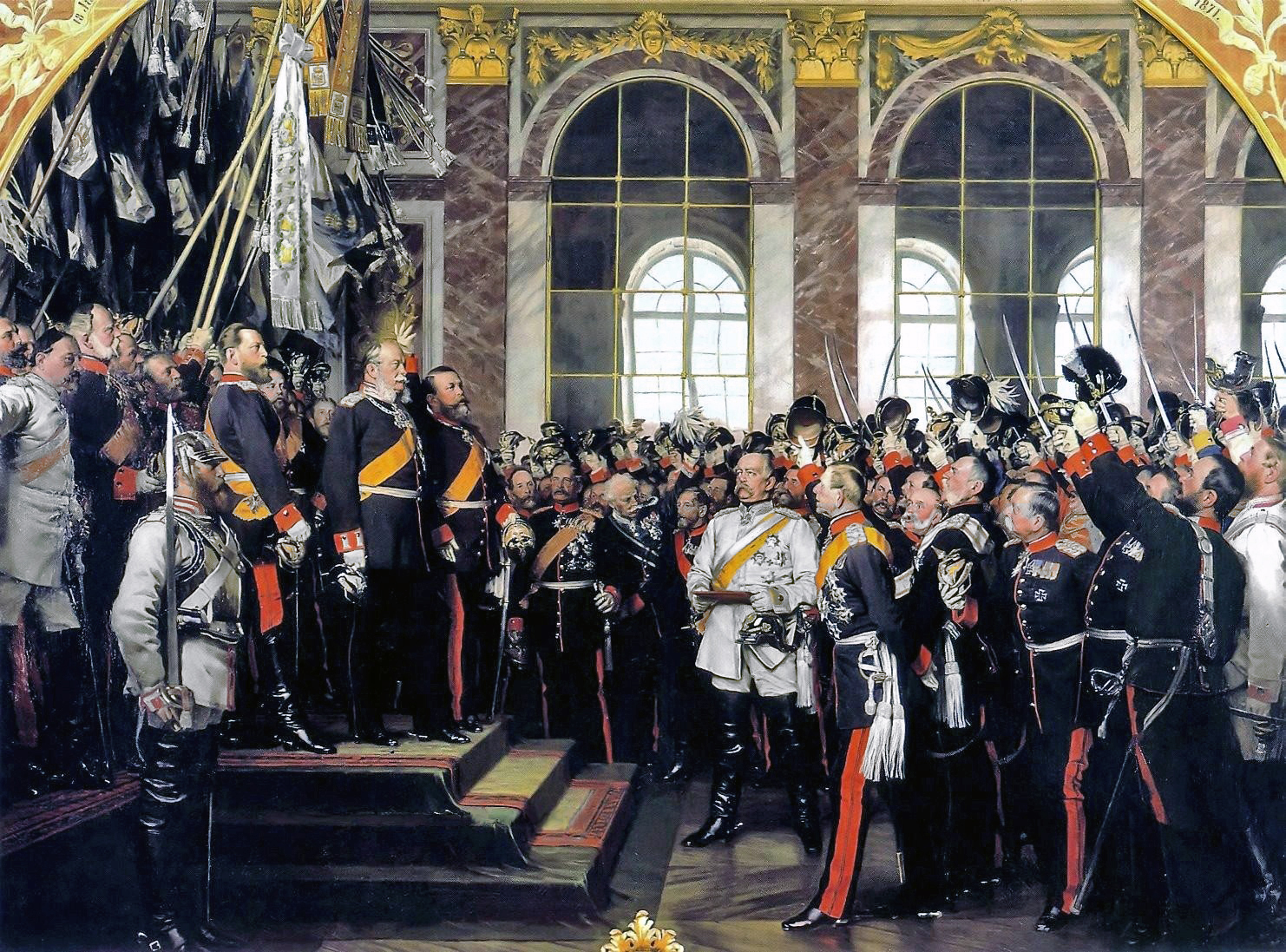
Die Proklamierung des deutschen Kaiserreiches, 3., sog. Friedrichsruher Fassung, 167 × 202 cm, Bismarck-Museum.

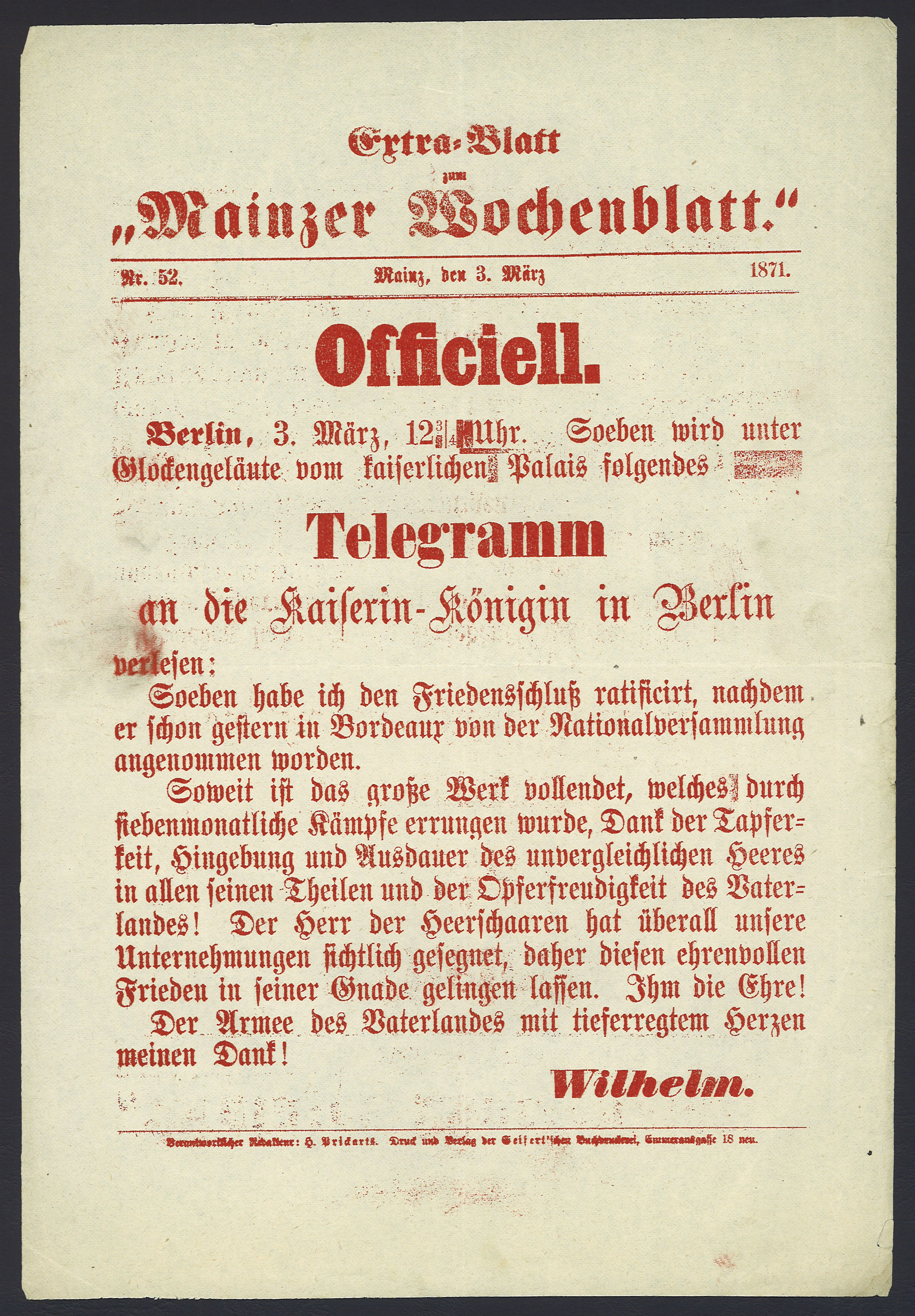
Extrablatt des Mainzer Wochenblatts vom 3. März 1871, Nr. 52 zur Ratifizierung des Friedensschlusses durch Kaiser Wilhelm I.

Die gemeinsam auf den Schlachtfeldern errungenen Erfolge begünstigten einen nationalen Einigungsprozess. Bismarck ließ sich zwar von der öffentlichen Meinung generell nicht leiten, arbeitete aber spätestens seit dem Herbst 1870 – noch während des Krieges – auf die Gründung des Deutschen Kaiserreiches hin. Dafür waren mehrere Gründe ausschlaggebend. Nur ein Beitritt der süddeutschen Staaten zum Norddeutschen Bund würde, so Bismarcks Kalkül, Frankreich von einem zukünftigen Revanchismus abschrecken. Zudem war die Regierung an einer Etatbewilligung durch den Reichstag interessiert. Die Erhebung von Wilhelm I. zum deutschen Kaiser versprach die notwendige Unterstützung im Parlament sicherzustellen. Bismarcks langandauernde Verhandlungen mit den süddeutschen Regierungen zeigten schließlich Erfolg, auch wenn er einige Zugeständnisse machen musste. In den Novemberverträgen verpflichteten sich die süddeutschen Staaten, einem Deutschen Bund (so die offizielle Bezeichnung) beizutreten. Im Gegenzug behielten sie ihre Selbstverwaltung im Post-, Telegraphen- und Bahnwesen. Der bayerische König blieb in Friedenszeiten Oberbefehlshaber der Armee seines Landes.
Am 10. Dezember 1870 stimmte der Reichstag für den Vorschlag, in der neuen Verfassung statt des Begriffes Präsidium des Bundes den Titel Kaiser einzuführen. Der Deutsche Bund wurde in dem gleichen Akt zum späteren Deutschen Reich erklärt. Die Verfassung trat formal aber erst am 1. Januar 1871 in Kraft. Symbolisch bekräftigt wurde die Reichsgründung am 18. Januar durch die Ausrufung Wilhelms I. zum deutschen Kaiser im Spiegelsaal des Schlosses zu Versailles nahe Paris. Der 18. Januar erinnerte an die Königsaufwertung von Friedrich I. genau 170 Jahre zuvor. Bezeichnenderweise durften nur Fürsten, Prinzen und hohe Offiziere der Zeremonie beiwohnen. Vertreter des Parlamentes waren nicht eingeladen. Die französische Öffentlichkeit empfand die Proklamation in Versailles, dem einstigen Machtzentrum Ludwigs XIV., als nationale Demütigung. Am 28. Juni 1919 – nach der Niederlage Deutschlands im Ersten Weltkrieg – sollte die deutsche Delegation den Friedensvertrag von Versailles im selben Raum unterzeichnen müssen.

### Kriegsende und Pariser Kommune
Der anhaltende französische Widerstand animierte Moltke im Dezember 1870 zu einer Änderung seiner Strategie. Der Generalstabschef glaubte, dass Verhandlungen mit der französischen Regierung inzwischen zwecklos geworden seien. Seiner Auffassung nach müsste Frankreich vollständig besetzt werden, um einen Frieden zu erzwingen. Der König sollte dafür dem Militär freie Handhabe gewähren – ungestört von Einmischungen der Politiker. Diese Pläne trafen auf die entschiedene Ablehnung Bismarcks, welcher einen schnellen Kompromiss mit der französischen Regierung ansteuerte. Nach einigem Schwanken entschied Kaiser Wilhelm I. den Konflikt schließlich zugunsten Bismarcks. Am 23. Januar 1871 nahm die französische Regierung gegen den Willen des Innenministers Gambetta geheime Waffenstillstandsverhandlungen mit Bismarck auf. Hierbei hatte sich die Position des französischen Außenministers Favre durchgesetzt, der eine weitere politische Radikalisierung im eingeschlossenen Paris vermeiden wollte. Am 28. Januar ergab sich die französische Hauptstadt formal und es trat ein auf 21 Tage befristeter Waffenstillstand in Kraft, der allerdings für Departements im Südosten Frankreichs noch nicht galt. Das Ende der Kämpfe im restlichen Frankreich ermöglichte am 8. Februar Wahlen zur Nationalversammlung. Die Wähler begünstigten Friedensbefürworter und sicherten vor allem den Monarchisten Sitze im Parlament. Nachdem am 12. Februar 1871 die Nationalversammlung in Bordeaux ihre Arbeit aufgenommen hatte, gelang bis zum 26. Februar der Abschluss eines Vorfriedens in Versailles. Der Vertrag sah die Abtretung eines Großteils des Elsass und eines Teils von Lothringen vor. Zudem sollte Frankreich bis zum März 1874 eine Kriegsentschädigung abbezahlen.

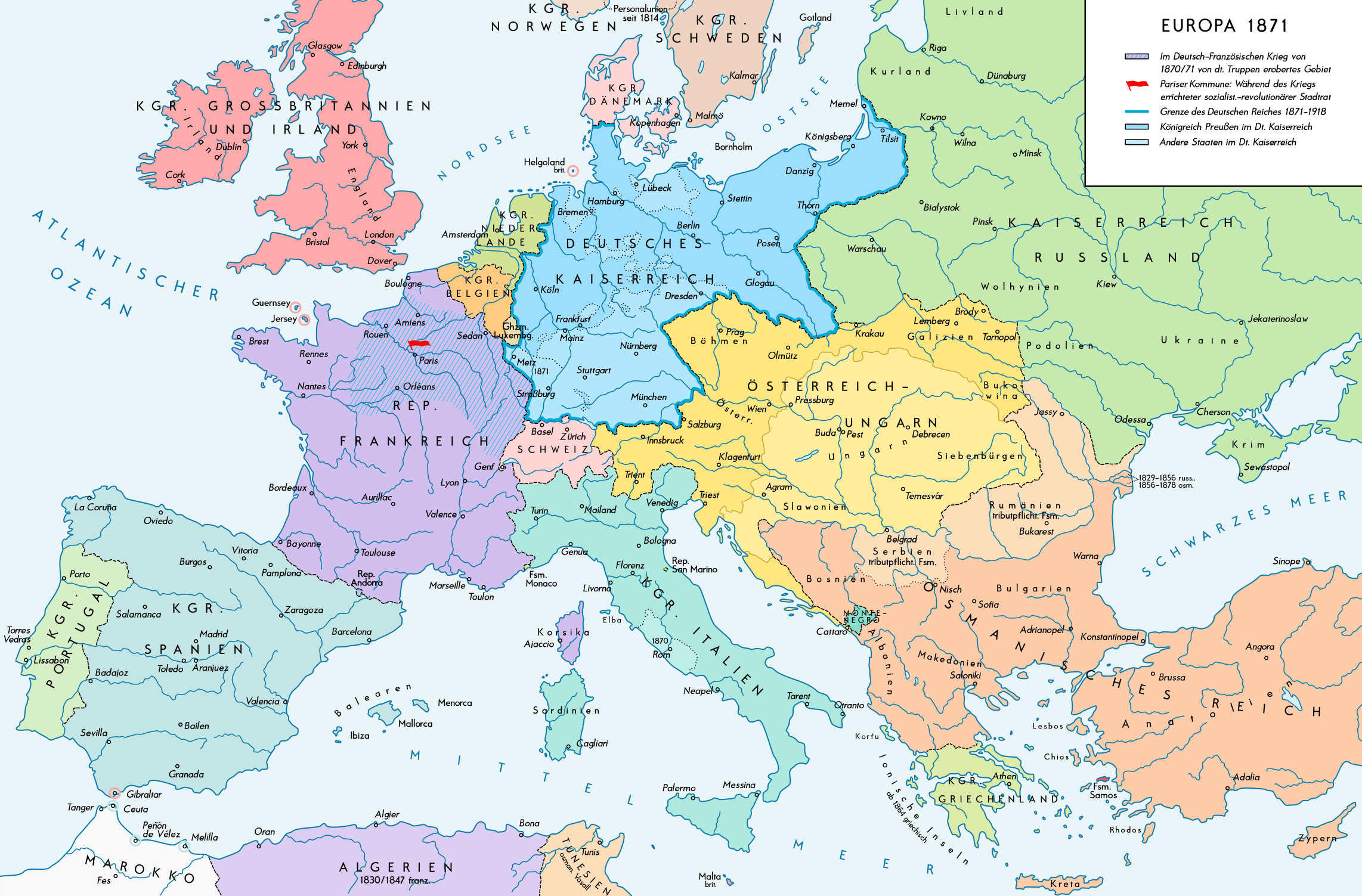
Die Grenzen in Europa nach dem Deutsch-Französischen Krieg und der Gründung des Deutschen Kaiserreichs

Zu der Klärung weiterer Details beraumten beide Staaten Verhandlungen in Brüssel und Frankfurt am Main an. In dem neutralen Belgien konnte die französische Delegation die deutsche Seite dazu bewegen, die Reparationszahlungen von 6 auf 5 Milliarden Goldfranc zu reduzieren und einen Verlust der elsässischen Festungsstadt Belfort für Frankreich abwenden. Den endgültigen Friedensschluss in Frankfurt am 10. Mai 1871 verzögerte die französische Regierung möglichst lange. Die Taktik sollte die Wahrscheinlichkeit erhöhen, dass sich andere europäische Großmächte noch zu Gunsten Frankreichs diplomatisch einschalten. Allerdings gab die französische Regierung diese Pläne nach dem Beginn der sogenannten Pariser Kommune und militärischen Drohungen Bismarcks auf. Für die gewaltsame Niederschlagung des revolutionären Stadtrates in Paris benötigte die französische Regierung die Duldung der deutschen Besatzer. Daher waren die französischen Diplomaten bereit, die Friedensbedingungen nun zu unterzeichnen.
Der Bildung der Pariser Kommune waren Spannungen zwischen der von Monarchisten dominierten Nationalversammlung und republikanisch gesinnten Hauptstadt vorausgegangen. Regierung und Nationalversammlung tagten seit dem 10. März 1871 in Versailles, dem einstigen Zentrum des Ancien Régime. Dies rief in Paris Ablehnung hervor. Das Komitee der Pariser Nationalgarde strebte daraufhin die Errichtung einer autonomen Republik an. Der Protest der Pariser steigerte sich noch, als am 18. März 1871 Regierungstruppen versuchten, Kanonen auf dem Montmartre zu konfiszieren. Die Aktion schlug fehl und löste einen offenen Aufstand aus. Am 26. März 1871 wählten die Pariser einen Stadtrat, der in den nächsten Monaten die Macht übernahm und der Versailler Regierung die Anerkennung verweigerte. Die sogenannte Kommune verabschiedete eine Reihe von Beschlüssen, darunter die Abschaffung von Mietschulden, ein Nachtbackverbot und die Konfiszierung von Ordensbesitz. Für die Niederschlagung der Kommune erlaubte Bismarck die Vergrößerung der französischen Regierungstruppen und ließ Kriegsgefangene entlassen. Nach zwei Monaten gelang Mac-Mahon die Einnahme von Paris. Rund 20.000 Kommunarden fielen dabei den Kämpfen in der „Blutwoche“, der Semaine sanglante, zum Opfer.

## Kriegsfolgen

### Frankreich

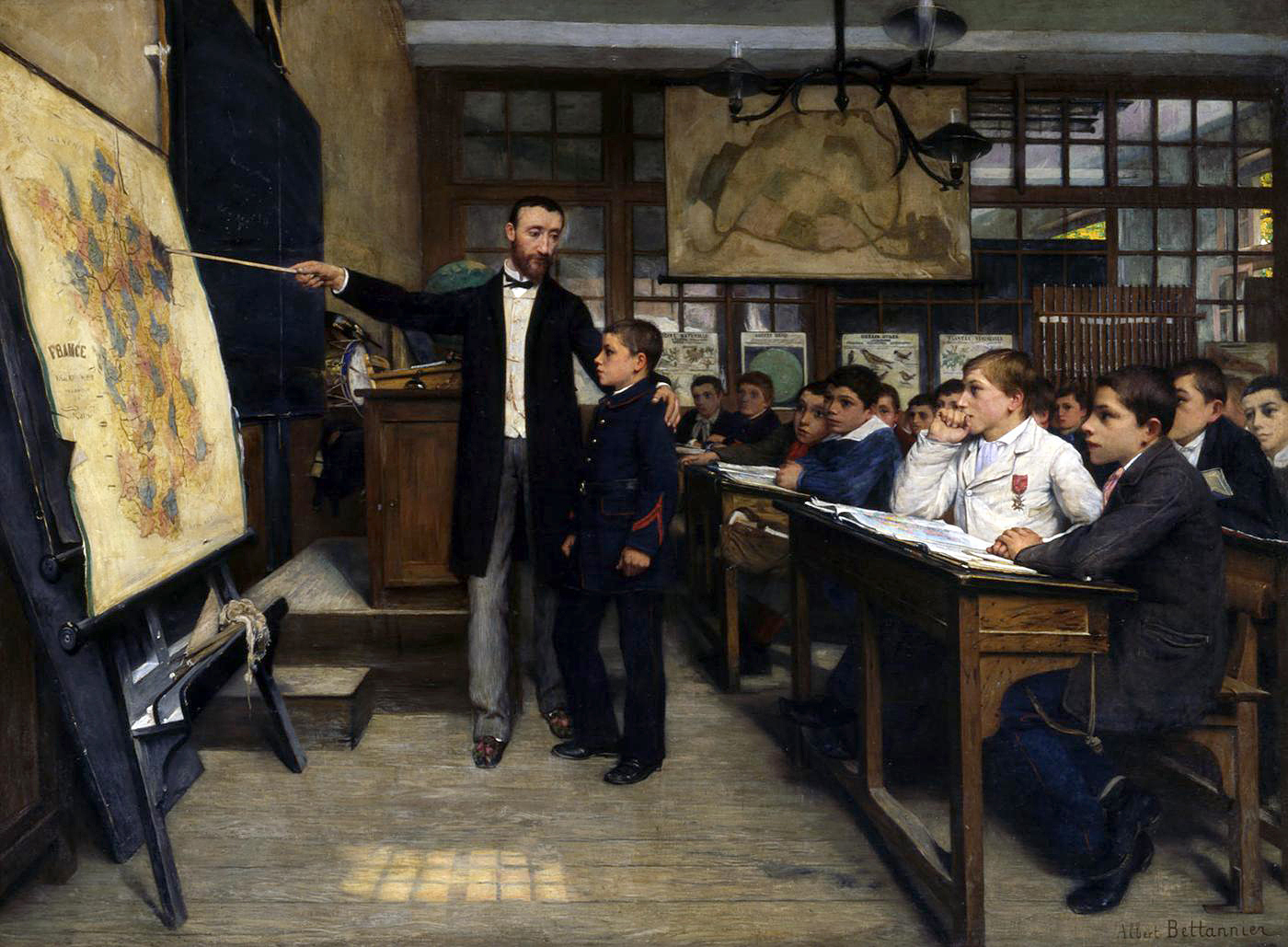
Albert Bettannier: La tache noire („Der schwarze Fleck“).

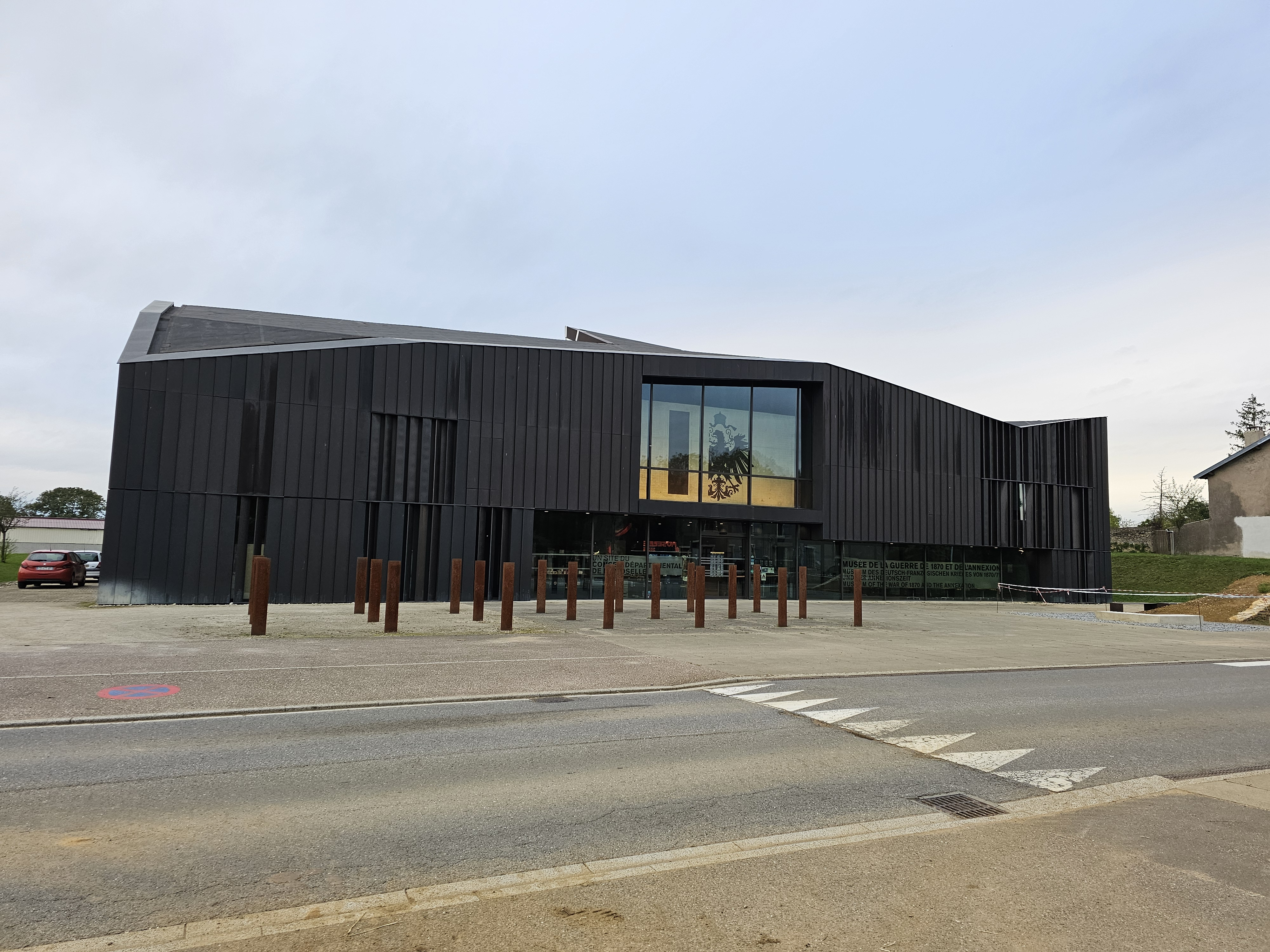
Museum des Krieges in Gravelotte

Nach dem Krieg war Frankreich geschwächt. Es hatte hunderttausende Gefallene und Verwundete zu beklagen, verlor einen großen Teil seiner bisherigen Eisenerzversorgung und büßte mit der Abtretung von Elsaß-Lothringen 2 Millionen seiner Einwohner ein. Für den Osten Frankreichs bedeutete das Ende des Krieges noch keine sofortige Rückkehr zur Normalität. Wie im Versailler Vorfrieden vereinbart, blieben bis zur Begleichung der geforderten Reparationssumme deutsche Besatzungstruppen in zeitweise 19 Departements stationiert. Aus Gebieten links der Seine zog sich das deutsche Militär dagegen zurück. Im Berliner Abkommen vom 12. Oktober 1871 erreichte die französische Diplomatie eine Beschränkung der Besatzungstruppen auf 50.000 Mann und 6 Departements. Frankreich bezahlte die Raten zur Reparation schneller ab als erwartet, sodass im Juli 1873 mit dem vollständigen Truppenabzug aus Frankreich begonnen werden konnte.
Der Wiederaufbau einer französischen Armee schritt rasch voran: Schon im Dezember 1871 erklärte Staatspräsident Thiers, auf eine Truppenstärke von 600.000 Mann hinzuarbeiten. Als Reaktion hierauf begann Moltke 1872 einen möglichen Präventivkrieg gegen Frankreich vorzubereiten. Bismarck lehnte solche Vorhaben jedoch ab und hielt an seinem neuen Kurs fest, Frankreich bündnispolitisch zu isolieren. Auf diese Weise sollte Paris von einem möglichen Revanchekrieg abgehalten werden. Die Frage, inwieweit die erzwungene Abtretung des Elsass und Lothringens Grundlagen für den Beginn des Ersten Weltkrieges legte, ist hoch umstritten. Christoph Nonn meint, dass die Annexion „die Möglichkeit einer Aussöhnung der Kriegsgegner von 1870/1871 verbaute“. Klaus-Jürgen Bremm verweist hingegen auf Äußerungen prominenter Politiker und Publizisten in Frankreich, die einer solchen Einschätzung widersprechen. So bezeichnete der Schriftsteller Remy de Gourmont das Elsass und Lothringen als „vergessene Länder“. Frankreich habe in den folgenden Jahrzehnten vielmehr – so Bremm – versucht, durch koloniale Besitzergreifungen den Verlust der beiden Provinzen zu kompensieren, wozu es auch von Bismarck gedrängt wurde. Die koloniale Expansion Frankreichs in Afrika führte wiederum zu verstärkten Konflikten mit England.
Prägend für das Verhältnis der Dritten Republik zu den verlorenen Provinzen wurde in der Zeit bis zum Ersten Weltkrieg Léon Gambettas Parole „Pensons-y toujours, n’en parlons jamais“ („Immer daran denken, nie darüber sprechen“). Die deutsche Annexion geriet auch deswegen nie ganz in Vergessenheit, da zahlreiche Elsässer und Lothringer nach Paris auswanderten und dort im August 1871 den Verband Association Générale d’Alsace et de Lorraine gründeten. Nach Einschätzung von Julia Schroda gelang es prominenten Persönlichkeiten aus Elsass und Lothringen bei Beginn des Ersten Weltkrieges, eine Rückeroberung wieder auf die offizielle Agenda der Politik zu bringen. Der französische Staat räumte dem Bestreben einer Wiedergewinnung der verlorenen Provinzen an den Schulen einen hohen Stellenwert ein. Die Erinnerung an die Niederlage und das Streben nach Revanche (révanchisme) waren ein wiederkehrender Topos in der literarischen und politischen Kultur des Landes. Auf die tatsächlichen politischen Entscheidungen hatte dies nur geringen Einfluss. Der sozialistische Politiker und Schriftsteller Jean Jaurès kommentierte die Situation als Ni guerre, ni renoncement. („Weder Krieg, noch Verzichtserklärung.“).
Während des Ersten Weltkrieges gehörte die Rückgabe des Elsass und Lothringens zu den Kriegszielen Frankreichs. Darüber hinaus forderte Paris die Bildung eines Staatengürtels an seiner Ostgrenze, der zukünftige Invasionen durch den deutschen Nachbarn erschweren sollte. Auch als Revanche für die Reparationsleistungen von 1871 bis 1873 kamen hohe Entschädigungszahlungen ins Gespräch. Der Versailler Vertrag – sowohl seine Inhalte als auch die Art seines Zustandekommens – von 1919 war von französischem Revanchebedürfnis geprägt und legte Grundlagen für die tiefgreifende Krise der jungen Weimarer Republik und den Aufstieg des Nationalsozialismus. Die Auswirkungen des Deutsch-Französischen Krieges beschränkten sich nicht allein auf das französische Territorium in Europa. In Algerien kam es zur Mokrani-Revolte, einem Aufstand der algerischen Bevölkerung gegen die französische Kolonialherrschaft, der bis 1872 niedergeschlagen wurde. Auf Martinique ereigneten sich nach der Ausrufung der Französischen Republik Unruhen der Nachfahren der Sklavenbevölkerung gegen die landbesitzende Elite aus Europäern. Die Unruhen wurden rasch durch die dort stationierten Streitkräfte unterbunden. Zu den Folgen des Krieges gehörten auch Vertreibungen. Noch vor der Schlacht von Sedan forderte die französische Regierung Deutsche, welche in Paris und dem Département Seine gearbeitet und gelebt hatten, dazu auf, das Land innerhalb von drei Tagen zu verlassen. Der Rechtswissenschaftler Johann Caspar Bluntschli kritisierte die Ausweisungen scharf, da der Krieg rechtlich lediglich ein „Kampf der Staaten und ihrer Heere“ sei. Schätzungen nach reisten 80.000 Deutsche aus Frankreich ab.
Der Fortbestand der während des Deutsch-Französischen Krieges ausgerufenen Dritten Republik schien bis zum Jahr 1875 noch unsicher. Nach der gewaltsamen Unterdrückung der Pariser Kommune war das Ansehen des linken Flügels der Republikaner schwer beschädigt. Orléanisten und Legitimisten dominierten weiterhin das Parlament. Während die Orléanisten die jüngere Linie der Bourbonen–Dynastie wieder auf den Thron bringen wollten, favorisierten die Legitimisten die ältere Linie. Das Parlament wählte zwar am 31. August 1871 den in politischer Hinsicht maßgeblich an der Niederschlagung der Pariser Kommune beteiligten Adolphe Thiers zum französischen Präsidenten. Dessen Annäherung an republikanische Kräfte kam bei den monarchistisch gesinnten Lagern aber nicht gut an. Zudem weigerte sich Thiers, sich für eine Wiederherstellung des päpstlichen Kirchenstaates einzusetzen. In konservativen Kreisen kostete ihn dies weitere Sympathien; er wurde am 24. Mai 1873 von einer Parlamentsmehrheit abgewählt. Mit dem Rücktritt des Präsidenten schien der Weg für die Gegner der republikanischen Staatsform frei zu sein. Legitimisten und Orléanisten einigten sich auf Henri d’Artois, dem Enkel Karls X. Dieser sprach sich jedoch gegen eine Beibehaltung der Trikolore aus und wollte zu der weißen Fahne der Bourbonen zurückkehren, was das Parlament ablehnte. In den folgenden Jahren gewannen die Republikaner zunehmend an Einfluss. Schließlich stimmte das Parlament am 30. Januar 1875 mit 353 zu 352 Stimmen für die Staatsform als Republik.

### Deutschland

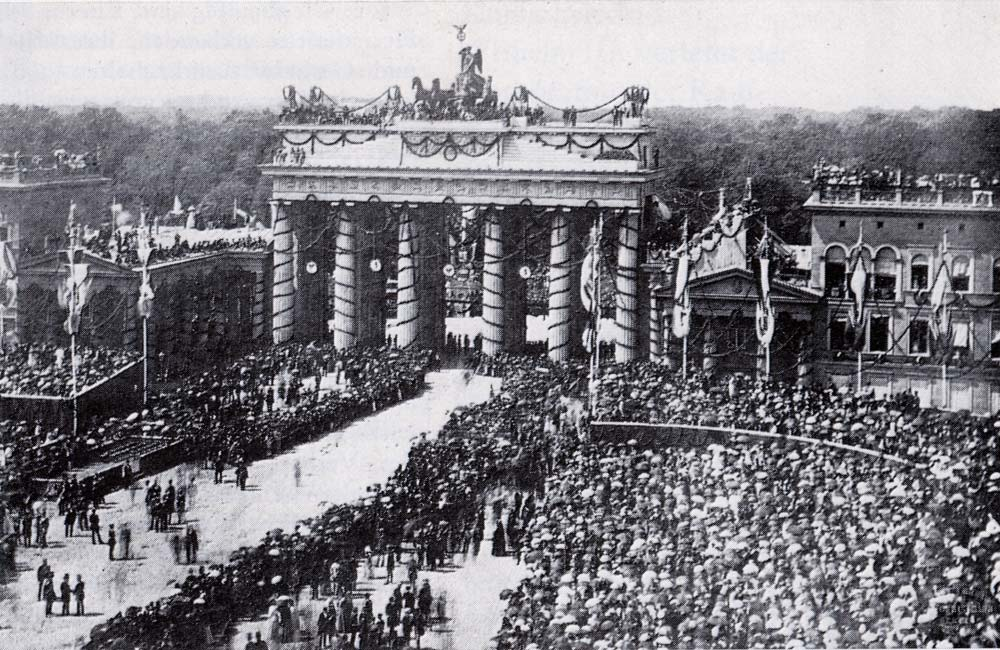
Festschmuck und Ehrentribünen am Brandenburger Tor in Berlin für den Einzug Kaiser Wilhelms I. und der Armee am 16. Juni 1871

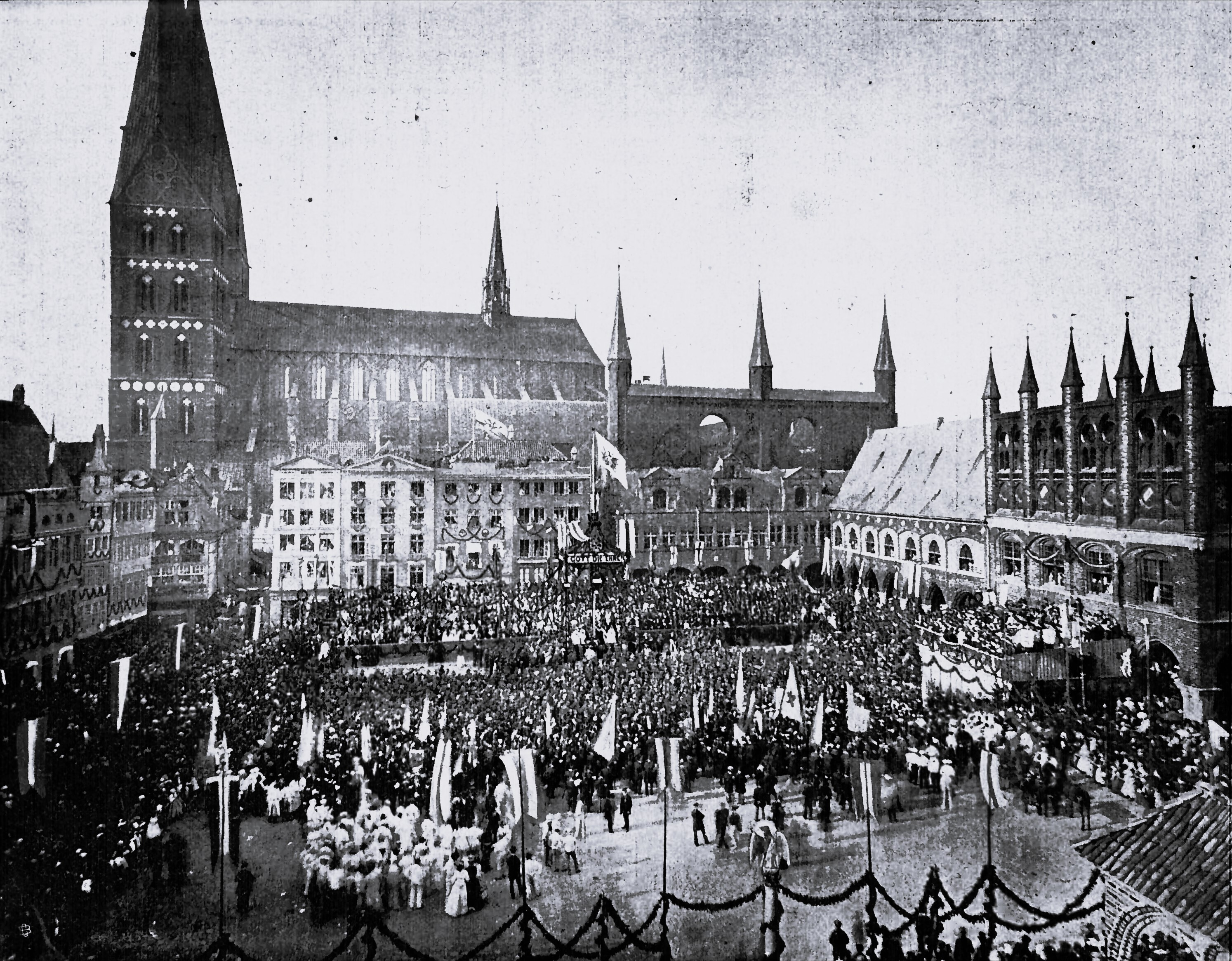
Das seinerzeit noch zum 2. Hanseatischen Infanterie-Regiment Nr. 76 gehörende lübeckische Bataillon hält eine Parade auf dem Lübecker Marktplatz ab.

Bismarck zementierte mit der von ihm betriebenen Reichsgründung ein Deutsches Reich unter Ausschluss Österreich-Ungarns. Die Bildung des kleindeutschen Reiches veränderte das Machtgefüge in Europa nachhaltig. Deutschland löste Frankreich als die bedeutendste Kontinentalmacht ab, weshalb der ehemalige britische Premierminister Disraeli die Reichsgründung als folgenreicher bezeichnete als die Französische Revolution. Im Jahr 1871 umfasste das Deutsche Kaiserreich über 500.000 Quadratkilometer und hatte etwa 41 Millionen Einwohner. Flächen- und einwohnermäßig war es damit der zweitgrößte Staat Europas. Wenige Jahre später sollte Deutschland auch wirtschaftlich mit zu der Weltspitze gehören. Der kriegerisch vollzogene Aufstieg der neuen Macht weckte in vielen europäischen Staaten allerdings die Befürchtung einer noch weitergehenden Expansionspolitik Berlins. Das preußische Modell der allgemeinen Wehrpflicht bei kurzer Dienstzeit verbreitete sich rasch weltweit.
Der Umstand, dass die Gründung des ersten deutschen Nationalstaates eine autoritär von der preußischen Regierung durchgesetzte „Kriegsgeburt“ war, erschwerte eine innere Reichseinigung in den folgenden Jahrzehnten. Der deutsche Nationalismus ab 1871 definierte sich nun hauptsächlich in Abgrenzung zu Frankreich und unter Ausschluss von Minderheiten, den sogenannten „Reichsfeinde“ (Polen, Dänen, Katholiken und Sozialdemokraten). Der Historiker Eckart Conze meint daher, dass „ein liberaler, auch pluralistischer Nationalismus es vor dem Hintergrund [der politischen Reichsgründungsumstände] schwer hatte“.
Die Wahrnehmung des Militärs in der Zivilgesellschaft wandelte sich durch den Deutsch-Französischen Krieg. Die Armee galt in Deutschland nun als Geburtshelfer der nationalen Einheit. Kritik an dem Vorgehen während des Krieges, wie sie von einigen sozialdemokratischen Politikern geäußert wurde, war in der Bevölkerung nicht mehrheitsfähig. Viele militärische Normen und Verhaltensweisen flossen in den Alltag ein. Selbst in Schulen wurde ein militärischer Geist gepflegt. Zugleich beanspruchten Militärs für sich eine größere Rolle in der Politik. Ranghohe Generäle trugen häufig Forderungen nach einer weiteren Aufrüstung der Armee und Präventivkriegen an die Regierung heran. Den prominentesten Platz im Alltag nahm jährlich der sogenannte Sedantag am 2. September ein. Er erinnerte an die Schlacht bei Sedan und die Gefangennahme Napoleons III. Obwohl sich der Sedantag nie zu einem amtlich bestätigten Nationalfeiertag entwickelte, fanden in Preußen an seinem Datum festliche Veranstaltungen an Universitäten und Schulen statt. Die Kriegervereine hielten Paraden auf den Straßen ab.
Die französischen Reparationen waren einer der Auslöser des deutschen Booms der Gründerzeit. Die französischen Zahlungen gaben dem deutschen Kapitalmarkt zusätzliche Impulse und verstärkten die Investitionsbereitschaft des Bürgertums. Zwischen 1871 und 1873 entstanden etwa 928 Aktiengesellschaften. Profiteure waren insbesondere die Eisenbahn sowie die Stahl-, Kohle- und Maschinenbauindustrie. Allerdings lösten die französischen Reparationszahlungen, die überwiegend in den deutschen Kapitalmarkt flossen, oder zumindest deren psychologische Effekte in Verbindung mit der gleichzeitigen Liberalisierung der Märkte in Deutschland eine solche spekulative Überhitzung der Konjunktur aus, dass die Spekulationsblase im sogenannten Gründerkrach im Mai 1873 platzte, woran sich eine langfristige Krise anschloss.

Die Karikatur propagiert nach dem Sieg bei Sedan eine Annexion des Elsass und Lothringens.

Teile des Elsass und Lothringens fielen mit dem Frankfurter Frieden offiziell an das Deutsche Reich. Eine Volksabstimmung zur Eingliederung erfolgte nicht. Das Reichsgesetz vom 9. Juni 1871 schloss die beiden Gebiete zu dem neu geschaffenen Reichsland Elsaß-Lothringen zusammen. Die Annexion fand in der betroffenen Region selbst wenig Zustimmung. Obwohl die Bevölkerung überwiegend einen deutschen Dialekt sprach, hegte sie ein französisches Nationalgefühl und politische Sympathien für Frankreich. Besonders das Bürgertum stand der deutschen Herrschaft ablehnend gegenüber. Auch der katholische Bevölkerungsanteil in Elsass und Lothringen entsprach eher den Verhältnissen in Frankreich als denen des Deutschen Reiches. In Folge der Annexion wanderten 130.000 Bewohner nach Frankreich aus.

## Militärstrategische Schlussfolgerungen
Da der Eisenbahntransport einen wichtigen Erfolgsfaktor des deutschen Sieges darstellte, wurde mit Hilfe der französischen Reparationszahlungen und mit Schuldverschreibungen das strategische Eisenbahnnetz weiter ausgebaut. Seit 1871 wurden erste Überlegungen zum strategischen Bau der über 800 km langen Kanonenbahn von Berlin über Wetzlar und Koblenz nach Metz zum effektiven Anschluss Lothringens an das deutsche Netz angestellt. Diese seit etwa 1878 auch mit Hilfe der Verstaatlichung von Eisenbahngesellschaften realisierte Strecke hatte kaum zivile Bedeutung.
Nach dem Krieg erkannten preußische Militärstrategen zudem die Überlegenheit des französischen Festungssystems an. Man sah ein, dass Festungswälle mit Gräben und Bastionen wenig Sinn hatten, und änderte 1873 den Festungsplan Wilhelmshaven für die geplante Befestigung der Jademündung durch Errichtung zahlreicher vorgelagerter Forts.

## Mentalitätsgeschichte
Sowohl in Deutschland als auch in Frankreich nahm die öffentliche Meinung eine ambivalente Haltung zum Deutsch-Französischen Krieg ein. Je nach Region, Biografie und politischer Gesinnung wurde der Krieg höchst unterschiedlich wahrgenommen. Die Vorstellung einer alle Existenzsorgen überlagernden nationalen Begeisterungswelle gilt in der Forschung mittlerweile als widerlegt. Zwar begrüßten in Deutschland Teile der Öffentlichkeit den Krieg als Mittel zur Herstellung der kleindeutschen Einheit. Hierzu zählten Studenten und das Bürgertum. Katholisch, demokratisch oder sozialistisch gesinnte Kräfte lehnten allerdings diese Art der preußischen Machtpolitik ab. Die jüdischen Mitbürger ergriffen meist Partei für die patriotische Sache, da sie sich dadurch öffentliche Anerkennung erhofften. In Süddeutschland machte sich zunächst die Furcht vor den Folgen einer möglichen französischen Besetzung sowie die Ungewissheit über die tatsächliche Bündniszugehörigkeit bemerkbar. In Frankreich neigten angesichts der Kriegserklärung zu Beginn eher die Städte zu Jubel, während die Bevölkerung in der ländlichen Provinz sich reservierter verhielt. Der Ausbruch des Konfliktes kam für die französische Öffentlichkeit überraschend, dennoch herrschte großes Vertrauen in die Überlegenheit der französischen Armee vor. Es wurde erwartet, dass die Kämpfe hauptsächlich auf deutschem Boden ausgetragen würden. Eine Kriegsbegeisterung trug vor allem eine Minderheit aus dem republikanischen und linken Lager auf die Straßen, insbesondere in Paris. Die Zustimmung für den Krieg fiel geringer aus als in Deutschland.
Medien wie Zeitungen, Briefe und Grafiken waren in der Regel propagandistischer Natur. Vor allem die Presse, teils staatlich dazu instrumentalisiert, versuchte eine Kriegsbegeisterung zu initiieren bzw. aufrechtzuerhalten. Auf französischer Seite erfanden die Zeitungen zunächst Berichte über spektakuläre Siege über die preußisch-deutschen Armeen. Später wurden die Deutschen als kulturlose Barbaren dargestellt, welche über die Zivilbevölkerung herfallen würden. Die deutsche Seite wiederum inszenierte die Franc-tireurs und Einheiten aus französischen Kolonien als unzivilisierte Wilde. Die so aufgegriffenen Feindbilder der Presse erwiesen sich als derart wirkmächtig, dass sie sogar die Feldpostbriefe der kämpfenden Soldaten prägten. Nach der Schlacht von Sedan verbreiteten sich in Frankreich auch Karikaturen, die sich gegen die Deutschen wandten. Neben den hohen menschlichen Verlusten erregte die schwere Zerstörung von Straßburg die Gemüter der französischen Bevölkerung. Eine nationale Demütigung stellte zudem die Besetzung von Paris durch preußische Truppen sowie die Kaiserproklamation in Versailles dar. Jean Jaurès bezichtigte Frankreich in seinem Buch La guerre franco-allemande (1870–1871)  über den Krieg eines Großteils der Schuld, da es über Jahrhunderte die Einigung seiner beiden Nachbarn Deutschland und Italien hintertrieben habe.
Eine zunehmend in das Blickfeld der Forschung rückende Quellensorte sind autobiographische Texte. Die auf Tagebüchern oder Feldpostbriefen beruhenden Veröffentlichungen ermöglichen es Historikern, die zeitgenössischen Perspektiven und Wahrnehmungen jenseits der offiziellen, politischen Deutungsmuster zu rekonstruieren. Allerdings gaben die an dem Krieg persönlich beteiligten Akteure ihre Erinnerungen meist erst mit dem Abstand von mehreren Jahren heraus. Den Anlass bildeten meist national aufgeladene Jubiläen. So dienten die Schriften meist einer Förderung der patriotischen Gesinnung. Auch der Infanterist Florian Kühnhauser wollte mit seinen Kriegserinnerungen eines Soldaten des königlich bayerischen Infanterie-Leibregiments von 1898 – wie er schrieb – „die Liebe und den Patriotismus zum engern und weitern Vaterlande heben, die Begeisterung zum Wehrstand fördern“. Kühnhauser stammte aus dem oberbayerischen Tettenhausen am Waginger See. Er ging einer Arbeit als Schreiner nach und nahm bereits 1866 am Deutschen Krieg teil. Sein Bericht über den Deutsch-Französischen Krieg weist Kühnhauser als Anhänger des späteren Deutschen Kaiserreiches aus, aber verschweigt auch nicht die Grausamkeiten auf den Schlachtfeldern und die Strapazen des Soldatenlebens.
Anders als Kühnhauser gehörte die französische Tagebuchschreiberin Geneviève Bréton dem gehobenen Bürgertum an. Sie wohnte mit ihren Eltern auf dem Boulevard Saint-Michel in einem der nobleren Stadtviertel von Paris. Als überzeugte Republikanerin begrüßte Bréton den Sturz des französischen Kaisertums im September 1870: „Niemals [sei] eine Revolution […] friedlicher verlaufen; kein Gewehrschuss, kein Tropfen Blut ist geflossen; das Wetter ist gut, die Sonne scheint, Paris ist in Festtagslaune […]“. Kurz darauf erlebte sie den Belagerungsalltag von Paris. In ihrem Tagebuch beklagte sie, dass eine Granate nur 50 Meter von ihrem Haus entfernt eingeschlagen sei. Mitten im Krieg stimmte die Pariserin einer Verlobung mit dem Maler Henri Regnault zu. Kurz darauf kämpfte dieser als Nationalgardist gegen die deutschen Belagerer. Trotz der Kampfhandlungen plante das Paar eine Heirat für den 7. März 1871. Dazu sollte es jedoch nicht mehr kommen, da Regnault in der Schlacht bei Buzenval am 19. Januar 1871 fiel.

## Alltags- und Sozialgeschichte
Die Kriegserfahrung gestaltete sich sehr unterschiedlich. In der ersten Kriegsphase bis zu der Schlacht von Sedan wurden deutsche wie französische Soldaten mit einem Bewegungskrieg konfrontiert. In der zweiten Kriegsphase orientierte sich ihre Kampfweise dagegen an den Erfordernissen eines Belagerungskrieges. Die soziale Stellung entschied darüber, wer wie stark in das gegnerische Feuer geriet. Elitetruppen kamen seltener in Einsatz, während einfachere Infanterie- und Kavalleriesoldaten größeren Risiken im Gefecht ausgesetzt waren. Dies galt sowohl für die deutschen als auch französischen Truppen. Unterschiede innerhalb der Regimenter bestanden ebenfalls in der soldatischen Ausbildung, wobei die Anzahl unerfahrener Kräfte im Laufe des Krieges auf beiden Seiten zunahm. Bestimmte ethische Vorstellungen wie ein aristokratischer Ehrencodex verbanden die deutschen und französischen Offiziersränge. Daraus resultierte ein vergleichsweise humaner Umgang mit Kriegsgefangenen und Verwundeten.
Die medizinische Versorgung der verwundeten Soldaten war dennoch in der Praxis nicht immer gegeben. Die ausgedehnten und unübersichtlichen Schlachtfelder erschwerten in der Regel eine schnelle Hilfe, sodass viele Soldaten ihren Verletzungen erlagen bzw. verdursteten oder verhungerten. Die Strapazen blieben für die Kämpfenden hoch. Hatten bei Kriegsbeginn sommerliche Temperaturen und große Massenschlachten mit hohen Verlusten den Soldaten zugesetzt, litten sie in der zweiten Kriegsphase unter vielen kleineren Gefechten, immer noch langen Märschen (bis zu 40 Kilometer am Tag) und einem außergewöhnlich kalten Winter. Auf der deutschen Seite herrschte große Ernüchterung, da der Krieg trotz des bedeutenden Sieges in Sedan noch mehrere Monate andauerte.

## Rezeption

### Populärkulturelles Gedenken

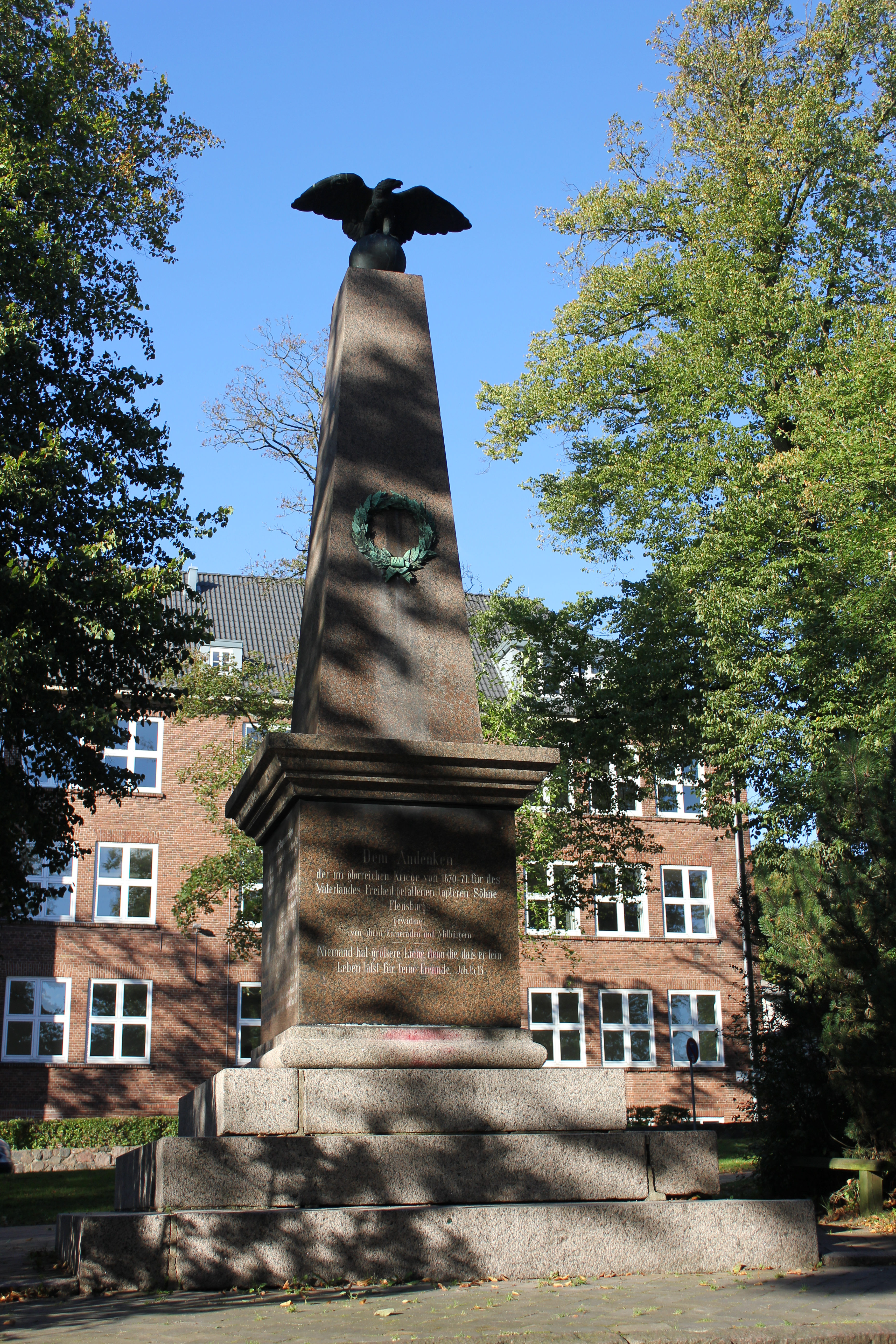
Zahlreiche Kriegerdenkmäler von 1870/71 erinnern in Deutschland an die Toten des Krieges, so auch am Christian-Friedrich-Voigt-Platz in Flensburg.

Aufgrund der persönlichen Erlebnisse und der großen politischen Veränderungen blieb der Krieg stark im Bewusstsein der Zeitgenossen verankert. Zahlreiche Denkmäler und Gedenkstätten, die an die Gefallenen erinnern, entstanden in Frankreich, in Deutschland, dem ehemals deutschen Eupen in Belgien sowie in der Schweiz (Birr, Chur, Luzern). Besonders in Deutschland wurden zahlreiche Straßen und Plätze nach Offizieren und Orten der Schlachten umbenannt. Große Sonderausstellungen zum Deutsch-Französischen Krieg zeigten das Musée de l’Armée in Paris (2017) und das Militärhistorische Museum der Bundeswehr in Dresden (2020). In Gravelotte befindet sich das „Museum des Krieges von 1870 und der Annexion“. Es ist das einzige Museum, welches sich ausschließlich mit dem Deutsch-Französischen Krieg und seinen Folgen beschäftigt. Direkt gegenüber befindet sich die Kriegsgräberstätte Gravelotte. 

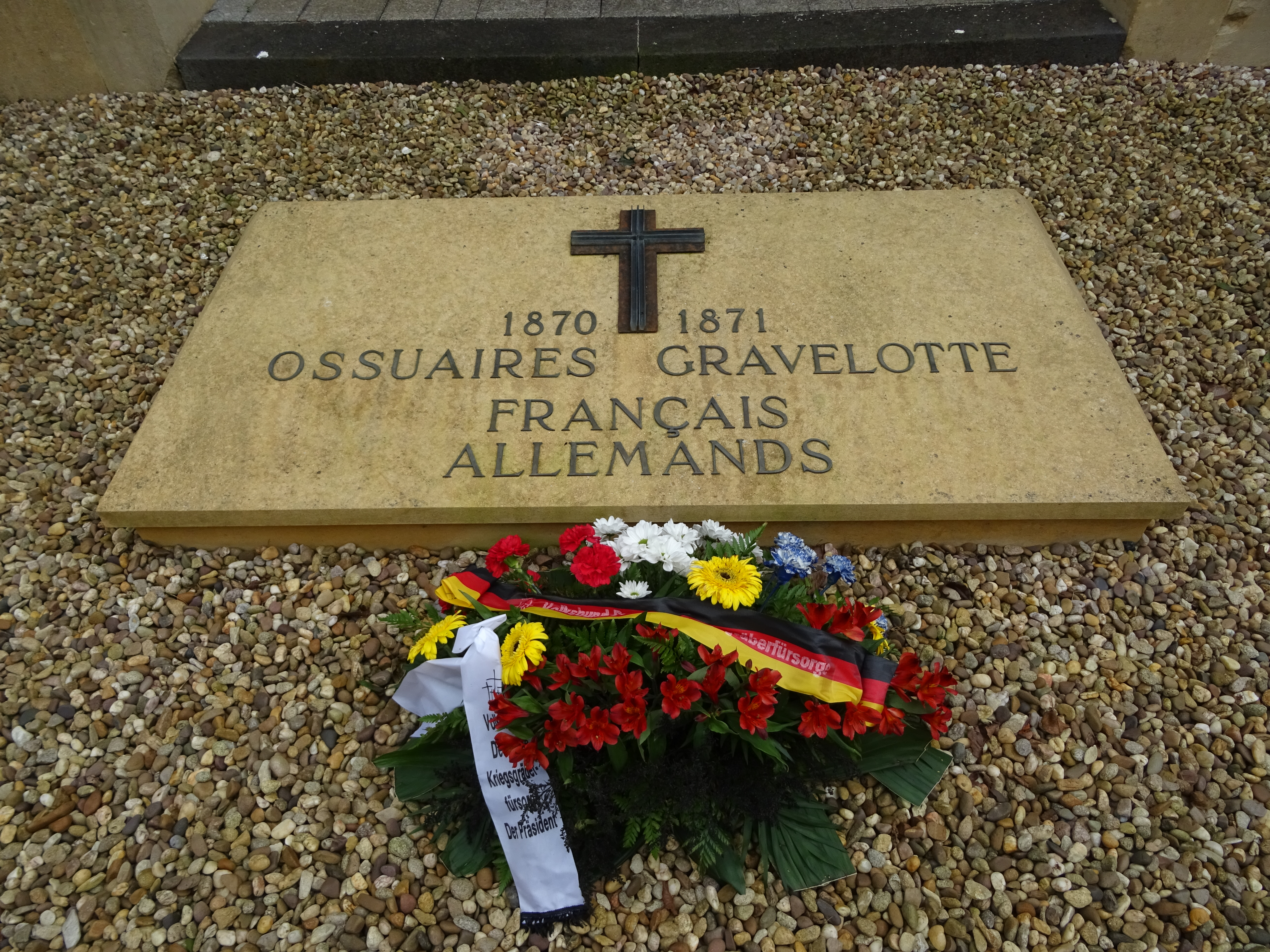
Ossiarium auf dem Friedhof Gravelotte

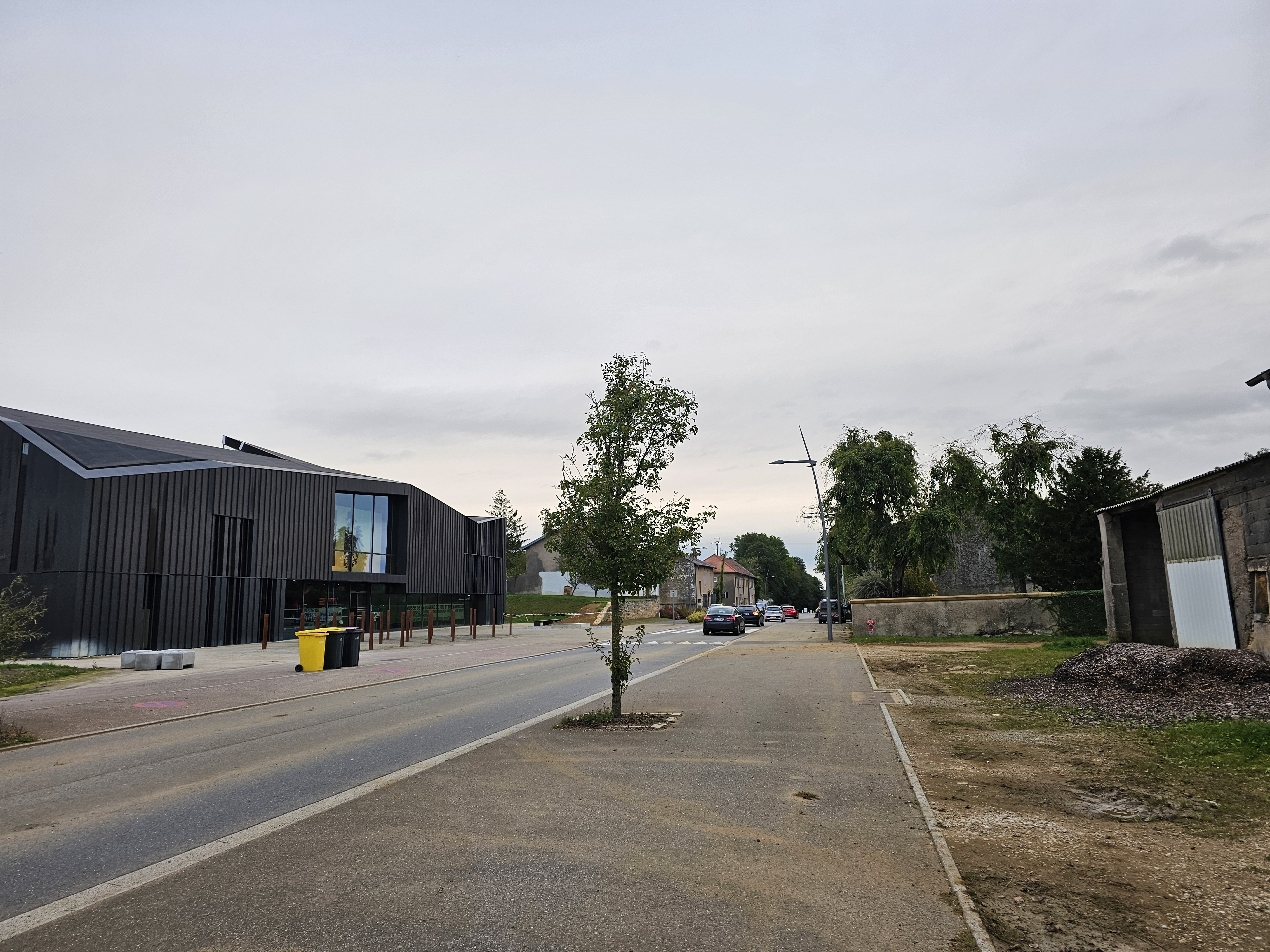
Museum des Krieges von 1870 und der Annexion (links) und der Militärfriedhof Gravelotte (rechts)

Nach 1870 erschienen in Deutschland und Frankreich zahlreiche Kriegsromane, Autobiographien und historiografische Texte. Insbesondere bei den französischen Werken lassen sich häufig die Genre nicht strikt voneinander abgrenzen. Ob das Erzählte fiktionaler Natur ist oder auf tatsächlich erlebte Erfahrungen zurückgeht, bleibt meist offen. Zu den erfolgreichsten Werken der französischen Kriegsliteratur gehörte Émile Zolas La Débâcle (Der Zusammenbruch). Rund 190.000 Exemplare wurden bis 1897 verkauft. Die populären französischen Kriegsromane rücken unter anderem „den verzweifelten Heroismus der französischen Truppen, die Leiden der Pariser Bevölkerung während der Belagerung der Stadt [und] die Übergriffe der fremden Besatzung“ in das Zentrum der Aufmerksamkeit. Andere französische Kriegsromane spielten in der Zukunft und propagierten eine kriegerische Rückeroberung des Elsass und Lothringens. Nur wenige Forschungsergebnisse liegen bisher zur deutschen Kriegsliteratur vor. Ausnahmen stellen lediglich Untersuchungen zu Veröffentlichungen von Karl May (Die Liebe des Ulanen) und Theodor Fontane dar. Fontane war als Kriegsberichterstatter aktiv. Als er das nicht von preußischen Truppen besetzte Domrémy-la-Pucelle – den Geburtsort von Jeanne d’Arc – erkundete, kam er in französische Kriegsgefangenschaft. Sein Erlebnis verarbeitete der Schriftsteller in der Autobiographie Kriegsgefangen. Nach dem Ende des Krieges besichtigte Fontane 1871 das teilweise noch von deutschen Truppen besetzte Frankreich erneut. 1872 erschien hierüber sein Reisebericht Aus den Tagen der Okkupation.

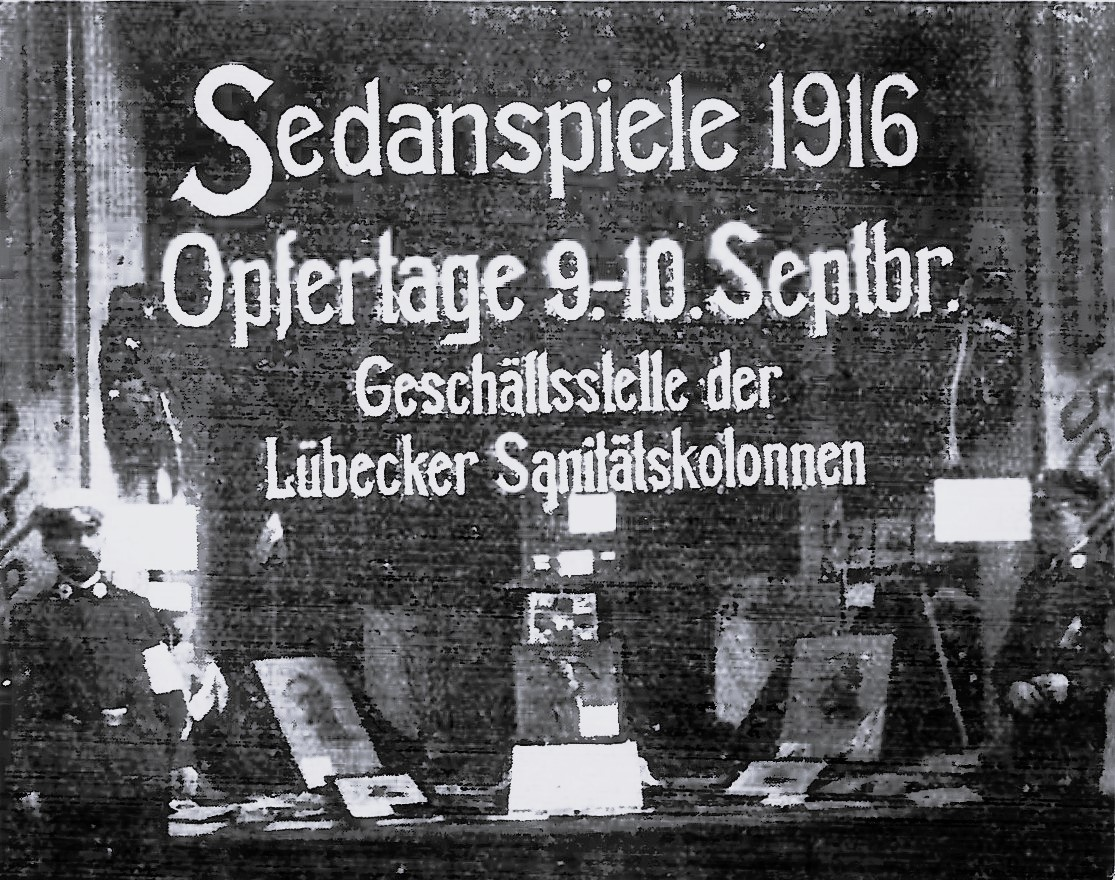
Die ausgestellten Ehrenpreise der Sedanfestspiele 1916 in der Geschäftsstelle der Lübecker Sanitätskolonne

Auf der deutschen Seite wurde der Deutsch-Französische Krieg häufig mit den sogenannten Befreiungskriegen gleichgesetzt. Wie im Jahr 1813 zögen – so das Narrativ – die Deutschen 1870 erneut gemeinsam gegen Frankreich in den Krieg. Wieder richtete sich der Kampf gegen einen Angehörigen der Dynastie Napoleons I. Die Zeitgenossen dachten auch an die napoleonischen Kriege zurück, da ihre Väter und Großväter in diesen beteiligt waren und es danach keinen großen Staatenkrieg mehr gegeben hat. Die Zeitgenossen stellten insbesondere Analogien zwischen der Völkerschlacht bei Leipzig 1813 und der Schlacht bei Sedan 1870 her. Alfred Spitzer, der Autor der Weiheinschrift des Völkerschlachtdenkmals in Leipzig, brachte dies 1913 – zum einhundertsten Jubiläum der Schlacht – wie folgt zum Ausdruck: „Leipzig […] war das Sedan des ersten Napoleon, hier erwuchsen die Grundsätze, auf die nachher der im Kampfe gegen den letzten Napoleon entstandene, machtvolle deutsche Einheitsstaat gegründet wurde“. Der Krieg von 1870/1871 war daher im Volksmund auch unter der Benennung „Leipzig – einundleipzig“ bekannt. Tatsächlich hatte der Krieg von 1813 allerdings kaum etwas mit einem echten deutschen Nationalkrieg zu tun. Viele Rheinbundstaaten wandten sich erst in den letzten Momenten des Krieges von Frankreich ab. Laut dem Historiker Hans-Ulrich Thamer ging mit dem Deutsch-Französischen Krieg auch eine Verschiebung der nationalen bürgerlichen Gedenkkultur einher: Die Erinnerung an die Schlacht von Leipzig sei noch stark von politischen Freiheitsidealen und dem ungelösten Problem der nationalen Einheit geprägt worden. Diese von dem Bürgertum getragene Gedenkkultur wurde ab 1871 jährlich von der des Sedantages am 2. September und des Kaisergeburtstages allmählich abgelöst. Dies geschah vor dem Hintergrund der nun erfüllten Nationalstaatsgründung und – so Thamer – der wachsenden Sorge des Bürgertums vor einer erstarkenden Arbeiterbewegung, gegen welche das bestehende politische System des Deutschen Kaiserreiches Schutz versprach. Die freiheitlich-nationale Komponente ging bei dem obrigkeitstreuen Sedankult verloren.
Wie in Deutschland suchten auch in Frankreich die Menschen nach historischen Parallelen. So wurde die deutsche Invasion 1870/1871 mit dem Eindringen der Koalitionsarmeen 1814 und 1815 verglichen und sprachlich abwertende Bezeichnungen der napoleonischen Kriege wiederbelebt. Die Intensität der feindlichen Haltung gegenüber dem deutschen Militär konnte vor Ort jedoch stark variieren. Regionen, die häufiger von Einquartierungen und Beschlagnahmungen betroffen waren, nahmen tendenziell eine feindlicher gestimmte Position ein als seltener von dem Krieg behelligte oder unbesetzte Regionen Frankreichs.

### Historiografie

#### Historiografie vor dem Ersten Weltkrieg
Der Deutsch-Französische Krieg war eine Herausforderung für die Historiografie in Frankreich, denn es mussten mehrere in den jeweiligen politischen Lagern hoch umstrittene Aspekte verarbeitet werden. Aus republikanischer, konservativer, monarchistischer oder laizistischer Perspektive wurde der Wechsel von dem napoleonischen Kaiserreich zur Republik und die Pariser Kommune sehr unterschiedlich bewertet. Es existierte kein einheitliches, wirkmächtiges Deutungsmuster. Republikanisch gesinnte Historiker um Gabriel Monod und Ernest Renan machten die schlechte Organisation der Armee und eine zu wenig patriotische Erziehung an Schulen und Universitäten für die französische Niederlage verantwortlich. Frankreich müsse, so ihre Ansicht, nach dem verlorenen Krieg einen ähnlichen Reformkurs einschlagen wie Preußen nach der Niederlage gegen Napoleon I.
In der propreußischen Geschichtsschreibung schien der Deutsch-Französische Krieg eine Einheit mit dem Deutsch-Dänischen Krieg von 1864 und dem Deutschen Krieg von 1866 zu bilden. Die Konflikte wurden als Etappen auf dem Weg zu dem preußisch-deutschen Nationalstaat angesehen, als sogenannte Deutsche Einigungskriege. Dem Deutsch-Französischen Krieg fiel in dieser Bewertung eine besondere Rolle zu, da in seinem Verlauf der französische „Erbfeind“ überwunden worden sei und die Reichsgründung erfolgte. Diese galt Historikern wie Treitschke, Sybel und Droysen „als Höhepunkt deutscher Geschichte“. Leopold von Ranke sah in dem Krieg eine Brechung der französischen Hegemonie, die seit Ludwig XIV. den europäischen Kontinent geprägt habe. Preußenkritische Darstellungen hatten während des Kaiserreiches keinen Erfolg, was den Schweizer Kulturhistoriker Jacob Burckhardt zu der Bemerkung kommen ließ, dass „die ganze Weltgeschichte von Adam an siegesdeutsch angestrichen“ werde. Großen Anteil an einer solchen Geschichtsschreibung hatte vor allem Treitschkes Deutsche Geschichte im 19. Jahrhundert.

#### Historiografie im Zeitalter der Weltkriege und Nachkriegszeit
Laut Klaus-Jürgen Bremm „vernachlässigte die historische Forschung in Deutschland den Krieg von 1870/1871 seit der Weimarer Republik aus nachvollziehbaren Gründen lange“. Ein Grund dafür bestand darin, dass viele Ergebnisse des Deutsch-Französischen Krieges durch die beiden Weltkriege rückgängig gemacht wurden. Die 1871 begründete Kaiserherrschaft der Hohenzollern fand 1918 genauso ihr Ende wie die Zugehörigkeit Elsass-Lothringens zum Deutschen Reich. Im Zuge der deutsch-deutschen Teilung nach dem Zweiten Weltkrieg verlor Deutschland vorübergehend seine nationale Einheit. Auch nach der Wiedervereinigung im Jahr 1990 überlagerten die „Katastrophen des 20. Jahrhunderts“ das Interesse an dem Deutsch-Französischen Krieg. Vor dem Hintergrund der Diskussion um die Verantwortlichkeit Deutschlands für den Ersten Weltkrieg entstand Hermann Onckens Schrift Die Rheinpolitik Kaiser Napoleons III. von 1863 bis 1870 und der Ursprung des Krieges 1870/71. Hierin versuchte der Historiker 1926 zu beweisen, dass 1870 Frankreich und nicht Preußen an dem Beginn des Deutsch-Französischen Krieges Schuld hatte.
Nach dem Ersten Weltkrieg wandelte sich auch in Frankreich der Forschungsblick auf den Deutsch-Französischen Krieg. Ging es vor dem Ersten Weltkrieg noch teilweise darum, eine Niederlage zu verarbeiten und einen möglichen Revanchekrieg zu rechtfertigen, geriet der Deutsch-Französische Krieg nach 1918 weitgehend in Vergessenheit. Eine Beschäftigung mit dem Ersten Weltkrieg schien für französische Historiker weit zentraler zu sein. Da der Krieg von 1870/1871 hauptsächlich auf französischem Boden ausgetragen wurde, ist die französische Forschungsliteratur hauptsächlich auf einer lokalen Ebene angesiedelt. Es existieren nur wenige Überblicksdarstellungen wie François Roths La guerre de 1870 aus dem Jahr 1990 oder Stéphane Audoin-Rouzeaus 1870. La France dans la guerre aus dem Jahr 1989.
Mit dem Buch La guerre de 1870 von François Roth wurde unter anderem erstmals die Nachgeschichte des Deutsch-Französischen Krieges wissenschaftlich detailliert untersucht. Roth konnte nachweisen, dass es an der deutsch-französischen Grenze zwischen 1871 und 1914 keine größeren Zwischenfälle gab. Abgesehen von den Jahren 1887 bis 1891 konnten sich Handel und Personen ungehindert zwischen beiden Ländern bewegen. Roth betont ebenfalls, dass der Deutsch-Französische Krieg nicht zwangsläufig in den Ersten Weltkrieg geführt habe. Während der Julikrise 1914 stand eine Rückeroberung des Elsass und Lothringens noch nicht auf der Agenda in Paris. Gleichwohl habe die französische Bevölkerung den Verlust beider Provinzen nicht vergessen.

#### Aspekte im Fokus der neueren Forschung
Anlässlich des 150. Jahrestages des Deutsch-Französischen Krieges 2020/2021 erschienen zahlreiche Publikationen. Sowohl in Deutschland als auch in Frankreich sind viele dieser Darstellungen davon gekennzeichnet, „autobiografischen Quellen, privaten Schriften und Presseerzeugnissen viel Raum [zu] geben“. Hierzu gehört auch eine Historiografie des deutschen Historikers Tobias Arand. Sein Werk Der Deutsch-Französische Krieg erzählt in Einzelschicksalen nähert sich dem Kriegsgeschehen über eine multiperspektivische Darstellung an. Der Autor trug zahlreiche Schriftzeugnisse von Zeitgenossen zusammen, die entweder unmittelbar am Krieg beteiligt waren oder dessen Entwicklung zumindest beobachteten. Zu Wort kommen sowohl prominente Persönlichkeiten wie Bismarck, Fontane, Nietzsche und Sarah Bernhardt, aber auch einfache Soldaten beider Seiten und Opfer des Krieges. Arand demontiert die historiographische Siegererzählung, nach der die nationale Begeisterung und der Jubel über die deutsche Reichsgründung alle kritischen Töne zum Schweigen gebracht hätte. So zeichnet das Buch beispielsweise die fortbestehenden süddeutschen Vorbehalte gegen den preußischen Staat sowie die Existenzängste der Soldaten und ihrer Familien nach. In ihrem 2020 herausgegebenen Buch La guerre franco-allemande de 1870. Une histoire globale hinterfragen die französischen Historiker Nicolas Bourguinat und Gilles Vogt die lokale Beschränkung des Deutsch-Französischen Krieges. Der Konflikt werde meistens auf eine Auseinandersetzung zwischen zwei europäischen Großmächten reduziert. Tatsächlich aber müsse eine Globalgeschichte dieses Krieges erzählt werden. So kamen viele Ärzte, Pfleger, Journalisten und Soldaten aus dem nicht-deutschen und nicht-französischen Ausland. In vielen Ländern der Welt wurde der Krieg von Zeitungen, Regierungen und Teilen der Öffentlichkeit lebhaft diskutiert. Der Krieg schwächte außerhalb Europas auch in den Kolonien die französische Herrschaft.

##### Totalisierung des Krieges

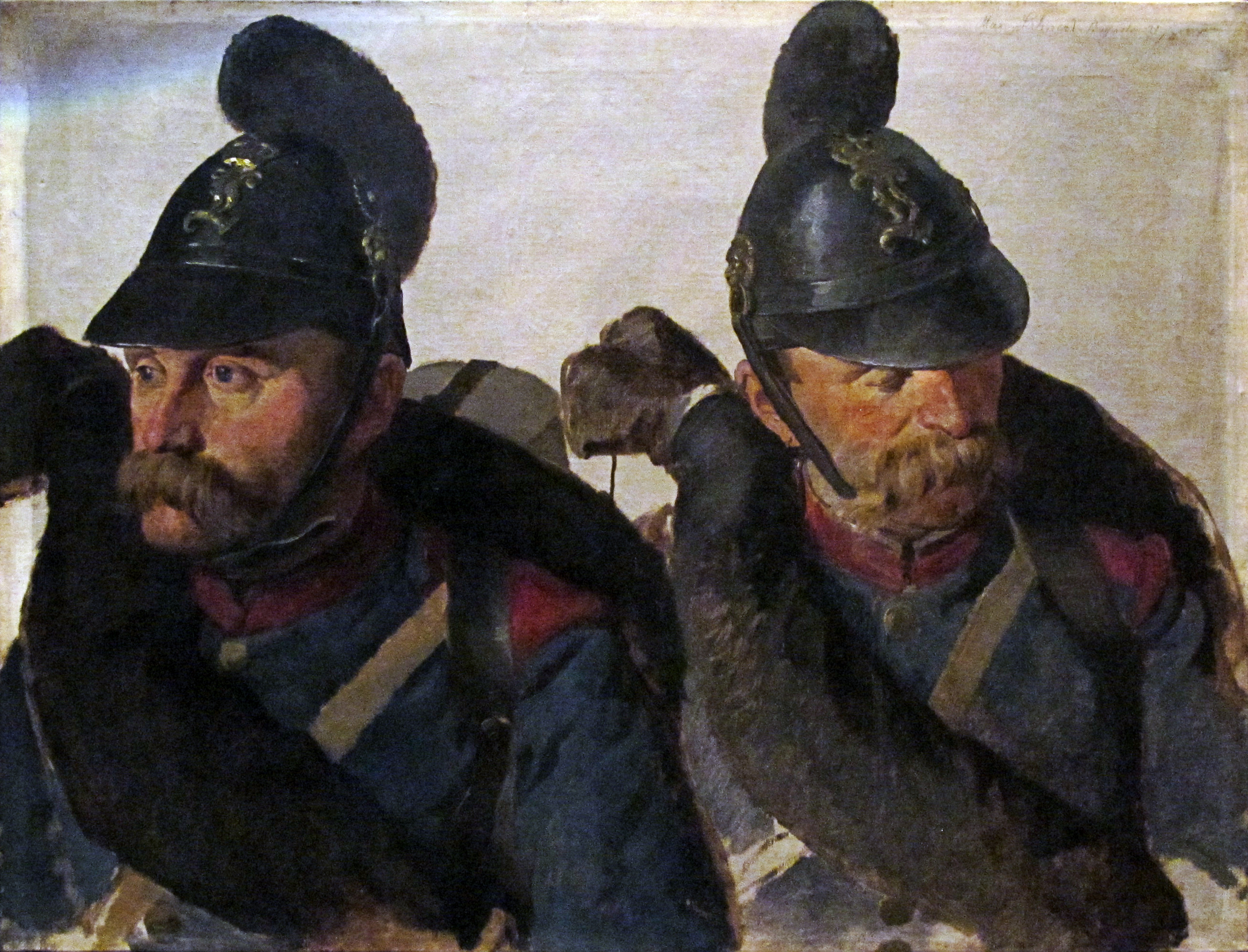
Bayerischer Infanterist Max Lehner im Einsatz als Krankenträger

Inwieweit der Deutsch-Französische Krieg mit dem Ersten Weltkrieg vergleichbar war, ist in der Forschung noch Gegenstand von Debatten. Tobias Arand sieht den Krieg bis zur Schlacht von Sedan im September 1870 als klassischen Kabinettskrieg. Erst in dieser Schlacht, aber vor allem seit der Pariser Kommune und nach Bekanntwerden der deutschen territorialen Abtretungsforderungen wurden auf französischer Seite auch Zivilisten als Franc-tireurs rekrutiert. In seiner Dissertation Die Heimatfront 1870/71. Wirtschaft und Gesellschaft im deutsch-französischen Krieg stuft Alexander Seyferth den Deutsch-Französischen Krieg als eine Etappe auf dem Weg zu den totalen Kriegen des 20. Jahrhunderts ein. Er begründet diese Charakterisierung mit der besonderen Rolle der Heimatfront – also einer intensiven Einbeziehung der Zivilbevölkerung jenseits der Front. Seyferth zeigt, dass der neue deutsche Staat durchaus ein Interesse daran haben musste, die öffentliche Stimmung zu kontrollieren: Da die militärische Auseinandersetzung auch nach der Gefangennahme von Napoleon III. nicht beendet war, regte sich durchaus Kriegskritik. Hierauf musste, so Seyferth, die preußisch-deutsche Politik reagieren und legte damit bereits Grundlagen für eine moderne Kriegspropaganda. Der Deutsch-Französische Krieg traf auch das Wirtschaftsleben hart. Wegen des Fronteinsatzes der wehrpflichtigen Soldaten fehlten vielfach Arbeitskräfte und erhöhten sich die Produktionskosten. Die Historikerin Christine Krüger kritisiert an Seyferths Ansatz unter anderem, dass die Heimatfront nur ein Kennzeichen des totalen Krieges unter vielen sei. Zudem spreche der humane Umgang mit Kriegsgefangenen gegen eine völlige Entrechtlichung im Krieg. Es sei den Konfliktparteien im Vergleich zu den Weltkriegen gelungen, die Konfrontation nach relativ kurzer Zeit wieder zu beenden und eine weitere Radikalisierung somit einzudämmen.
In ihrem Werk Statuswechsel. Kriegserfahrung und nationale Wahrnehmung im Deutsch-Französischen Krieg 1870/71 untersucht die Historikerin Heidi Mehrkens, inwieweit die im Deutsch-Französischen Krieg gesammelten Erfahrungen eine nationale Identifikation bzw. nationale Feindbilder begünstigten. Sie beleuchtet dies vor allem am Beispiel von sogenannten „Statuswechslern“. Darunter versteht sie Menschen, deren Stellung sich im Krieg wandelte – etwa Kriegsgefangene, Partisanen, Spione, Flüchtlinge, Geiseln und Verwundete. Einerseits, so Mehrkens, sei der Nationalismus auf beiden Seiten durch den Krieg verschärft worden. Hierfür seien insbesondere Kämpfe mit bewaffneten Zivilisten, die Artilleriebombardierung von Paris und Geiselnahmen verantwortlich. Andererseits wurden Kriegsgefangene und Verletzte durchaus nach den Maßstäben des damaligen Kriegsrechtes behandelt. Die nationalistische Aufladung des Deutsch-Französischen Krieges sei insbesondere durch die Presse propagiert worden und habe sich selbst auf die Korrespondenz der kämpfenden Soldaten ausgewirkt.

##### Ursachen der französischen Niederlage
Der französische Historiker Raymond Poidevin führt mehrere Ursachen für die französische Niederlage an: So habe der Kaiser sich geweigert, die französischen Truppen aus dem Kirchenstaat abzuziehen. Dies habe nicht nur zu einer Schwächung der Truppenstärke an der Ostgrenze geführt, sondern auch dazu beigetragen, dass Italien nicht bereit war, Frankreich beizustehen. Auch Österreich und Großbritannien blieben neutral, sodass Frankreich international isoliert gewesen sei. Zudem habe sich die Militärreform, an der Kriegsminister Adolphe Niel bis zu seinem Tod 1869 gearbeitet hatte, nur teilweise durchsetzen lassen: Das Losverfahren für die Wehrpflichtigen war beibehalten worden, die neu eingerichtete Mobilgarde sei ineffektiv geblieben. Nachteilig sei auch der Mangel an Erfahrung bei den Offizieren gewesen, die zuvor in den Kolonien gedient hatten: Große Schlachten zu führen sei daher für sie Neuland gewesen. Auch in der Artillerie habe es Modernisierungsrückstände gegeben. Die zerstreute Dislozierung der französischen Truppen an der Grenze, die die Einkesselungen von Straßburg und Metz ermöglichte, habe sich ebenfalls als nachteilig erwiesen.
Der US-amerikanische Militärhistoriker Geoffrey Wawro betont das Zögern und die Planlosigkeit der französischen Militärführung. Die hohen Offiziere hätten es nicht verstanden, den Hauptvorteil der französischen Armee, das neuartige Chassepotgewehr, auszuspielen. Entscheidend für den deutschen Erfolg sei die quantitative Verfügbarkeit an Soldaten gewesen (etwa 850.000 französische Einsatzkräfte gegen 1,3 Millionen deutsche Soldaten). Im späteren Verlauf trug, so Wawro, auch die Stärke der deutschen Artillerie zur französischen Niederlage bei. Dem taktischen Geschick der preußischen Militärführung in den Schlachten misst er eher weniger Bedeutung bei.
Der deutsche Militärhistoriker Klaus-Jürgen Bremm kommt zu dem Ergebnis, dass die französische Militärführung für einen Sieg nicht offensiv genug agierte: So ging die Initiative auf die deutschen Einheiten über. Währenddessen trafen für die französischen Soldaten trotz stundenlanger Behauptung auf den Schlachtfeldern oft Verstärkungen nicht mehr rechtzeitig ein. Fatal aus französischer Sicht sei auch die zu frühe Kapitulation der Rheinarmee in Metz gewesen. Eine längere Bindung deutscher Kräfte in der Region, hätte – so Bremm – der französischen Regierung die Zeit gegeben, neue kampfstarke Armeen aufzubauen. Die rasche Kapitulation in Metz habe allerdings zur Folge gehabt, dass nur schlecht vorbereitete Verbände gegen die Deutschen ins Feld zogen und Paris somit nicht mehr von der deutschen Belagerung befreit werden konnte.

### Bildende Kunst

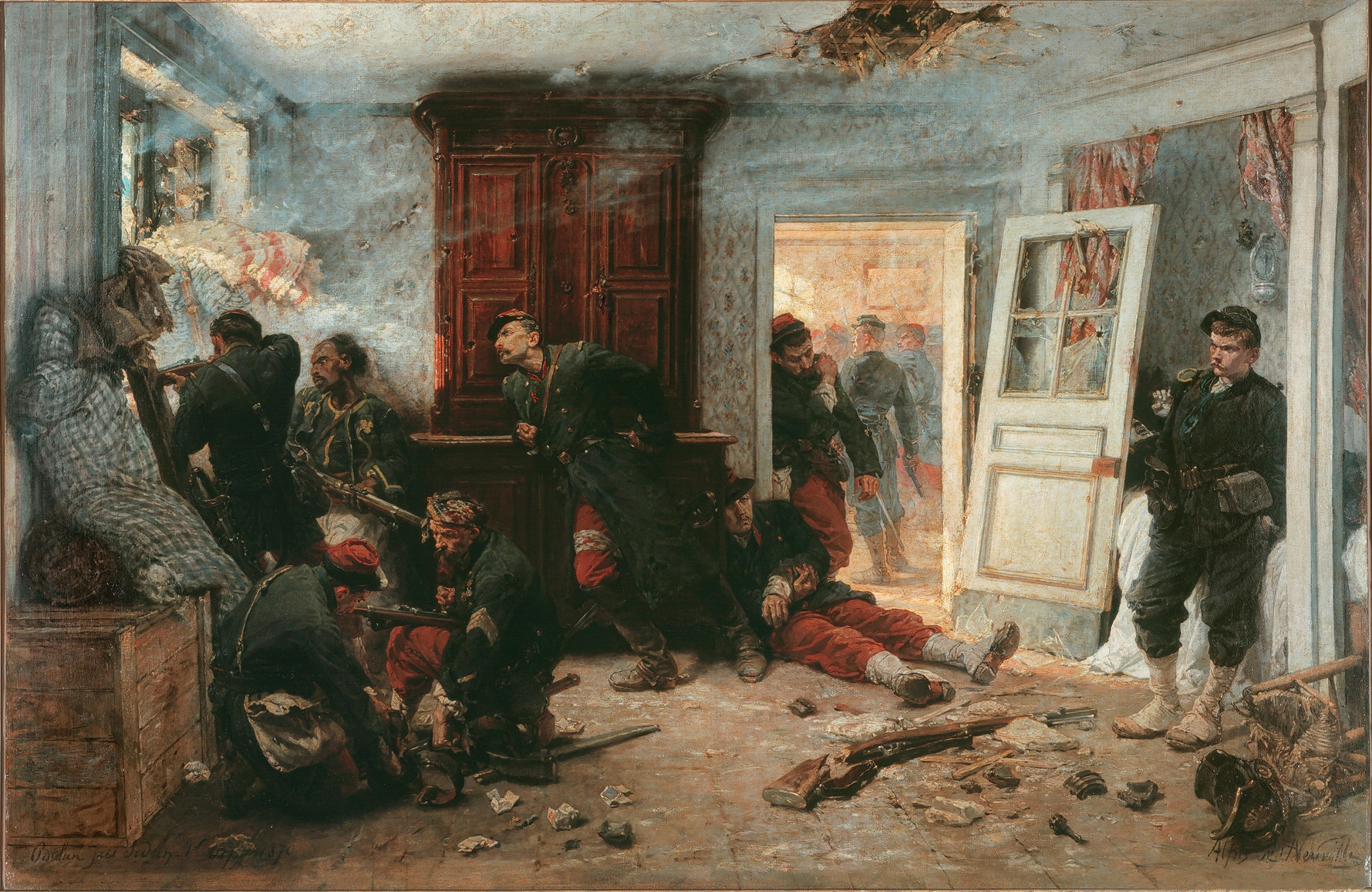
Das Gemälde „Les dernières cartouches“ gehört zu den bedeutendsten Werken des Schlachtenmalers Alphonse de Neuville. Die Szene zeigt französische Soldaten, die sich am 1. September in einem Haus bei Bazeilles nahe Sedan verschanzt haben. Sie kämpfen bis zu der dem Bild seinen Namen gebenden „letzten Patrone“. Durch Reproduktionen als Lithografie, Kupferstich, Holzschnitt und Fotografie verbreitete sich das Bild im ganzen Land.
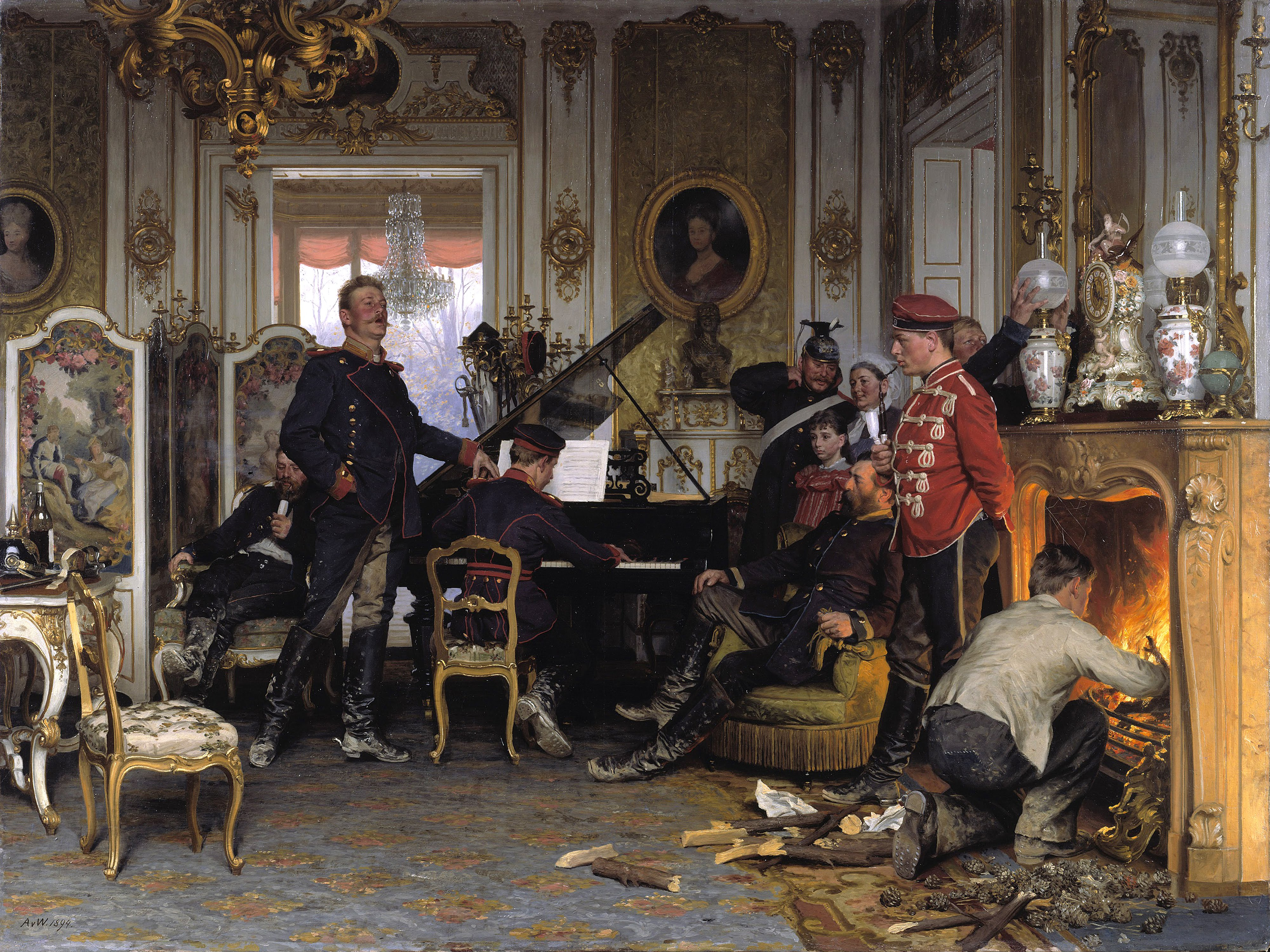
Anton von Werners Gemälde „Etappenquartier bei Paris“ zeigt deutsche Militärs in einer besetzten französischen Villa als kulturbeflissene Persönlichkeiten. Sie sind am Kamin zusammengekommen, um gemeinsam zu musizieren. Mit der historischen Realität hat dies wenig zu tun, denn Plünderungen und Diebstahl waren unter der deutschen Besatzung alltäglich.

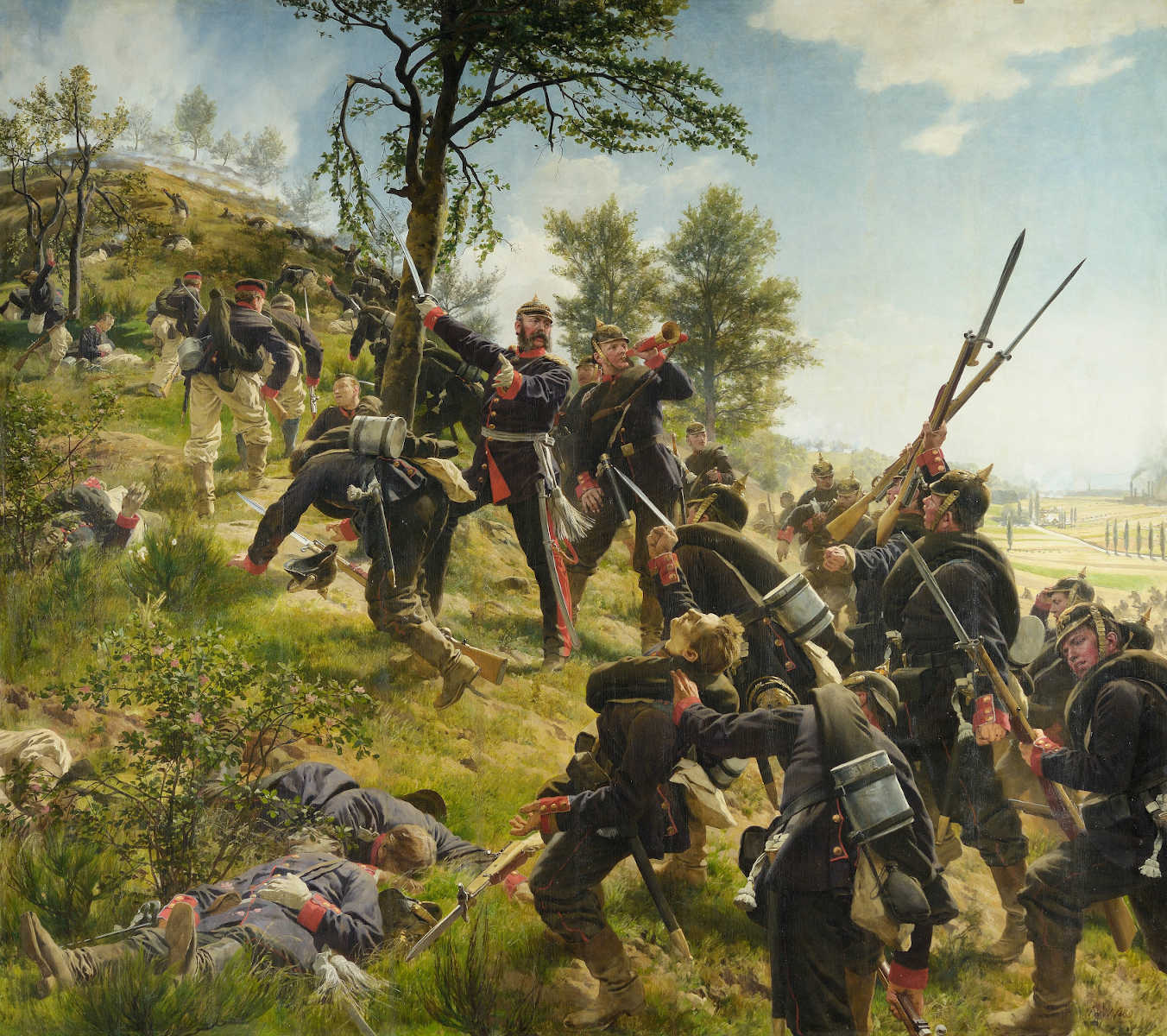
Sturm auf den Spicherer Berg, Hauptbild aus dem Saarbrücker Rathauszyklus, 1880 – In diesem Gemälde zeigt Anton von Werner ein realistisches Kampfgeschehen aus der Schlacht bei Spichern. Trotz heroischer Darstellung des Protagonisten Bruno von François, der im Verlauf der von ihm angeführten Operation fiel, übte das zeitgenössische deutsche Kunstfeuilleton, dem die „Würde des Monumentalstils“ nicht gewahrt erschien, deutliche Kritik.

In Frankreich spielten auch Schlachtenmalereien für die Aufarbeitung der Niederlage eine wichtige Rolle. Die Bilder propagierten häufig die Erzählung, dass lediglich die Fehlentscheidungen der Regierung und Truppenkommandanten oder die Unterzahl an Soldaten einen sicheren französischen Sieg vereitelt hätten. Dementsprechend wurden meist nicht der Kaiser, seine Entourage und Feldherren dargestellt, sondern wenige Soldaten. Deren Kampf stilisierten die französischen Schlachtenmaler zu einem „glänzenden Zeugnis von der Tapferkeit und der heldenhaften Gesinnung [ihres] Volkes“ (Frank Becker). Die bedeutendsten Akteure dieser Malrichtung waren Alphonse de Neuville und Jean Baptiste Édouard Detaille.
Im Unterschied zu den französischen Malereien befindet sich bei den deutschen Gemälden die militärische Führungselite häufig in der Bildmitte oder im Vordergrund. Viele der kommandierenden Offiziere und Fürsten luden Schlachtenmaler wie Georg Bleibtreu und Anton von Werner in ihre Hauptquartiere ein. Die Bilder hatten damit die Funktion „ihr Prestige und ihren Nachruhm“ sicherzustellen. Die kriegerischen Erfolge der deutschen Nation seien – so das Narrativ vieler Gemälde – den Leistungen ihrer Anführer zu verdanken. Die Fotografie spielte sowohl in Deutschland als auch in Frankreich für die Erinnerung an den Krieg eine untergeordnete Rolle. Die langen Belichtungszeiten machten es nur möglich, tote oder posierende Soldaten zu zeigen, nicht aber das bewegte Kampfgeschehen selbst. Als ausstellbare Kunstform hatte sich die Fotografie im Vergleich zur Malerei noch kaum etabliert.

### Deutschsprachige Überblicksliteratur
- Tobias Arand: 1870/71. Die Geschichte des Deutsch-Französischen Krieges erzählt in Einzelschicksalen. Osburg Hamburg 2018, ISBN 978-3-95510-167-1.
- Tillmann Bendikowski: 1870/71. Der Mythos von der deutschen Einheit. C. Bertelsmann, München 2020, ISBN 978-3-570-10407-1
- Klaus-Jürgen Bremm: 70/71 Preußens Triumph über Frankreich und die Folgen. wbg Theiss, Darmstadt 2019, ISBN 978-3-8062-4019-1.
- Michael Epkenhans: Der Deutsch-Französische Krieg 1870/1871 (= Kriege der Moderne). Reclam Philipp Jun., Stuttgart 2020, ISBN 978-3-15-011271-7.
- Michael Epkenhans: Die Reichsgründung 1870/71. Beck, München 2020.
- Jochen Oppermann: Der Deutsch-Französische Krieg. 1870/71. marixverlag, Wiesbaden 2020.
- Wolfgang von Groote, Ursula von Gersdorff (Hrsg.): Entscheidung 1870. Der deutsch-französische Krieg. Herausgegeben vom Militärgeschichtlichen Forschungsamt. DVA, Stuttgart 1970, DNB 456546529.
- Philippe Levillain; Rainer Riemenschneider (Hrsg.): La guerre 1870/71 et ses conséquences. Bouvier, Bonn 1990, ISBN 3-416-80579-8 (deutsch und französisch; Digitalisat).

### Englischsprachige Überblicksliteratur
- Dennis Showalter: The Wars of German Unification. London 2004, ISBN 0-340-58017-8.
- Tobias Arand, Cathérine Pfauth, Jesse Alexander: Glory & Defeat. The Franco-Prussian War of 1870. Week by Week. Berlin 2022.
- Geoffrey Wawro: The Franco-Prussian War. The German Conquest of France in 1870–1871. Cambridge University Press, Cambridge 2003, ISBN 0-521-58436-1.

### Französischsprachige Überblicksliteratur
- Stéphane Audoin-Rouzeau: 1870. La France dans la guerre. Paris 1989, DNB 1011031361.
- François Roth: La guerre de 1870. Fayard, Paris 1990, ISBN 2-213-02321-2.
- Nicolas Bourguinat und Gilles Vogt: La guerre franco-allemande de 1870. Une histoire globale, Flammarion, Paris 2020, ISBN 978-2-08-151055-5.

### Vorgeschichte
- Josef Becker (Hrsg.): Bismarcks spanische «Diversion» 1870 und der preußisch-deutsche Reichsgründungskrieg. Quellen zur Vor- und Nachgeschichte der Hohenzollernkandidatur für den Thron in Madrid 1866–1932. 3 Bde., Paderborn 2003–2007.
- Josef Becker: Von Bismarcks „Spanischer Diversion“ zur „Emser Legende“ des Reichsgründers. In: Josef Becker, Johannes Burkhardt, Stig Förster, Günther Kronenbitter (Hrsg.): Lange und kurze Wege in den Ersten Weltkrieg. Vögel, München 1996, S. 87–113.
- Josef Becker: Regierungspräsident Bismarck, die Thronkandidatur von „Fürst“ Leopold von Hohenzollern-Sigmaringen in Madrid 1870 und der spanische Regierungspräsident Prim. Neues vom Platzen der spanischen Bombe im Juli 1870 aus einer Publikation von J. Rubio in den FBPG. In: Frank-Lothar Kroll (Hrsg.): Forschungen zur Brandenburgischen und Preußischen Geschichte. Bd. 24 (2014), Heft 2: S. 225–241.
- Hans Fenske: 1870 / 71 – ein provozierter Defensivkrieg mit Frankreich? In: Wolfgang Neugebauer und Frank-Lothar Kroll (Hrsg.): Forschungen zur Brandenburgischen und Preußischen Geschichte 13. (2003) Heft 1, S. 109–114.
- Eberhard Kolb (Hrsg.): Europa vor dem Krieg von 1870. Mächtekonstellation – Konfliktfelder – Kriegsausbruch (= Schriften des Historischen Kollegs. Kolloquien 10). München 1987 (Digitalisat).
- Javier Rubio: Die Hohenzollern-Kandidatur von 1870 erneut in der Diskussion. In: Forschungen zur Brandenburgischen und Preußischen Geschichte. Bd. 23 (2013), Heft 1, Duncker, S. 61–89.
- David Wetzel: Duell der Giganten. Bismarck, Napoleon III. und die Ursachen des Deutsch-Französischen Krieges 1870/71. Schöningh, Paderborn u. a. 2005, ISBN 3-506-71791-X.

### Rezeption und Erinnerung
- Tobias Arand (Hrsg.): Der großartigste Krieg, der je geführt worden. Beiträge zur Geschichtskultur des Deutsch-Französischen Kriegs 1870/71 (= Geschichtskultur und Krieg. Band 2). Universität Münster Zentrale Koordination Lehrerausbildung (ZfL), Münster 2008, ISBN 978-3-934064-82-9.
- Frank Becker: Bilder von Krieg und Nation. Die Einigungskriege in der bürgerlichen Öffentlichkeit Deutschlands 1864–1913. Oldenbourg, München 2001.
- Nikolaus Buschmann: Einkreisung und Waffenbruderschaft. Die öffentliche Deutung von Krieg und Nation in Deutschland (1850–1871). Göttingen 2003.
- Alexander Jordan, Thomas Madeja, Winfried Mönch (Bearb.): Von Kaiser zu Kaiser. Erinnerungen an den Deutsch-Französischen Krieg 1870/71. Katalog zur Sonderausstellung, 31. Juli bis 31. Oktober 2010 im Wehrgeschichtlichen Museum Rastatt (= Studiensammlungen und Sonderausstellungen im Wehrgeschichtlichen Museum Rastatt. Nr. 8). Hrsg. durch die Vereinigung der Freunde des Wehrgeschichtlichen Museums Schloss Rastatt. Rastatt 2010, ISBN 978-3-9810460-5-2.
- Heidi Mehrkens: Statuswechsel. Kriegserfahrung und nationale Wahrnehmung im Deutsch-Französischen Krieg 1870/71. Essen 2008, ISBN 978-3-89861-565-5.
- Frank Kühlich: Die deutschen Soldaten im Krieg von 1870/71. Eine Darstellung der Situation und der Erfahrungen der deutschen Soldaten im Deutsch-Französischen Krieg. Frankfurt am Main 1995.
- Christian Rak: Krieg, Nation und Konfession. Die Erfahrung des deutsch-französischen Krieges von 1870/71. Paderborn 2004.
- Wolfgang Schivelbusch: Die Kultur der Niederlage. Der amerikanische Süden 1865, Frankreich 1871, Deutschland 1918. Fest, Berlin 2001, ISBN 3-8286-0165-0. Taschenbuch: Fischer-TB 15729, Frankfurt am Main 2003, ISBN 978-3-596-15729-7.

### Frage nach der Totalisierung des Krieges
- Stig Förster, Jörg Nagler (Hrsg.): On the Road to Total War. The American Civil War and the German Wars of Unification, 1861–1871. German Historical Institute, Washington, D.C. 1997, ISBN 0-521-56071-3 (englisch).
- Stig Förster, Helmut Moltke (Hrsg.): Vom Kabinettskrieg zum Volkskrieg. Bouvier, Bonn/Berlin 1992, ISBN 3-416-80655-7.
- Nikolaus Buschmann, Dieter Langewiesche: „Dem Vertilgungskriege Grenzen setzen“: Kriegstypen des 19. Jahrhunderts und der deutsch-französischer Krieg 1870/71. Gehegter Krieg – Volks- und Nationalkrieg – Revolutionskrieg – Dschihad. In: Dietrich Beyrau u. a. (Hrsg.): Formen des Krieges. Von der Antike bis zur Gegenwart. Paderborn 2007, S. 163–196.
- Mark R. Stoneman: Die deutschen Greueltaten im Krieg 1870/71 am Beispiel der Bayern. In: Sönke Neitzel, Daniel Hohrath (Hrsg.): Kriegsgreuel. Die Entgrenzung der Gewalt in kriegerischen Konflikten vom Mittelalter bis ins 20. Jahrhundert. Paderborn 2008, ISBN 978-3-506-76375-4, S. 223–239.

### Zu einzelnen Schauplätzen des Krieges
- Rachel Chrastil: The Siege of Strasbourg. Harvard University Press, Cambridge, Massachusetts und London, England 2014, ISBN 978-0-674-72886-8.
- Douglas Fermer: Sedan 1870. The Eclipse of France. Pen & Sword Military, Barnsley 2008, ISBN 978-1-84415-731-0.
- Matthias Steinbach: Abgrund Metz. Kriegserfahrung, Belagerungsalltag und nationale Erziehung im Schatten einer Festung 1870/71 (=  Schriftenreihe Pariser historische Studien). Oldenbourg, München 2002, ISBN 3-486-56609-1.

### Heimatfront
- Alexander Seyferth: Die Heimatfront 1870/71. Wirtschaft und Gesellschaft im deutsch-französischen Krieg. Paderborn 2007, ISBN 978-3-506-75663-3.

### Einzelne Armeen
- Mark R. Stoneman: The Bavarian Army and French Civilians in the War of 1870–1871. Magisterarbeit. Universität Augsburg, 1994.
- Mark R. Stoneman: The Bavarian Army and French Civilians in the War of 1870–1871. A Cultural Interpretation. In: War in History. Jg. 8, Nr. 3, 2001, S. 271–293.

### Friedensschluss
- Eberhard Kolb: Der Weg aus dem Krieg. Bismarcks Politik im Krieg und Friedensanbahnung 1870/71. 1989, ISBN 3-486-54641-4.
- Eberhard Kolb: Der schwierige Weg zum Frieden. Das Problem der Kriegsbeendigung 1870/71 (= Schriften des Historischen Kollegs. Vorträge. Band 11). München 1985 (Digitalisat).